# Oaxaca de Juárez
Oaxaca (del náhuatl: Huāxyacac o Waxyakak ‘En la punta del huaje’)(Laꞌa o Lulaꞌa en zapoteco, Nunduva o Ñundua en mixteco, Ya³kweh⁴ o Akwej en triqui, Na²xi¹tzhe⁴ en mazateco, Ku²nchia² en chocho, Chjui³ en ixcateco, Wahkꞌwihm en mixe, Nicuí en chinanteco, Nnu³ va³ en cuicateco, Londa'a en chatino ), oficialmente llamada Oaxaca de Juárez es una ciudad mexicana, capital del estado de Oaxaca, así como cabecera del municipio homónimo. Ubicada en los Valles Centrales, a 550 km por carretera de la Ciudad de México, es la localidad más extensa y poblada del estado y su centro cultural.
Fue fundada por un destacamento de guerreros mexicas, enviados por el octavo tlatoani, el emperador Ahuízotl, hacia el año 1486. En 1532, por cédula real, recibió del rey Carlos I de España el título de "Muy noble y leal ciudad", llamándose primeramente Antequera de Oaxaca, nombre que en el año 1821 fue sustituido por el de Oaxaca.

## Toponimia

Topónimo náhuatl para Waxyakak.

El nombre Oaxaca proviene de la denominación náhuatl Waxyakak, impuesta por los conquistadores aztecas en el siglo XV en el momento de su incorporación al Imperio mexica; waxin se refiere al huaje, planta común en la región de los valles, yakatl significa literalmente "nariz" o "punta", el sufijo "-k" es equivalente a "lugar", de una forma abreviada.
Fonéticamente, se leería el glifo como Wax-yaka-k, es decir, en la nariz o punta de los huajes. Una adaptación lingüística de los conquistadores españoles derivó en el actual Oaxaca.
En otras lenguas indígenas del estado, el significado del nombre de la ciudad es el mismo: Laꞌa o Lulaꞌa en zapoteco, Nunduva o Ñundua en mixteco, Ya³kweh⁴ o Akwej en triqui, Na²xi¹tzhe⁴ en mazateco, Ku²nchia² en chocho, Chjui³ en ixcateco, Wahkꞌwihm en mixe y Nicuí en chinanteco.
En 1872, a raíz del fallecimiento de Benito Juárez toma su apellido, quedando finalmente como "Oaxaca de Juárez".

## Historia

### Época prehispánica

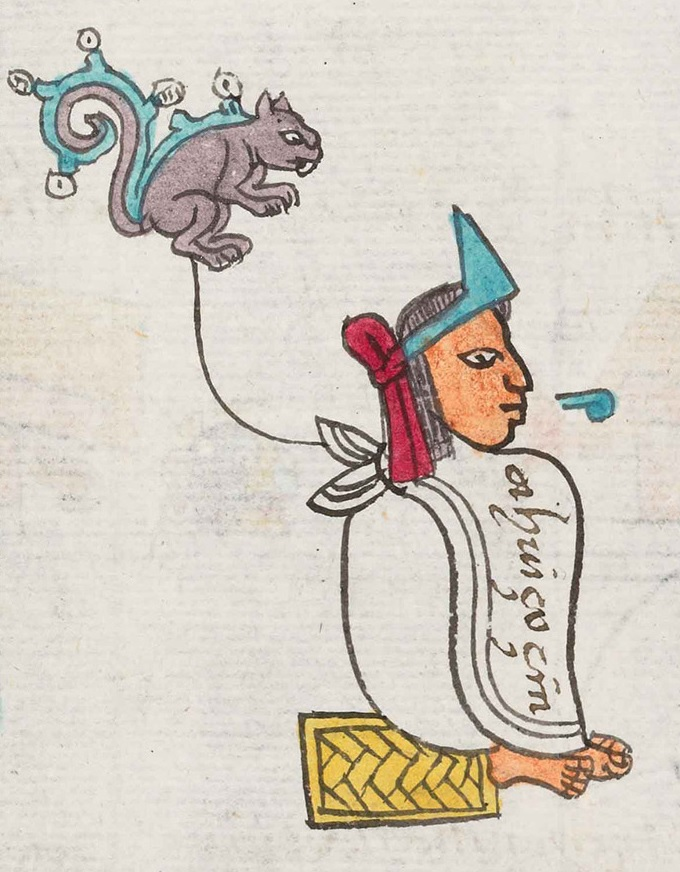
El emperador Ahuitzotl mandó a fundar Huaxyacac entre 1487 y 1523.

Localizado a 10 km de la ciudad de Oaxaca, Monte Albán fue durante mucho tiempo la sede del poder dominante en la región de los Valles Centrales de Oaxaca, desde el declive de San José Mogote en el Preclásico Medio (1500-700 a. C.) hasta el ocaso de la ciudad, ocurrido alrededor del siglo IX. Como la gran mayoría de las grandes metrópolis mesoamericanas, Monte Albán fue una ciudad con una población pluriétnica. A lo largo de su historia mantuvo vínculos muy fuertes con otros pueblos de gran importancia en Mesoamérica, especialmente con los teotihuacanos, durante el periodo Clásico Temprano.
La ciudad fue abandonada por buena parte de su población al final de la Fase Xoo. Sin embargo, el recinto ceremonial que constituye el conjunto de la zona arqueológica de Monte Albán fue reutilizado por los mixtecos durante el Período Posclásico. Para esta época, el poder político del pueblo zapoteco se encontraba dividido entre varias Ciudades-Estado, como Zaachila, Yagul, Lambityeco y Tehuantepec. Durante este tiempo, se fraguaron las luchas entre los zapotecos y los mixtecos y la expansión de los mexicas.
Como los mixtecas habían conquistado Monte Albán y Cuilapan, la situación de los zapotecas atravesaba un periodo de incertidumbre, por lo que Cocijoeza, hijo de Zaachila III y rey de los zapotecas de Zaachila entre 1487 y 1523, al defender el imperio zapoteca de la expansión azteca, se enfrentó a muerte con los mexicas en la batalla del Cerro de Guiengola. La distensión entre ambos pueblos favoreció fructíferos acuerdos, y para sellar la hermandad, el emperador mexica Ahuizotl (1468-1502) concertó el matrimonio de su hija Coyolicatzin con Cocijoeza. Surgen de esta unión tres hijos, entre ellos Donají y Cosijopi, gobernador de Tehuantepec.
Con la finalidad de vigilar la conducta de su yerno Cosijoeza, el emperador Ahuízotl mandó fundar Huaxyacac. Los guerreros aztecas llegados a este territorio talaron parte del bosque de guajes existente para ahí edificar sus viviendas y se instalaron en las inmediaciones de un cerro llamado en idioma zapoteco Dani Noayaa Loani (Cerro de Bellavista), al que los nahuas llamaron Ehécatl (dios del viento). Hoy esa elevación recibe el nombre del Cerro del Fortín. Los zapotecos mantuvieron una alianza no confiable con los poderosos mexicas que no se conformarían hasta someterlos. Pero al mismo tiempo tenían como vecinos y antiguos enemigos a los mixtecos. En 1520 se reinicia otra guerra entre zapotecos y mixtecos por la dominación de este territorio, misma que termina con la llegada de los españoles.

### La llegada de los españoles

Escudo durante el Virreinato de Antequera de Oaxaca

Enviado por Hernán Cortés, Francisco de Orozco llegó a Oaxaca el 25 de noviembre de 1521. Entre sus acompañantes se encontraba el clérigo Juan Díaz quien oficiaría la primera misa bajo un gran árbol que estaba en la rivera del río Atoyac y donde actualmente se encuentra el Templo de San Juan de Dios.
Cozijoeza buscó el apoyo de los españoles con el propósito de echar a los mixtecas de Cuilapan. Sin embargo, dicha alianza nunca llegó a concretarse, debido a que la Princesa Donají, nieta de Ahuizotl e hija de Cosijoeza y de Coyolicatzin, fue tomada como rehén por los mixtecas para evitar un enfrentamiento armado. Tras un fallido intento de rescate, Donají fue decapitada en el altar de los sacrificios, convirtiéndose en una mártir para el pueblo zapoteco.
En la parte central del Valle de Oaxaca el control de la zona se dio en muy poco tiempo. El lugar encontrado por los españoles era parte importante de una de las regiones más avanzadas culturalmente. Los grupos más sofisticados culturalmente fueron los que
primero dieron su reconocimiento a los europeos. Mientras que los que representaban una organización más sencilla se les opusieron durante mayor tiempo.
El avance cultural, en opinión de los investigadores, permitió ciertas ventajas que se tradujeron en alianzas con los europeos. Así que el uso de las armas y tácticas de guerra no pasó de una semana. El control de la zona fue relativamente rápido. Debido principalmente a que los zapotecos no participaron en la contienda por la alianza que Cortés hizo con el Señor de Tehuantepec.
Después de las exitosas expediciones a Tututepec, Cortés ordenó a sus soldados que fundasen una villa en aquel lugar, debido a la gran cantidad de oro que poseía. Sin embargo, estos decidieron desobedecerlo y regresaron al Valle de Oaxaca, ya que el clima era más benigno.
Estos españoles fundaron Segura de la Frontera sobre las lindes del antiguo puesto militar mexica. De esta manera, la fundación española se hizo a modo de rebeldía, y sus vecinos tendrían que luchar legalmente primero en contra de Cortés, y después, con la burocracia del Virreinato.

### Antequera en la Nueva España

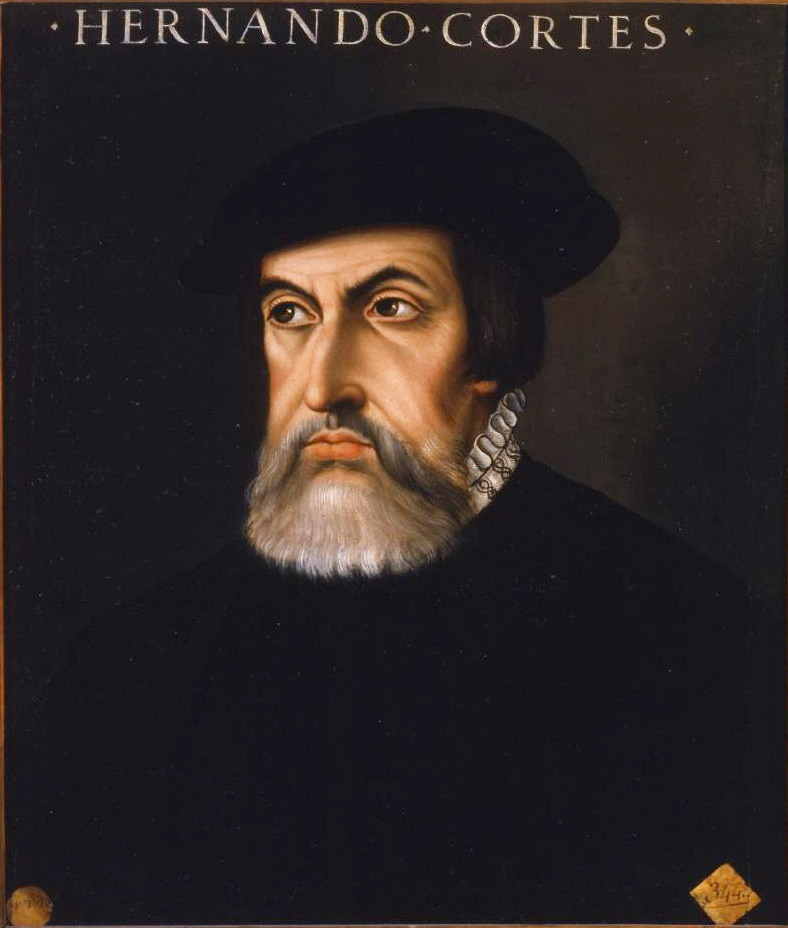
Hernán Cortés, Marqués del Valle de Oaxaca.

Hernando de Badajoz se hizo cargo del nuevo gobierno de Segura de la Frontera y figuraron como encomenderos Pedro de Alvarado, Juan Núñez de Mercado y Juan Peláez de Berrio.
Un mandato real permitió que el nuevo asentamiento adquiriese la categoría de villa el 14 de septiembre de 1526. No obstante, aunque Hernán Cortés rechazó la fundación de Segura de la Frontera, Juan Núñez de Mercado sortea esta negativa, explicable por medio del derecho de conquista, y gracias a esto, el 24 de junio de 1528 la población consigue la denominación de Villa de Antequera de Guaxaca.
Al año siguiente, cuando Hernán Cortés fue nombrado Marqués del Valle de Oaxaca. Juan Peláez de Berrio llegó al Valle de Oaxaca en julio de 1529 y encontró una población española sin autoridad local y sin un trazo organizado. Como tenía instrucciones precisas para arreglar y agrandar el asentamiento español del valle, que a partir de entonces se llamaría Antequera, pronto organizó el cabildo y le encomienda al alarife Alonso García Bravo el trazado urbano de la villa. Este arquitecto tomó como punto de fuga lo que es hoy el zócalo o Plaza de la Constitución y consiguió además que la orientación de los edificios e iglesias fuera buena para que sus ventanas y sus puertas recibieran el sol durante todas las épocas del año. Unido a esto, el primer obispo de Oaxaca, Francisco López Zárate, descubrió yacimientos cercanos de cantera verde, que al empezar a explotar y trabajar para hacer casas e iglesias, vuelve este color característico de la población. Existe una historia, donde los primeros conquistadores, al llegar a esta ciudad, compararon su geografía con la ciudad de Antequera en España. Esto, aunado a la tonalidad verdosa de la cantera en sus construcciones, le da el nombre de Verde Antequera, como también se le conoce a la ciudad de Oaxaca.
La distribución de los solares fue realizada por Juan Peláez de Berrio en 1529, primer alcalde de la ciudad de Oaxaca, quien procedió a asignar los terrenos para las ochenta familias de españoles, para las primeras órdenes religiosas y para los principales edificios civiles.

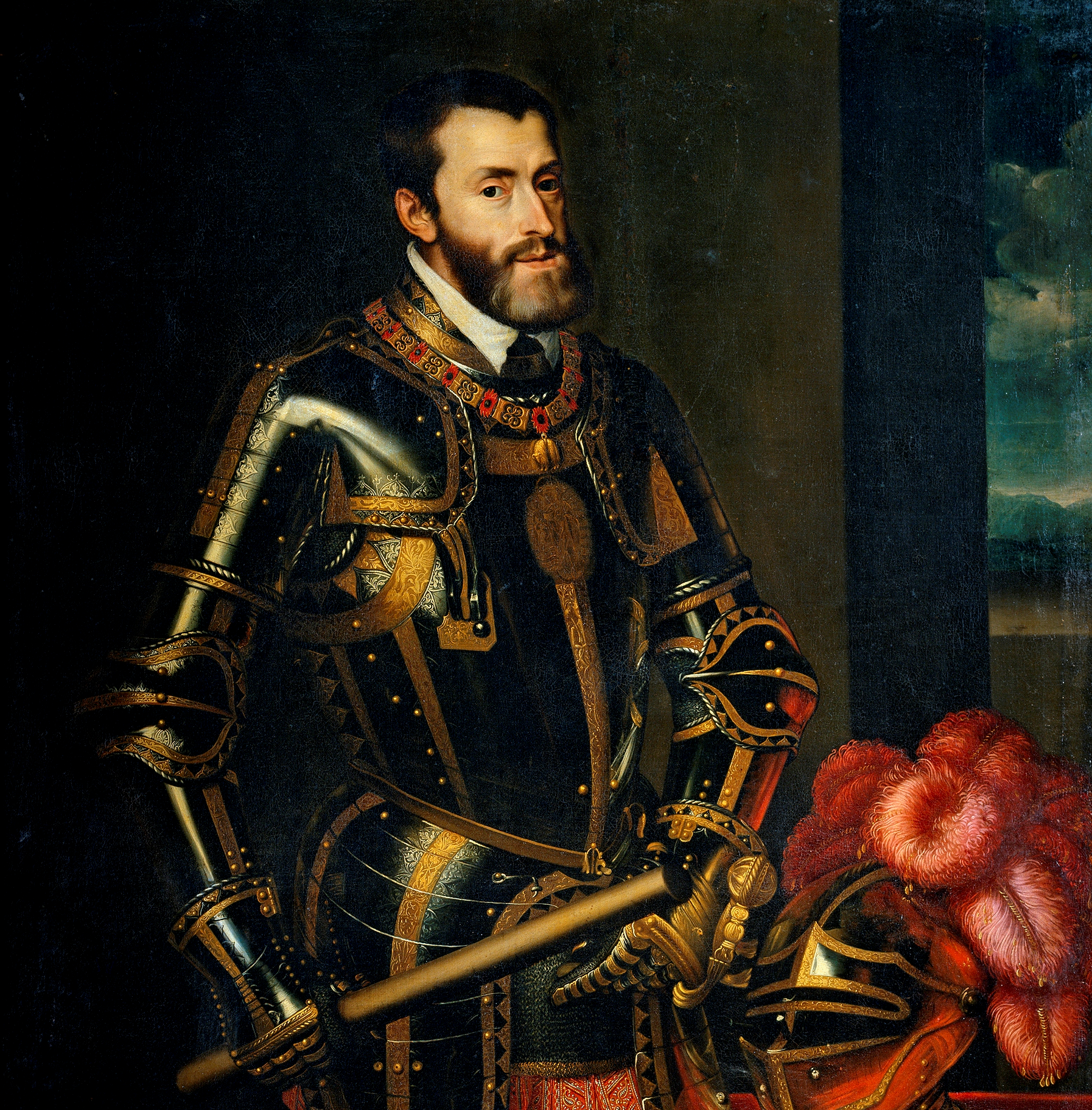
El emperador Carlos I de España y V del Sacro Imperio Romano Germánico, fue el que otorgó el título de "Muy noble y leal ciudad" a la villa de Antequera.

El 25 de abril de 1532 recibió el título de ciudad por parte de una Cédula Real, firmada por Carlos I en Medina del Campo, España, denominándose a partir de ese momento, la Muy noble y leal Ciudad de Antequera. Nombre que conservaría durante el resto de la época virreinal.
A principios del siglo XVI se fundaron los pueblos (hoy barrios y agencias) de Xochimilco, Jalatlaco, San Juan Chapultepec y Mexicapam, cuyos fundadores fueron indígenas nahuas, aliados de los españoles, que acompañaron a estos en la conquista territorial del sur de la Nueva España.
En 1535 fue constituida por decisión del papa Paulo III, "la Provincia Eclesiástica de Antequera", lo cual se aumentó la presencia eclesiástica.
En 1536 los corregimientos sustituyeron a las alcaldías dentro de la organización administrativa de la Nueva España, por lo que el territorio quedó dividido en 18 partidos: nuestra Antequera de Oaxaca, Chichicapán, Choapán, Ecatepec, Huajuapán, Huitzo, Jamiltepec, Juxtlahuaca, Nejapa, Tehuantepec, Teocuicuilco, Teotitlán del Camino, Teotitlán del Valle, Teposcolula, Teutila, Villa Alta y Zimatlán.
Para 1538 o 1540 se empezaron a erigir los cimientos de la catedral en el centro de la ciudad. Poco después, se fundó el templo Lágrimas de San Pedro, conocido ahora como el Carmen Bajo.
Para mediados del siglo XVI Oaxaca contaba con la ermita de San Juan de Dios y la capilla de San Pablo, creada por los frailes dominicos.
A partir de la segunda mitad del siglo XVI, las condiciones económicas y políticas del Valle cambiaron notablemente. Antequera empezó un primer periodo de crecimiento continuo que
duraría treinta años, el cual empezó a dar estructura urbana a la ciudad. Principalmente:
- Disminuyeron los conflictos jurisdiccionales de la ciudad con el Marquesado.
- Hubo creciente aumento del comercio de cochinilla y seda que repercutiría en la población urbana.
- Se desarrolló la tenencia de la tierra por los españoles. Fue determinante en esta situación, la dramática disminución de la población indígena; víctima de las epidemias.
- La vida urbana de Antequera se desarrolla y se organizan gremios de fabricantes de listones, bordadores y fabricantes de gorros, etc.
- La población de Antequera comenzó a aumentar constantemente.
- La actividad constructiva se intensifica.[10]

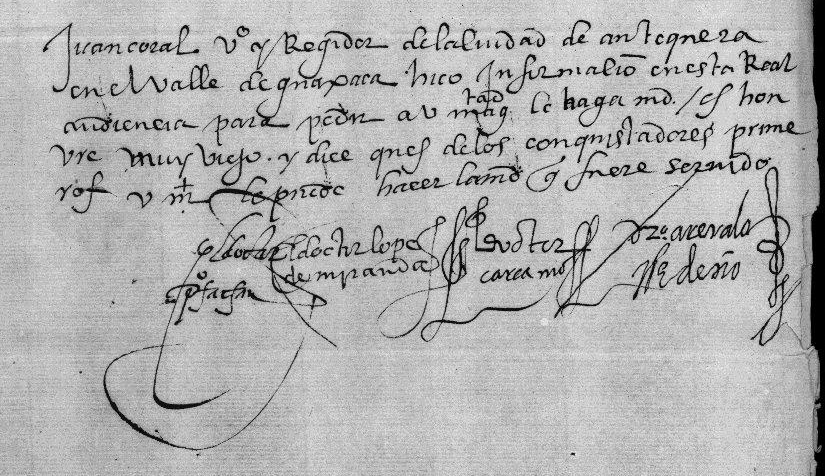
Expediente de Juan Corral Regidor (Corona de Castilla) en Antequera, Oaxaca (1541).

En 1575 se edificó el Templo de Santo Domingo de Guzmán con mano de obra indígena y bajo la supervisión de Fray Fernando de Carvacos. Al año siguiente, el Virrey Martín Enríquez de Almansa ofreció al ayuntamiento de Antequera dos solares para la edificación del Palacio Municipal.
De 1570 a 1640 la actividad minera dio ocupación a numerosas familias. Esas operaciones mineras tomaron forma de empresas capitalistas individuales.

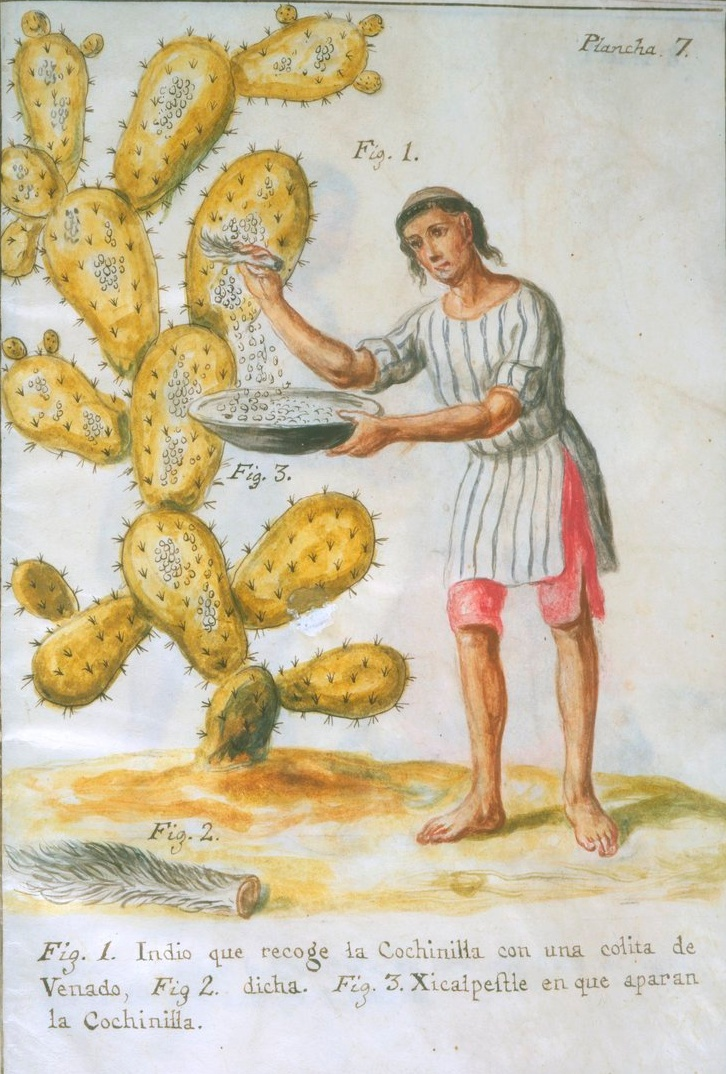
Recolección de Grana Cochinilla.

El negocio de la cochinilla fue una actividad importante. Antequera empezaba a mostrarse como ciudad central del comercio regional. Para el año 1600 ese colorante era el segundo producto más importante, después de la plata, que la Nueva España exportaba. El tinte de la cochinilla era apreciado también en la región y Antequera siguió siendo un mercado doméstico en expansión alcanzando su apogeo a mediados del siglo XVIII.
Por la cercanía del límite de la placa tectónica de Cocos, la fuerte actividad sísmica del lugar volvió a causar destrozos en los años 1660, 1696, 1702, 1727, 1776, 1787, 1794, 1796 y 1800.
Después de la crisis del nacimiento y la consolidación de Antequera como asentamiento, la ciudad colonial tendría por delante dos períodos que marcarían su desarrollo. El primero marca la época de las haciendas y transcurre hasta la mitad del siglo XVIII, como una época de poco crecimiento. En el Valle a fines del siglo XVII y principios del siglo XVIII hubo una creciente ola de vagabundos y la región padeció varios desastres naturales como sequías, heladas, plagas y epidemias entre el ganado.
En la segunda mitad del siglo XVIII, los edificios que se habían construido en la ciudad de Antequera habían definido la estructura de la ciudad colonial. La intensa actividad constructiva que impulsaron los españoles pero solo fue posible gracias al trabajo de los indígenas. El esfuerzo muchas veces tuvo que redoblarse por la acción de los temblores.
Los años que van de 1750 a 1820, es el período en el que Antequera se convirtió en uno de los más importantes centros de poder y riqueza del país, a la altura de Puebla, Guadalajara y Veracruz. En ninguna otra época, antes o después de este período llegó a alcanzar tal importancia. La ciudad de Antequera se transformó, de un pequeño pueblo internamente orientado a la agricultura, en un centro comercial de exportación de tamaño considerable. A pesar de los temblores que obligaban una intensa actividad reconstructiva, la ciudad mantenía y ampliaba su estructura urbana. Este periodo, de la segunda mitad del siglo XVIII al inicio de la independencia, es conocido como la Edad de Oro de Oaxaca.
En 1784, el rey Carlos III de España decide la introducción del sistema de intendencias, en la cual cada Gobernador Intendente asume las funciones de los anteriores gobernadores, corregidores y alcaldes mayores, menoscabando así el poder del virrey. Aún con este nuevo sistema, Antequera de Oaxaca presentaba todavía muchos contrastes, pues entre otras condiciones existía una gran tendencia latifundista, lo cual contribuía a seguir concentrando el poder en unos cuantos.

### Guerra de Independencia

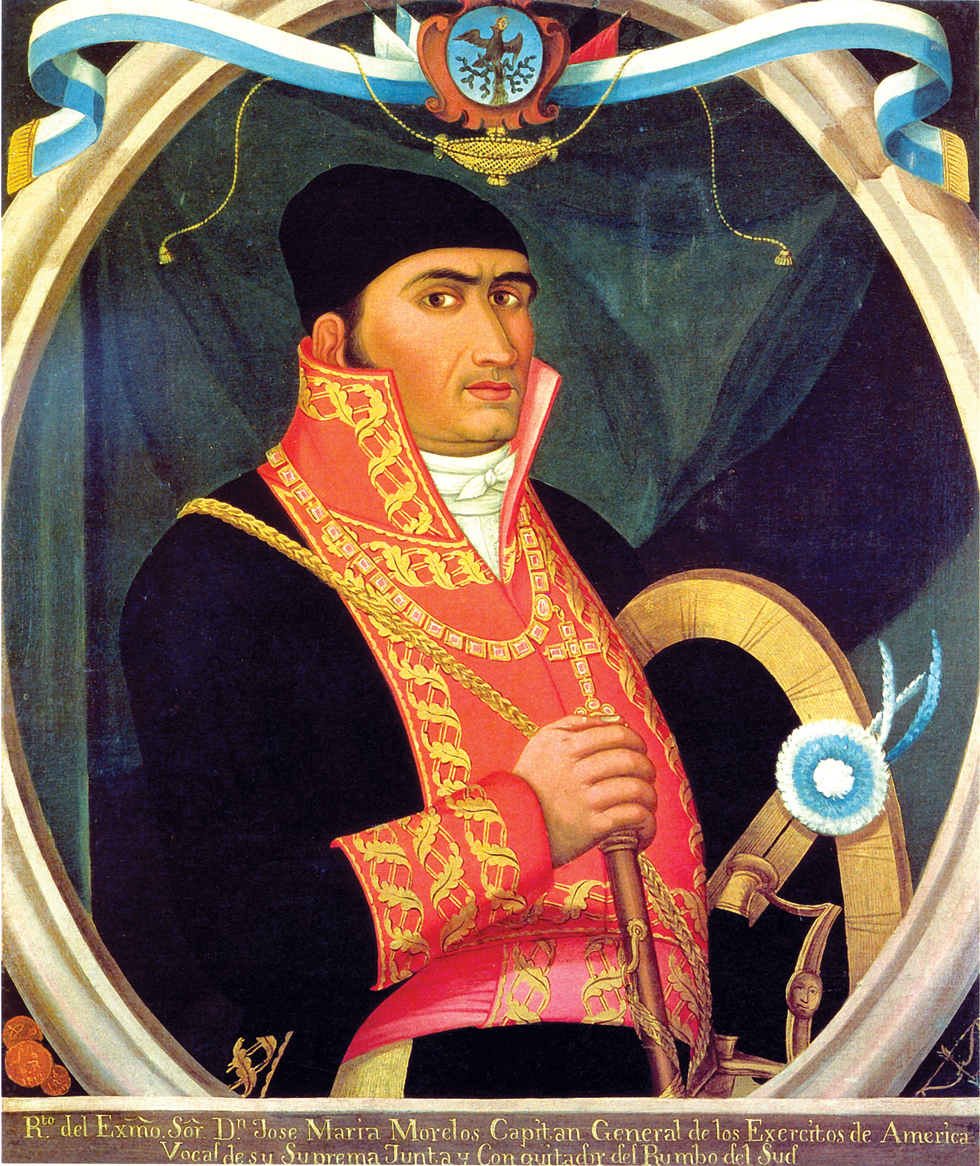
José María Morelos y Pavón.

A principios del siglo XIX, los criollos, al igual que en otras regiones de la Nueva España, adoptaron las ideas de la ilustración y comenzaron a rebelarse progresivamente contra el poder de la Corona española. Tras la fallida insurrección de 1811, el levantamiento tomó mucha importancia en la región con el ataque de José María Morelos el 25 de noviembre de 1812.
Morelos decidió marchar a Oaxaca en noviembre de 1812 tras haber tomado las Plazas de Tehuacán y Orizaba. En la madrugada del 25 de noviembre, el ejército insurgente llegó a las puertas de la capital de la intendencia de Nueva Antequera, donde escribió una carta al brigadier Roque Abarca, comandante general de la plaza y al obispo Antonio Bergoza y Jordán, pidiéndoles la rendición de la plaza, y enviando una carta a la comandancia, portada por varios emisarios. La tropa fue repelida a cañonazos y los emisarios fueron pasados por las armas.
El 25 de noviembre de 1812, las fuerzas insurgentes tomaron sus posiciones e iniciaron el ataque. El coronel Manuel Montaño marchó sobre las faldas del cerro de la Soledad, para así cortar el paso del agua e impedir la retirada de los españoles por el camino de Tehuantepec. El general Galeana tomó el mando de la vanguardia; Miguel Bravo el de la columna del centro, Matamoros la retaguardia; Morelos, por su parte tomó una sección de caballería y el grueso de la infantería quedó como reserva para que fuera utilizada cuando fuera necesario.
Desde el fortín de la Soledad, la artillería realista logró detener el avance insurgente en los primeros instantes. Morelos entonces creyendo se encontraba en una posición poco favorable ordenó a los coroneles Ramón Sesma y Manuel Mier y Terán tomar el fortín. Ambos intentaron mover un cañón cerca del fortín para comenzar su ataque, pero descubierta su maniobra se entabló un nutrido fuego de fusilería entre ambos bandos. En tal situación Morelos se vio obligado a acudir para reforzar el avance de Mier y Terán, hasta que por fin se logra el objetivo. Tras tres horas de combate, Morelos logró tomar la ciudad.
Ya en Oaxaca, Morelos estableció un tribunal de protección y confianza pública, dedicado a investigar sospechas de faltas a la causa insurgente, y que prohibía las juntas secretas. Se instituyó en la ciudad un gobierno autónomo y José María Murguía fue nombrado intendente. Además, en 1813 ordenó publicar el Correo Americano del Sur, un periódico insurgente cuyo objetivo primordial era dar a conocer las causas, las campañas y cierta correspondencia de los dirigentes de la insurrección de la guerra de Independencia de México. Fue en la plaza de Oaxaca donde Morelos recibió los Elementos constitucionales redactados por Ignacio López Rayón.
Poco tiempo después, Morelos decidió abandonar Oaxaca, tras mes y medio de su captura, y proseguir la marcha hacia Acapulco. La pérdida de Oaxaca significó un duro golpe para el gobierno virreinal. Para los insurgentes la toma de esta plaza, acrecentó el prestigio militar de Morelos, y les dio una posición geográfica privilegiada por los caminos y villas que desde ese sitio se podían controlar. El gobierno insurgente de la ciudad de Oaxaca duró de 1812 hasta 1814, cuando fue recuperada la población por el ejército realista. Fue la primera y única vez en que Morelos pudo tomar el control de una ciudad importante.
El nuevo gobierno de Antequera tuvo como presidente del Ayuntamiento a Manuel Nicolás Bustamante, Benito Rocha ejerció a modo de comandante militar y el intendente de la provincia fue José María Murguía. Tras ello, en Chilpancingo de los Bravo un congreso sirvió para organizar legalmente al futuro Gobierno, con la intervención por parte oaxaqueña de José María Murguía y Galardi, Manuel Sabino Crespo y Carlos María Bustamante. En esa época es cuando Morelos es apresado y condenado a muerte por fusilamiento.

### Etapa Independiente

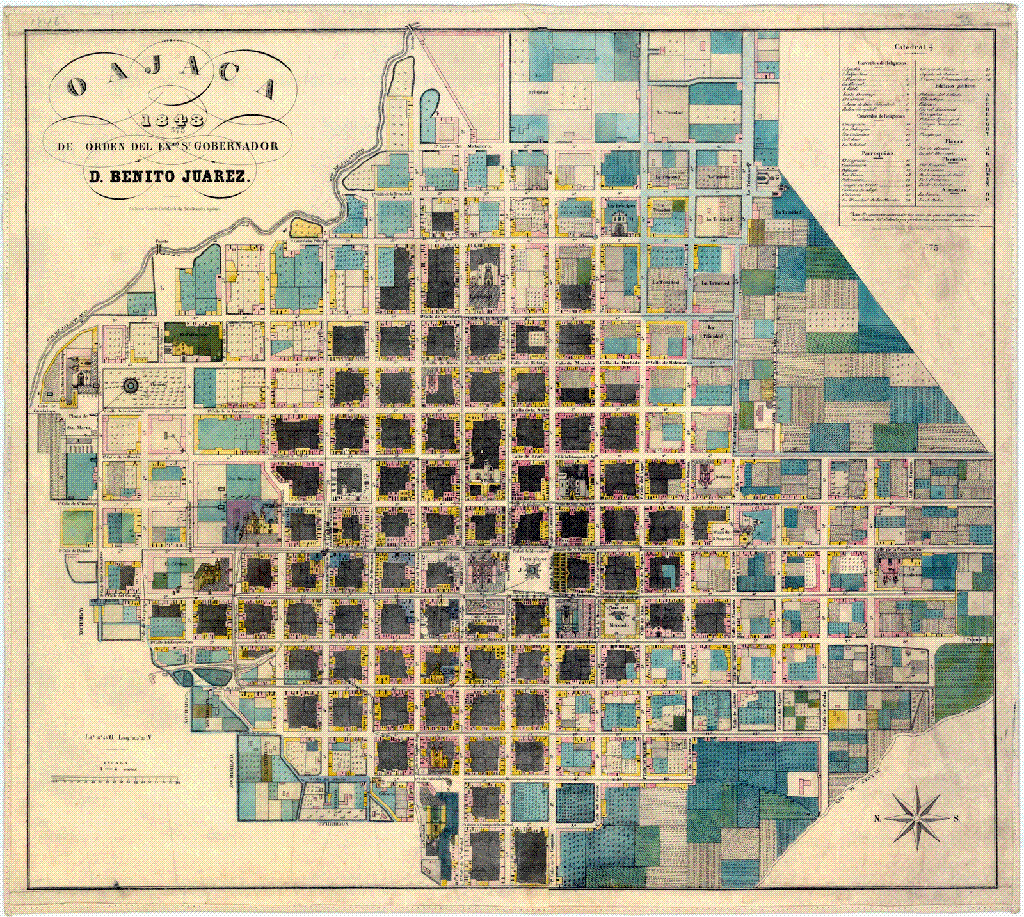
Plano de la ciudad 1848.

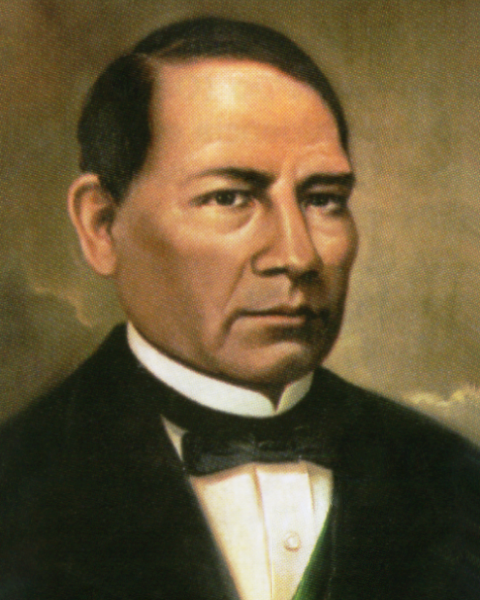
Benito Juárez.

En 1823 el coronel Antonio de León proclama la República imponiéndose el orden cuando una Junta de Gobierno declaró formalmente que el estado era libre y soberano, así, Murguía y Galardi fue el primer gobernador. Tras el reconocimiento del texto constitucional en 1825, inició su funcionamiento académico el Instituto de Ciencias y Artes en 1827, teniendo entre sus alumnos a dos destacados personajes oaxaqueños, Benito Juárez García y Porfirio Díaz Mori.
En 1828 la pugna entre conservadores y liberales se hizo cada vez más significativa. La crisis económica y el desorden político también eran notables en 1836, fecha en que los conservadores derogaron la Constitución y la República federal. En 1841, apoyándose en los grupos liberales, el general Antonio López de Santa Anna expuso su oposición al gobierno centralista. Al año siguiente, Benito Juárez se hizo cargo de la secretaría de Gobierno.
El 12 de abril de 1844 la Asamblea del Estado organizó mediante un decreto al Tribunal Superior y demás juzgados inferiores del Departamento de Oaxaca. Tres años después, Benito Juárez asumía las funciones de gobernador interino. La incursión imperialista francesa y la pugna entre conservadores y reformistas enmarcan un despliegue de tintes dramáticos y consecuencias muy relevantes.
En 1856, la promulgación de las leyes de Reforma enfrentó a las dos facciones oaxaqueñas. Marcelino Ruiz Cobos y Moreno por parte de los conservadores y el gobernador Ignacio Mejía por parte de los liberales, facción que logró al final imponer su ideario.
El 15 de septiembre de 1857, fecha en la que el Congreso Constituyente decretó la Constitución del Estado de Oaxaca. Un año después comenzó la Guerra de Reforma, que prolongó hasta 1861. En el combate contra los franceses participaron personajes locales como Mariano Jiménez, quien más tarde intervendría junto a su paisano Porfirio Díaz en el Pronunciamiento de La Noria para obstaculizar la reelección de Juárez, y luego ejerció como diputado federal de Oaxaca y gobernador interino de Michoacán.
En 1863 Oaxaca fue conquistada por los franceses, acción que fue fuertemente repelida por las acciones guerrilleras de juchitecos y mixtecos. Un caudillo de ascendencia indígena, Porfirio Díaz, derrotó en 1865 a las tropas del mariscal François Achille Bazaine en la batalla de la Carbonera.
Una vez terminada la agitación causada por la invasión francesa, el 10 de octubre de 1872 la ciudad recibió el nombre de Oaxaca de Juárez, honrando así la memoria de quien fue considerado Benemérito de las Américas. Diez años después, el 17 de septiembre de 1882, el gobernador del Estado Libre y Soberano de Oaxaca presentaba una memoria constitucional en el Congreso estatal sobre la administración pública.

### Porfiriato y Revolución

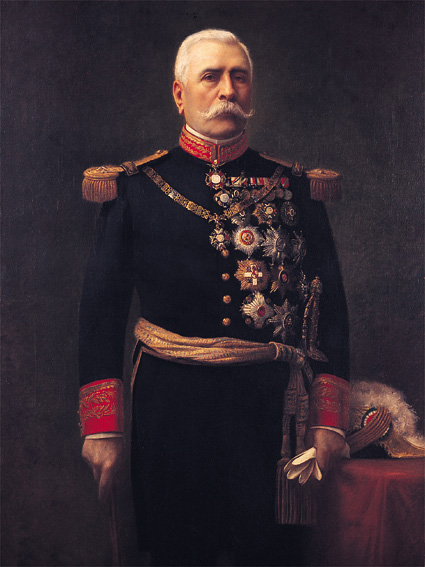
Porfirio Díaz.

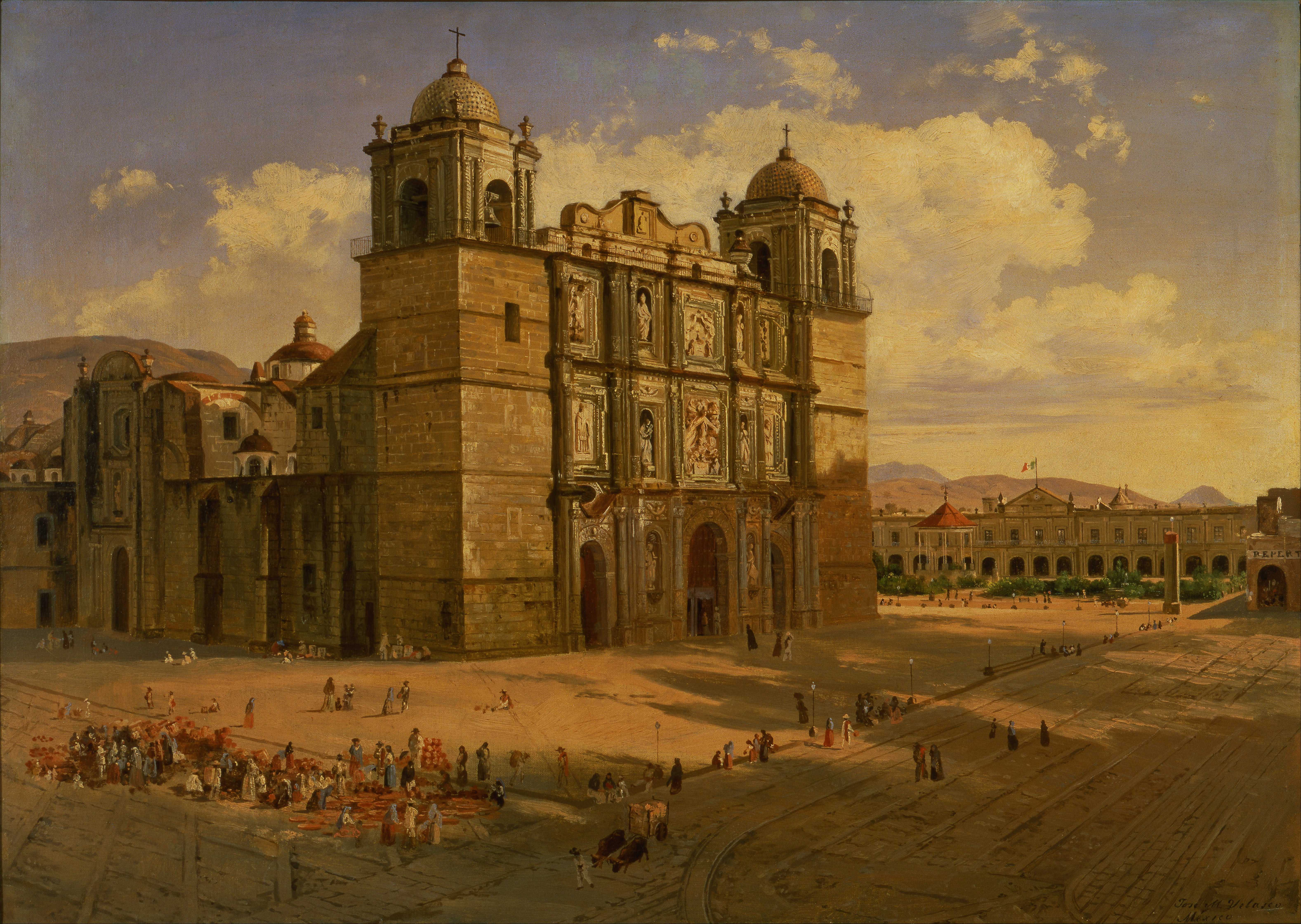
Catedral de Oaxaca (1887) óleo de José María Velasco.

El periodo porfirista se caracterizó por ser de bonanza económica, tanto a nivel nacional como regional. El estado de Oaxaca gozó durante dicho periodo de un auge, que ha sido caracterizado en investigaciones recientes como un boom económico, lo que permitió la construcción de numerosos edificios públicos. Oaxaca inició su recuperación económica en el último cuarto del siglo XIX. Los ejes que propiciaron la reactivación fueron: la estabilidad social, el desarrollo de la infraestructura y la inversión extranjera, otro ejemplo también importante fue que el general Porfirio Díaz, “el héroe de la paz”, era oriundo de la entidad.
El modelo de desarrollo económico oaxaqueño en el porfiriato estuvo basado en el desarrollo de la infraestructura. Los ferrocarriles y puertos posibilitaron la exportación de productos agrícolas tropicales y mineros, con su dinámica promovieron la inversión extranjera.
El auge de la economía oaxaqueña comenzó con la inauguración del Ferrocarril Mexicano del Sur en Oaxaca, el 13 de noviembre de 1892, siendo gobernador del estado el general Gregorio Chávez. A la inauguración asistió el presidente Porfirio Díaz Mori, que retornó a su tierra natal después de una larga ausencia. El recorrido del ferrocarril Mexicano era de la capital del país a la ciudad de Oaxaca, permitiendo la transportación de materias primas. Fue la última vez que el general Porfirio Díaz y su gabinete visitaron Oaxaca. El desarrollo de la infraestructura se fortaleció con la construcción del Ferrocarril Nacional de Tehuantepec -o Ferrocarril Transístmico como también se le denominó- con el ferrocarril Panamericano y con la apertura de los puertos de Salina Cruz y Coatzacoalcos. Otro gran avance tecnológico en el área de las telecomunicaciones fue el inicio de los servicios telefónicos oaxaqueños en 1908.
El auge económico y el restablecimiento de la paz tuvieron efectos en el proceso arquitectónico-urbano de la ciudad de Oaxaca, se construyeron una gran cantidad de edificios públicos y privados. También se ha señalado el desarrollo de la arquitectura funeraria, debido a la construcción de cementerios. Pero lo más importante fue el proceso de modernización.
La modernización de la ciudad de Oaxaca se manifestó con la introducción de servicios públicos que hicieron más confortable la vida y mejoraron las condiciones higiénicas de la población: el empedrado de calles, el alumbrado público, el drenaje, el agua potable y el transporte urbano.
Durante el periodo porfirista Oaxaca estuvo bajo el férreo control de Díaz. En principio durante el interregno en que el general Manuel González fue presidente de la república, compadre de aquel, Díaz pasó a ser gobernador del estado.
En mayo de 1901 se fundó la Asociación Juárez, la organización básica de los precursores de la Revolución en Oaxaca.
En septiembre de 1909 fue inaugurado el Teatro Casino Mier y Terán, actualmente "Macedonio Alcalá". Ese mismo año, el 18 de diciembre, Francisco I. Madero visitó la ciudad de Oaxaca. Creó un club antirreeleccionista, donde la oposición estuvo representada, en 1910, por Benito Juárez Maza.
Luego de los primeros levantamientos maderistas en el norte del estado, grupos revolucionarios provenientes de Puebla, Guerrero y Veracruz, liderados por el magonista Ángel Barrios quien bajo el amparo de los Tratados de Ciudad Juárez, presionaron para ocupar la ciudad de Oaxaca. Aunque esto no sucedió, su presencia amenazó a la clase dirigente y logró que la Legislatura integrada por porfiristas nombrara contra su voluntad un gobernador interino cercano al campo insurrecto.
Al enterarse Oaxaca de la revuelta militar que recién se iniciaba en la Ciudad de México, el gobernador Bolaños Cacho manifestó lealtad al régimen maderista. Un agrupamiento militar, vinculado con el felicismo, se levantó en armas e intentó tomar el cuartel de caballería y la cárcel, sin embargo fue rápidamente sofocado. La comunicación con el centro del país se interrumpió debido a que grupos rebeldes, que operaban sobre la ruta del Ferrocarril Mexicano del Sur, colocaron explosivos y destruyeron varios tramos de la vía férrea.
En el año de 1915 el gobernador José Inés Dávila, amparado en la constitución liberal de 1857, declaró a Oaxaca "Estado Libre y Soberano"; es decir se independizó de México. Como consecuencia, Oaxaca elaboró su propia moneda, sus propios timbres postales e inclusive organizó su propio ejército.
En enero de 1916 inició el avance del Ejército Constitucionalista al centro del estado. Para marzo de ese mismo año Carranza ordenó acabar con el movimiento de soberanía y entró a la ciudad de Oaxaca, instalando el 15 de marzo el ayuntamiento preconstitucional de Oaxaca.
En 1919, el licenciado Jesús Acevedo, en su carácter de gobernador provisional de Oaxaca, emitió un decreto por medio del cual declaró la pública vigencia en el estado de la constitución de 1917.
En noviembre de 1920, García Vigil fue declarado gobernador electo y el 15 de abril de 1922 firmó la Constitución de Oaxaca, aprobada el 4 de abril por la Cámara de Diputados.
Durante la segunda década del siglo XX, diversos levantamientos armados resultaron en una inestabilidad política debido a los eventos de la Revolución Mexicana. Los enfrentamientos duraron más de diez años, y no hubo mayores modificaciones al respecto hasta que, ya entrada la década de los años 30, el presidente Lázaro Cárdenas del Río puso en marcha una reforma agraria.

### Época Contemporánea

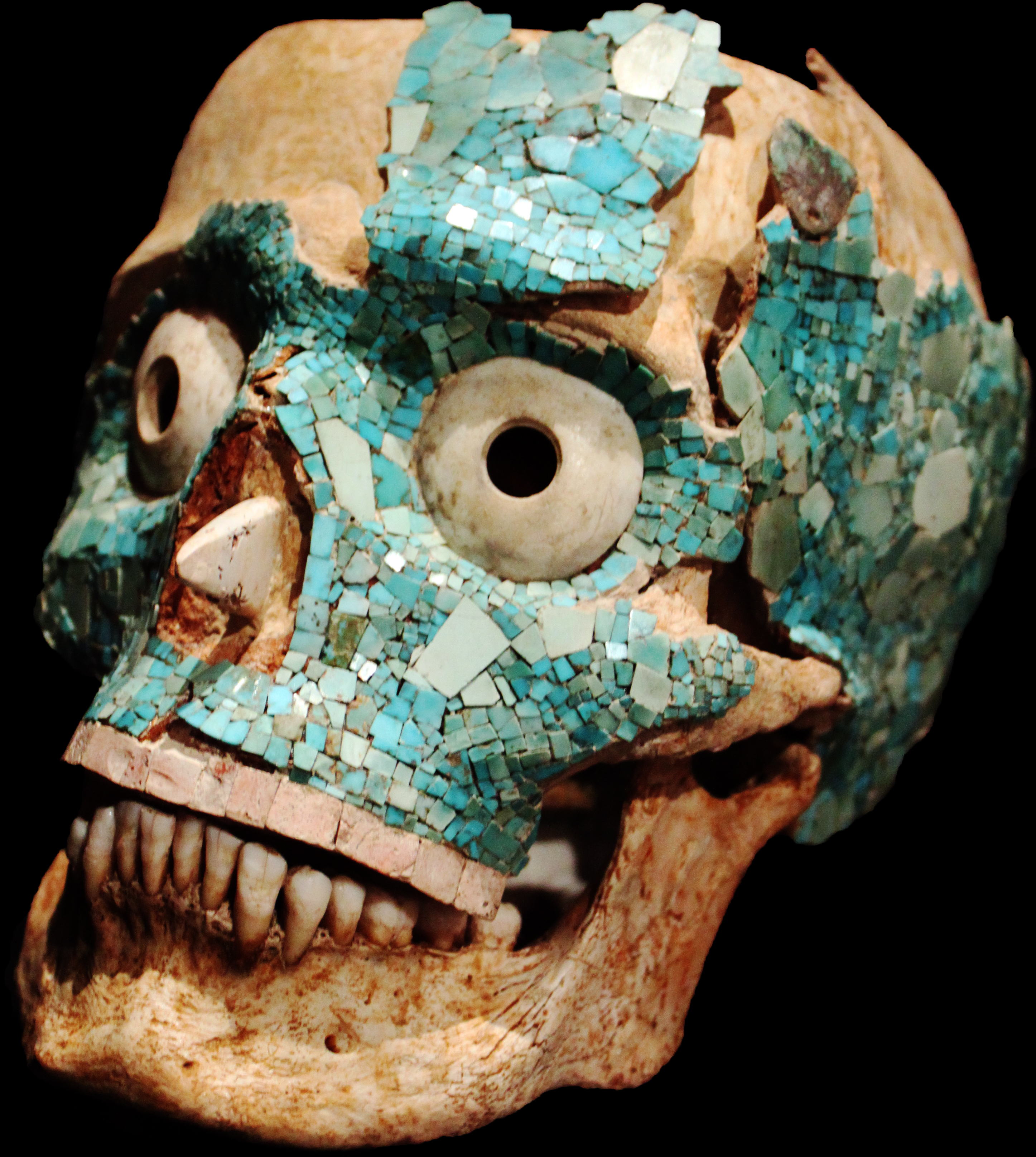
Cráneo recubierto de turquesa (Tumba 7 de Monte Albán, Fase Monte Albán V, cultura mixteca).

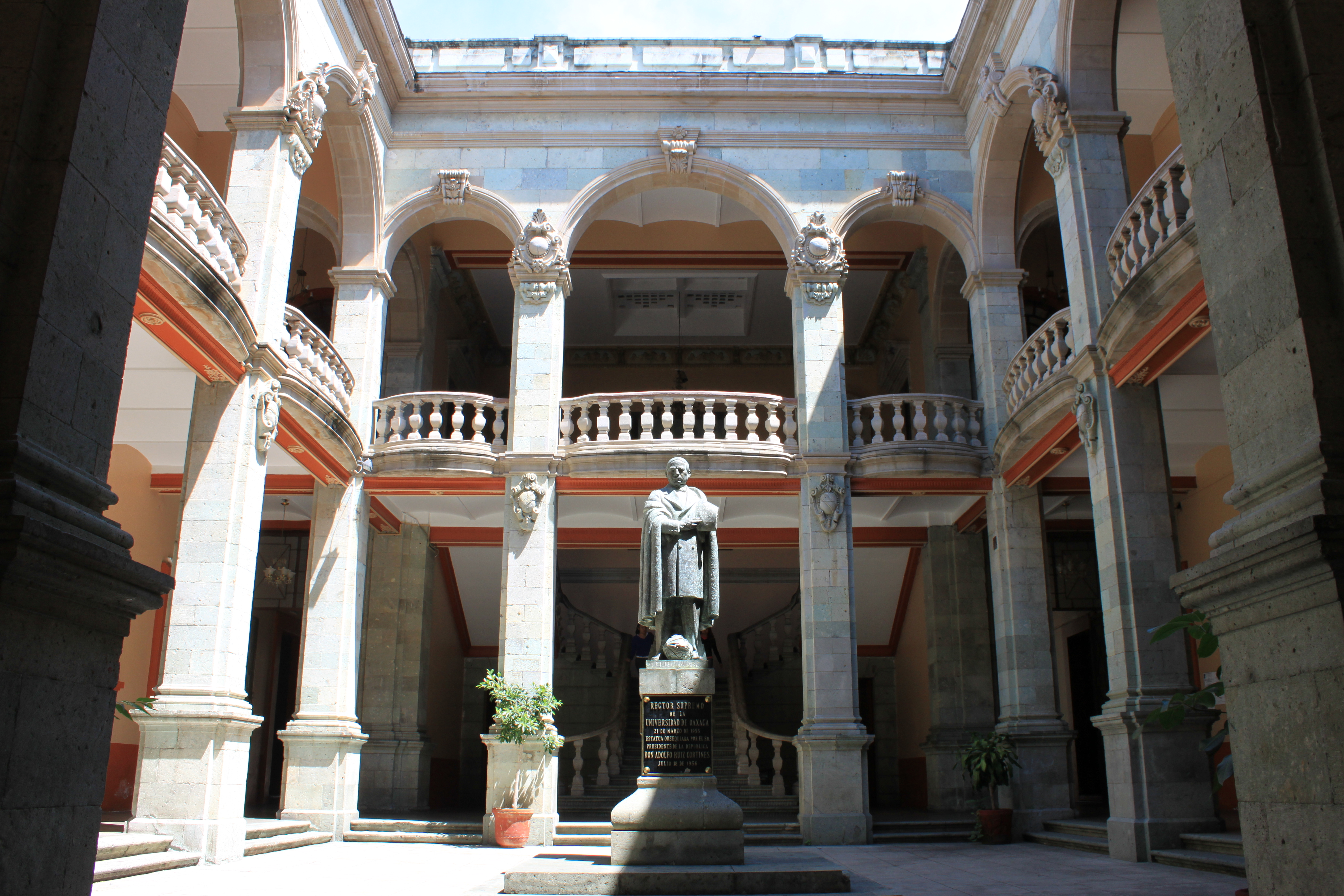
Interior del Instituto de Ciencias y Artes de Oaxaca.

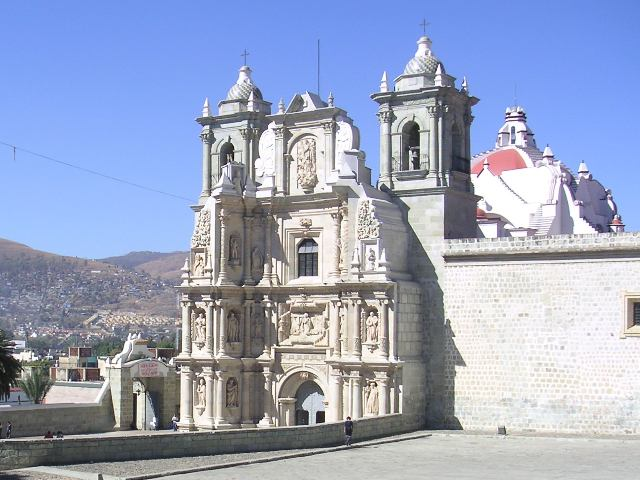
Basílica de Nuestra Señora de la Soledad.

El 14 de enero de 1931 el estado de Oaxaca sufrió nuevamente un terrible terremoto. La ciudad de Oaxaca se destruyó casi por completo. Los daños fueron mayores, tanto en la arquitectura urbana como en la economía de los oaxaqueños. Producto de esto, se dio una fuerte emigración hacia otros puntos del país que, sumada a la generada por la Revolución, hicieron que la población de la ciudad descendiera a 33 mil habitantes en 1935.
Un año después, el 9 de enero de 1932, fue hallado, por parte de Alfonso Caso, el tesoro de la tumba 7 en Monte Albán: un enterramiento en cuyo interior se encontró la mayor cantidad de objetos mesoamericanos hasta la fecha. Este, junto con el hallazgo de las tumbas 1 y 2 en Zaachila realizado por Roberto Gallegos en 1959, enriqueció los contenidos del Instituto de Ciencias y Artes del Estado.
El 25 de abril de 1932, la ciudad de Oaxaca celebró el IV Centenario de haber sido elevada a la categoría de ciudad. Para conmemorar esa fecha se elaboró un intenso programa de actividades, sobresaliendo la Exposición Regional llevada a cabo en la exhacienda de Aguilera y el Homenaje Racial, antesala de la actual Guelaguetza, celebrado en el cerro del Fortín.
Para la década de 1940, con la construcción de la carretera Panamericana bordeando el norte de la ciudad, Oaxaca de Juárez comenzó a abrirse al turismo.
Hasta 1950 la mancha urbana abarcaba el trazo original de la ciudad. Los barrios del Marquesado, Xochimilco, Jalatlaco, San Martín Mexicapan y San Juan Chapultepec comenzaban a integrarse al perímetro urbano. Las principales salidas de la ciudad (la carretera a México, al Istmo y a San Felipe) son los ejes en torno a los que se agrupan los nuevos asentamientos humanos.
El 17 de enero de 1955 el Instituto de Ciencias y Artes se convirtió en la Universidad Autónoma Benito Juárez de Oaxaca.
El 18 de enero de 1959, conmemorando el 50 aniversario de la coronación de la Virgen de la Soledad, recibió la Bula Pontificia nombrando al edificio Basílica Menor de Nuestra Señora de la Soledad.
En agosto de 1969 una serie de lluvias en todo el estado provocaron el desbordamiento del Río Atoyac, inundando gran parte de la ciudad de Oaxaca. Las aguas destruyeron sembradíos y vías de comunicación, entre ellos el puente principal a Monte Albán. Oaxaca fue declarada "zona de tragedia nacional".
El 7 de marzo de 1970 ocurrió un eclipse total de sol visible en la ciudad de Oaxaca. El interés nacional e internacional de astrónomos, investigadores y científicos que acaparó el eclipse motivó a que en la ciudad se construyera el Observatorio Astronómico Municipal "Canuto Muñoz Mares", inaugurado el 10 de febrero de 1973.
Aprovechando la pendiente natural del Cerro del Fortín, fue edificado en 1974 el Auditorio Guelaguetza sobre la antigua "Rotonda de las Azucenas", el primer auditorio construido en 1932 con motivo del Homenaje Racial.
Para dar cabida a la gran cantidad de vendedores que solían instalarse en las calles que rodean al Mercado "Benito Juárez" en el centro de la ciudad, fue abierto al público, en septiembre de 1978, el Mercado de Abastos de la ciudad de Oaxaca "Margarita Maza".
El 29 de enero de 1979 fue recibido en la ciudad de Oaxaca el Papa Juan Pablo II. Ese mismo año, fue fundada la Conferencia Permanente de Partidos Políticos de América Latina (COPPPAL) por una iniciativa del Partido Revolucionario Institucional (PRI).
En 1983 se terminó la construcción del Aeropuerto Internacional Xoxocotlán.
El 11 de diciembre de 1987 el centro histórico de la ciudad de Oaxaca y la ciudad prehispánica de Monte Albán fueron declarados por la UNESCO Patrimonio Cultural de la Humanidad.
El 11 de julio de 1991 un eclipse total de sol se hizo visible en gran parte del territorio mexicano. El cono principal de sombra atravesó varias ciudades del país, entre ellas Oaxaca de Juárez.
Luego de la privatización de los Ferrocarriles Mexicanos, en 1999 se suspendió en la ciudad de Oaxaca el transporte de pasajeros del Ferrocarril Mexicano del Sur.
El 30 de septiembre de 1999, a las 11:31 hora local ocurrió un sismo de magnitud Mw=7.5, con epicentro al noreste de Puerto Escondido, a 230 km de la ciudad de Oaxaca. Produjo daños importantes a numerosas edificaciones en el centro de la ciudad.

### SigloXXI

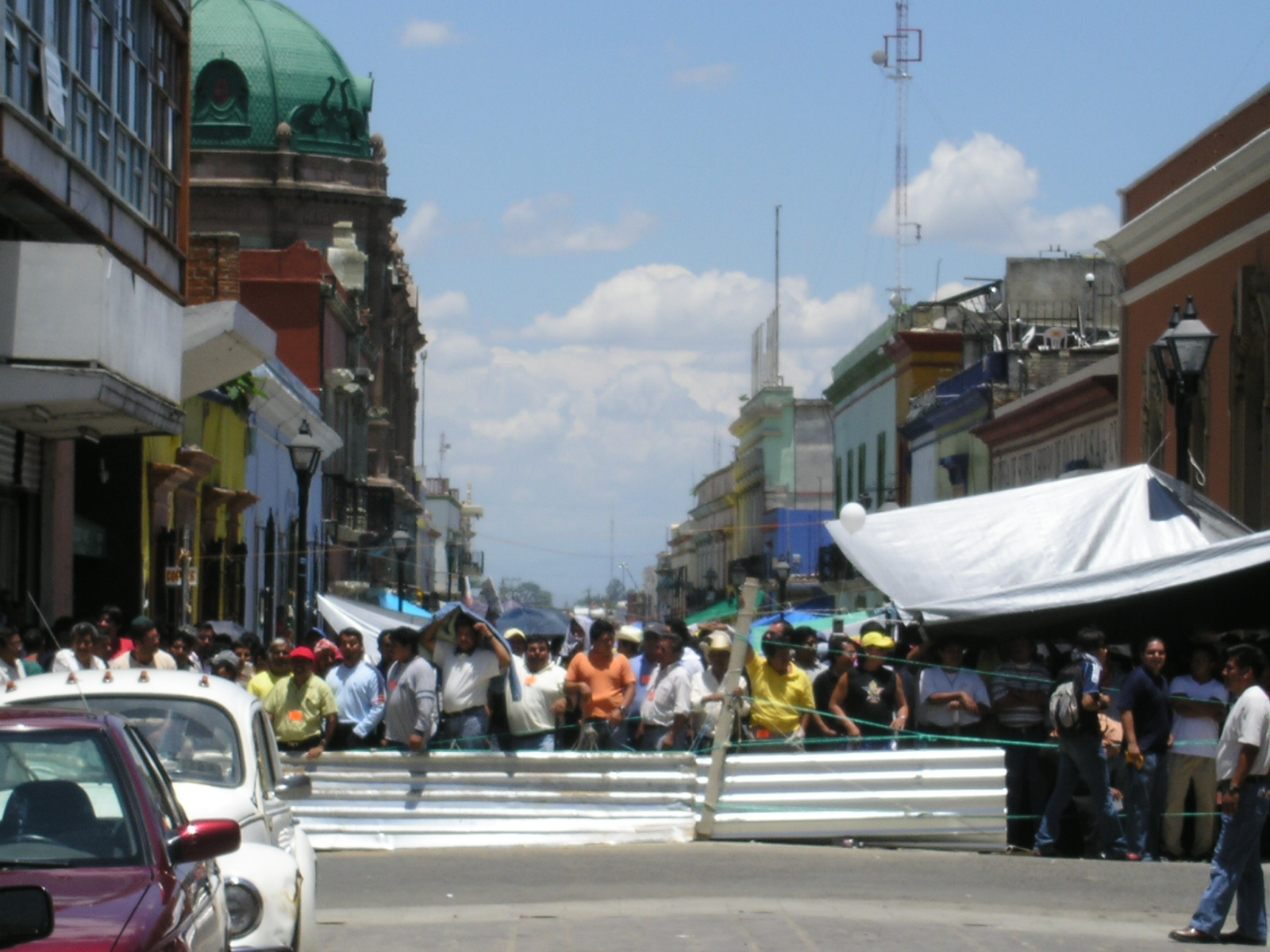
Protestas del 2006.

En el 2006, se desarrolló en la ciudad de Oaxaca un movimiento de carácter político-social originado por las protestas magisteriales que exigían la renuncia del entonces gobernador Ulises Ruiz, por actos de corrupción. La Sección 22 de la CNTE solicitaban el cambio zonal de los maestros y mejores condiciones para la educación de los  estudiantes marginados que imperan en la gran mayoría de las escuelas así como  el incremento salarial. Este movimiento desencadeno, la madrugada del 14 de junio de 2006, el desalojo de maestros  de manera violenta que se manifestaban en el zócalo de la ciudad. Ese mismo mes se originó la Asamblea Popular de los Pueblos de Oaxaca (APPO), conformada por varios grupos representantes de la sociedad civil oaxaqueña, en donde el magisterio perdió el control del movimiento, y se suscitaron hechos de represión y asesinato por parte del gobierno que afectaron a la sociedad en general.
En el año 2010, durante las elecciones del 6 de julio, la ciudad de Oaxaca fue el principal centro de organización de los grupos de oposición. Después de 80 años, el Partido Revolucionario Institucional (PRI) perdió las elecciones gubernamentales y la coalición opositora (PAN, PRD, PT y Convergencia) obtuvo el triunfo, al igual que en las elecciones municipales, por lo que la alcaldía fue gobernada por la coalición PAN, PRD, Convergencia, representadas por Luis Ugartechea Begué.
El 20 de marzo de 2012 ocurre un sismo de magnitud 7.4 en las cercanías de Ometepec, Guerrero y Pinotepa Nacional, Oaxaca. El sismo, ocurrido a las 12:02 horas, fue sentido en gran parte de la zona centro de la República Mexicana. En la ciudad de Oaxaca se producen cortes de agua y energía eléctrica, así como daños leves a edificaciones.
Luego de competir con las ciudades de Arequipa en Perú, Cracovia en Polonia y George Town en Malasia, del 19 al 22 de noviembre de 2013 la ciudad de Oaxaca de Juárez fue sede del XII Congreso Mundial de la Organización de Ciudades del Patrimonio Mundial, cuyo eje temático fue "Ciudades patrimonio, ciudades sustentables".
El día 25 de abril de 2014 se celebró el 482 aniversario de la ciudad de Oaxaca el cual fue organizado por el gobierno del estado y encabezados por el gobernador a cargo, Javier Villacaña Jiménez y el secretario de las Culturas y Artes del estado, Francisco Martínez Neri.
De 2012 a la fecha las manifestaciones en la ciudad han sido más frecuentes, no solo por parte del magisterio oaxaqueño, sino ahora, sindicatos, concesionarios de transporte y poblaciones rurales, se manifiestan bloqueando, tomando autobuses por la fuerza e interrumpiendo el libre tránsito.
El 25 de abril del 2017 siendo Presidente Municipal José Antonio Hernández Fraguas se celebró el 485 aniversario de ser elevada Oaxaca al rango de ciudad por lo que del 24 al 29 de abril del año en curso, se realizaron los festejos con actividades como el Primer Encuentro de Cocineras Tradicionales y Espectáculos Itinerantes.
El 17, 18 y 19 de mayo del 2017 se llevó a cabo en la ciudad de Oaxaca el Encuentro Anual del Centro Iberoamericano de Desarrollo Estratégico Urbano donde se habló de la “Movilidad para la Convivencia”, un tema importante para la construcción de agendas urbanas.

## Geografía
Localizada a 488 km (vía supercarretera) y 583 km (vía federal) al sureste de la Ciudad de México, la ciudad de Oaxaca de Juárez, cabecera del municipio homónimo se encuentra ubicada en la región de los Valles Centrales de Oaxaca, en el Distrito del Centro, entre los paralelos 17°1′ y 17°10′ de latitud norte; los meridianos 96°40′ y 96°47′ de longitud oeste; con una altitud entre los 1500 y 3,200 m; ocupando el 0.09 % de la superficie total del estado con una extensión territorial de 85.48 km².

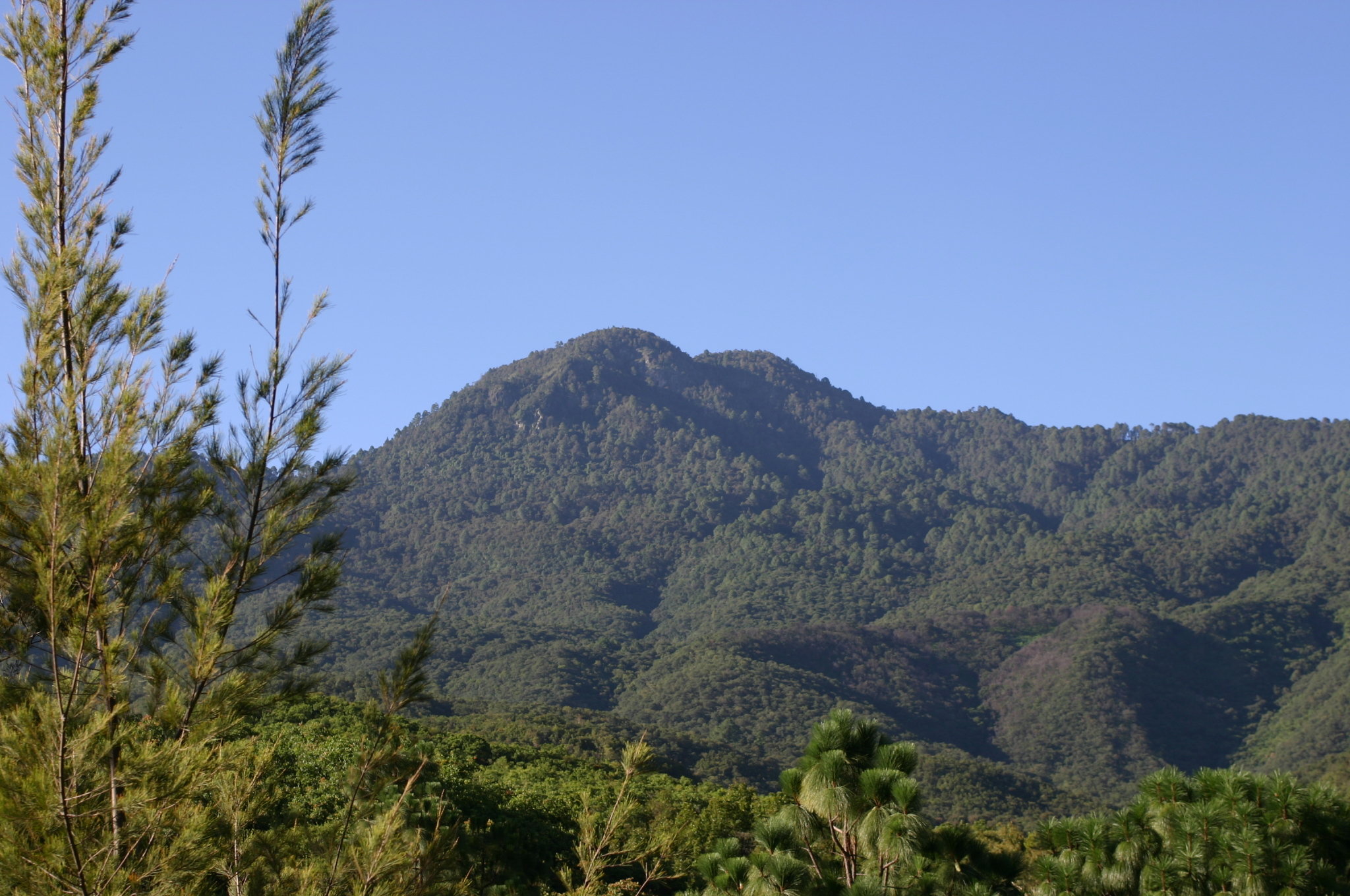
Cerro de San Felipe del Agua.

Oaxaca de Juárez se encuentra en medio de un conjunto de tres valles fluviales localizados entre el Nudo Mixteco, la Sierra Juárez y la Sierra Madre del Sur. Estos tres valles conforman una especie de "Y" donde cada uno de los brazos posee un nombre específico: al noroeste se encuentra el valle de Etla; al oriente, el valle de Tlacolula; y al sur, el valle de Zimatlán-Ocotlán. La ciudad está rodeada por varias elevaciones, sobresaliendo al norte el cerro de San Felipe del Agua (a 3,500 m s. n. m.) donde se localiza el Parque nacional Benito Juárez, al sur el cerro de Monte Albán, al este el cerro de San Antonio de la Cal y al noroeste los cerros del Creston y del Fortín, este último decretado el 30 de octubre de 2004 como Parque Estatal.

### Hidrografía
En los Valles Centrales la disposición de agua es abundante, sin embargo, el peso de la población en esta región ha convertido este recurso en un elemento escaso. La poca disponibilidad provoca insuficiencias en las aguas superficiales y subterráneas para el abastecimiento, lo que conduce a la sobrexplotación del manto acuífero existente en esta región; sin dejar a un lado la contaminación, que ha reducido el potencial de uso de varios acuíferos, ríos y cuerpos de agua.
El principal río de la región, el Atoyac, forma parte de la cuenca hidrográfica Río Atoyac-Verde la cual, por su magnitud e importancia económica, es el sustento de más de un millón y medio de habitantes asentados en varios municipios de los Valles Centrales y para la ciudad de Oaxaca de Juárez con casi un millón de habitantes. Sin embargo el crecimiento acelerado de los asentamientos humanos ha creado una grave oferta de agua, cada vez más escasa y de menor calidad por la contaminación proveniente de la industria, la agricultura y las poblaciones que carecen de drenaje y plantas de tratamiento de aguas negras. Situación por el cual, el río Atoyac es el río más contaminado de la entidad.
Varios ríos atraviesan la ciudad de Oaxaca: el río Atoyac, el río San Felipe, el río Jalatlaco (actualmente entubado y sobre el cual corre la Calzada de la República), el río Seco y el río Salado. Tanto el río Atoyac como el río Salado, permanecen semisecos la mayor parte del año. El río Atoyac, en su cauce original, pasaba por lo que hoy es el centro de la ciudad. Con el propósito de evitar sus periódicas inundaciones, en 1561 los ingenieros españoles decidieron desviar el cauce del río hacia el sur, donde se encuentra en la actualidad.
La ciudad cuenta con algunos cuerpos artificiales de agua. Uno de estos se encuentra en la ciudad de Las Canteras, edificada en las antiguas minas de cantera verde con la que fueron construidos la mayor parte de los edificios coloniales de la ciudad de Oaxaca. Actualmente es un lugar de esparcimiento con lagunas artificiales donde se reproducen especies de lobina negra, mojarra, y charal.

### Flora y fauna

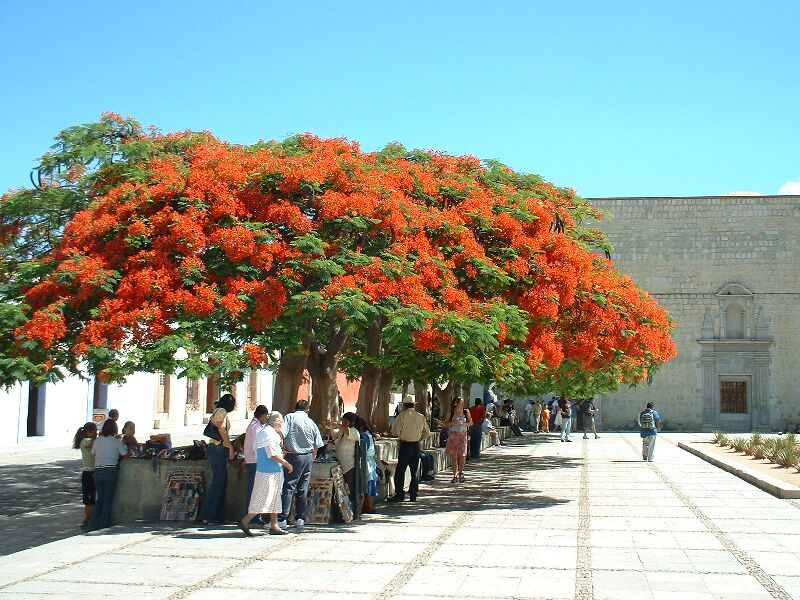
Framboyanes frente al Templo de Santo Domingo de Guzmán.

Oaxaca presenta una gran variedad de flora y fauna, ya sea autóctona como introducida. La vegetación predominante en los valles corresponden a árboles (perennes y caducifolios) como el ahuehuete (Taxodium mucronatum), casuarina (Casuarina equisetifolia), framboyán (Delonix regia), salvia (Salvia officinalis), hinojo (Foeniculum vulgare), palo mulato (Bursera simaruba), tomillo (Thymus), huamúchil (Pithecellobium dulce), cazahuate (Ipomoea arborea), laurel (Ficus nitida) y huaje (Leucaena leucocephala), del cual proviene el nombre de la ciudad.
Dentro de la fauna silvestre se encuentra el cenzontle (Mimus polyglottos), el jilguero (Carduelis carduelis), el gorrión común (Passer domesticus), la calandria común (Mimus saturninus), palomas (Columba livia domestica), tórtolitas (Columbina talpacoti), tlacuaches (Marmosa mexicana), ardillas, tejones y mapaches; entre la doméstica: el caballo, el gato, el perro, gallinas, entre otros.

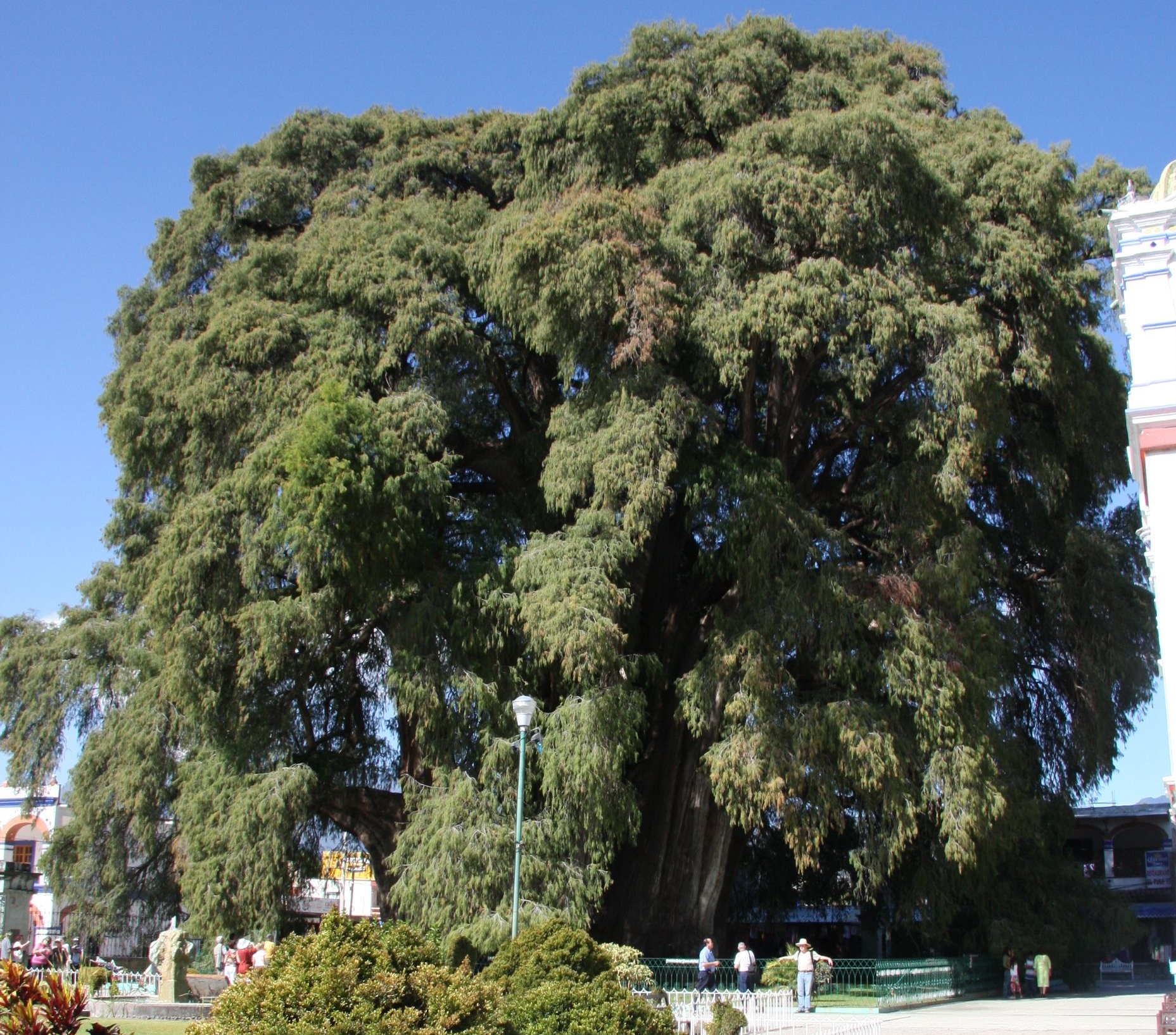
Ahuehuete
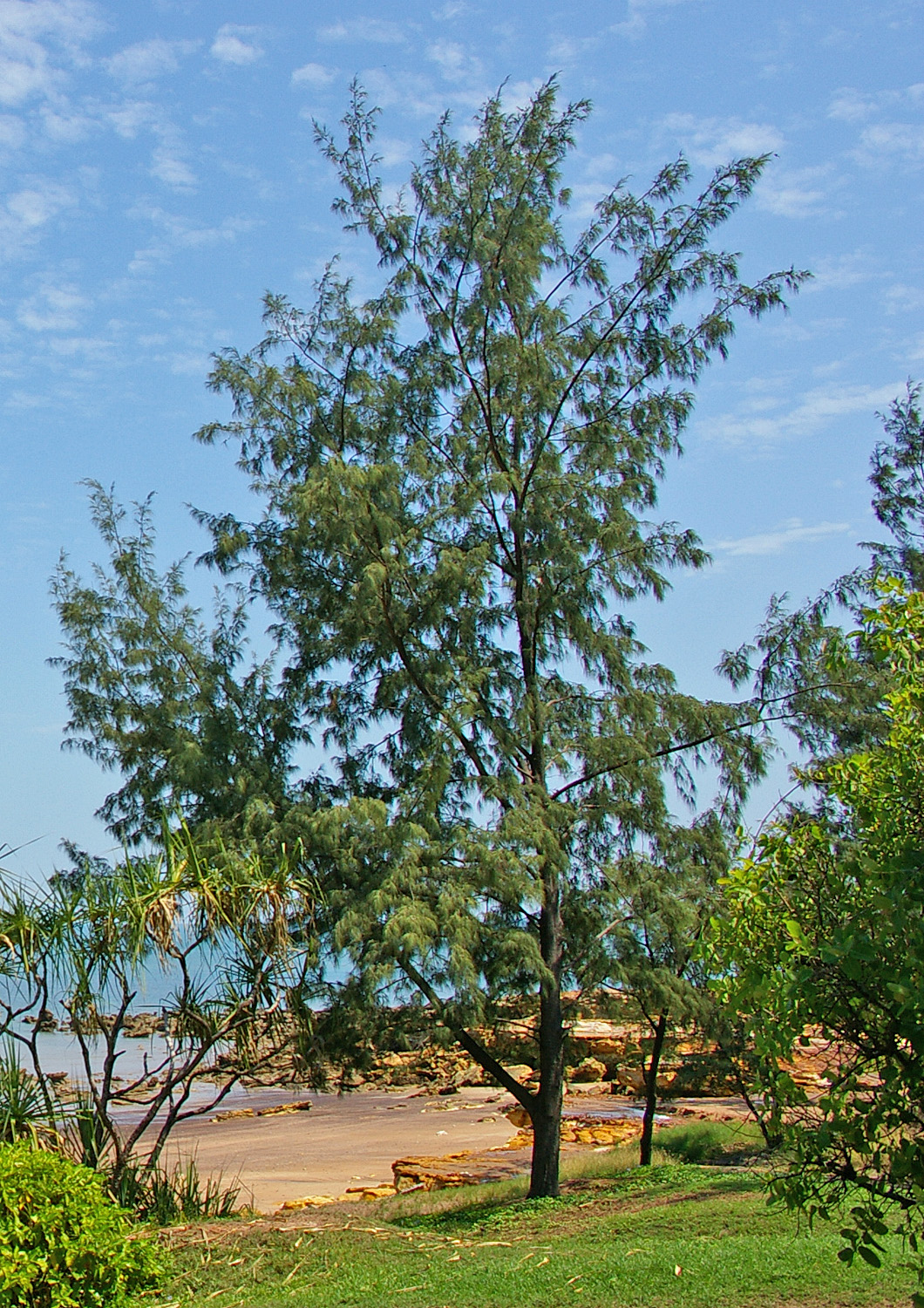
Casuarina
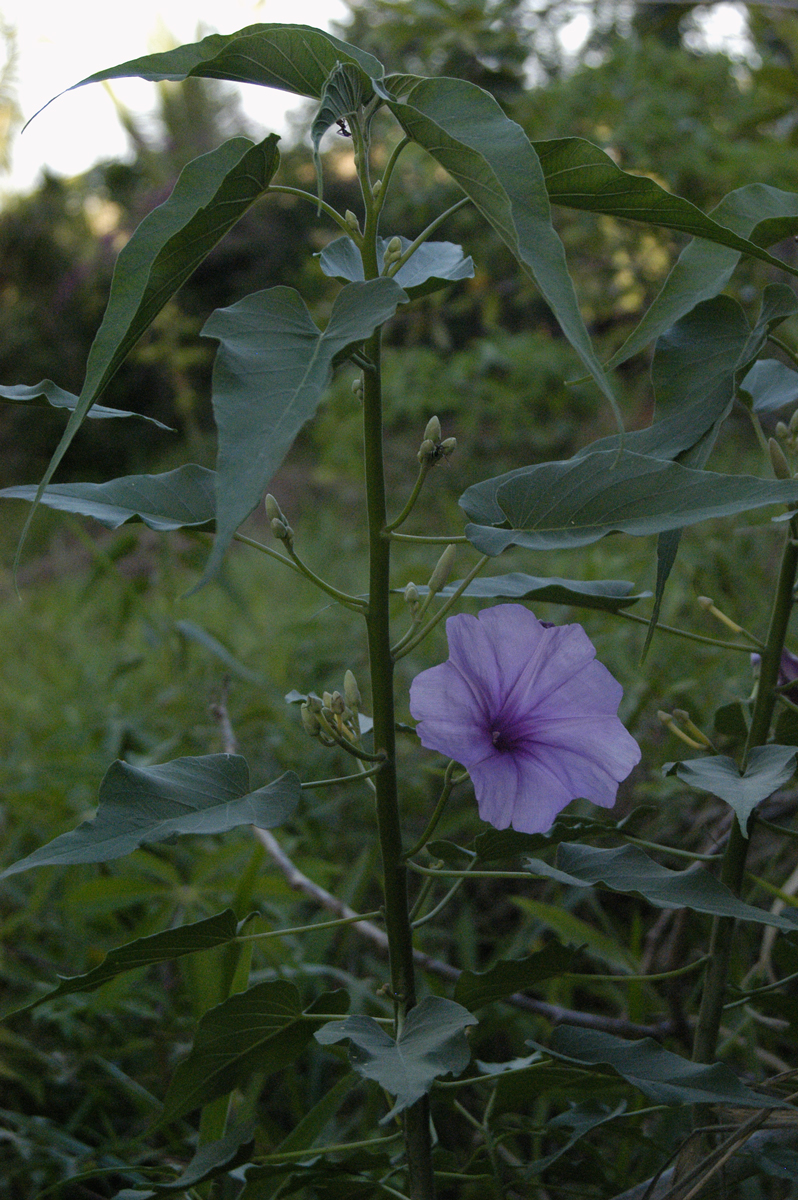
Cazahuate
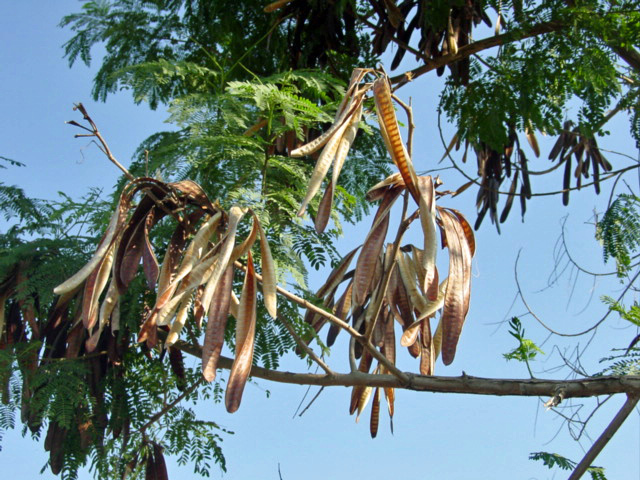
Huaje

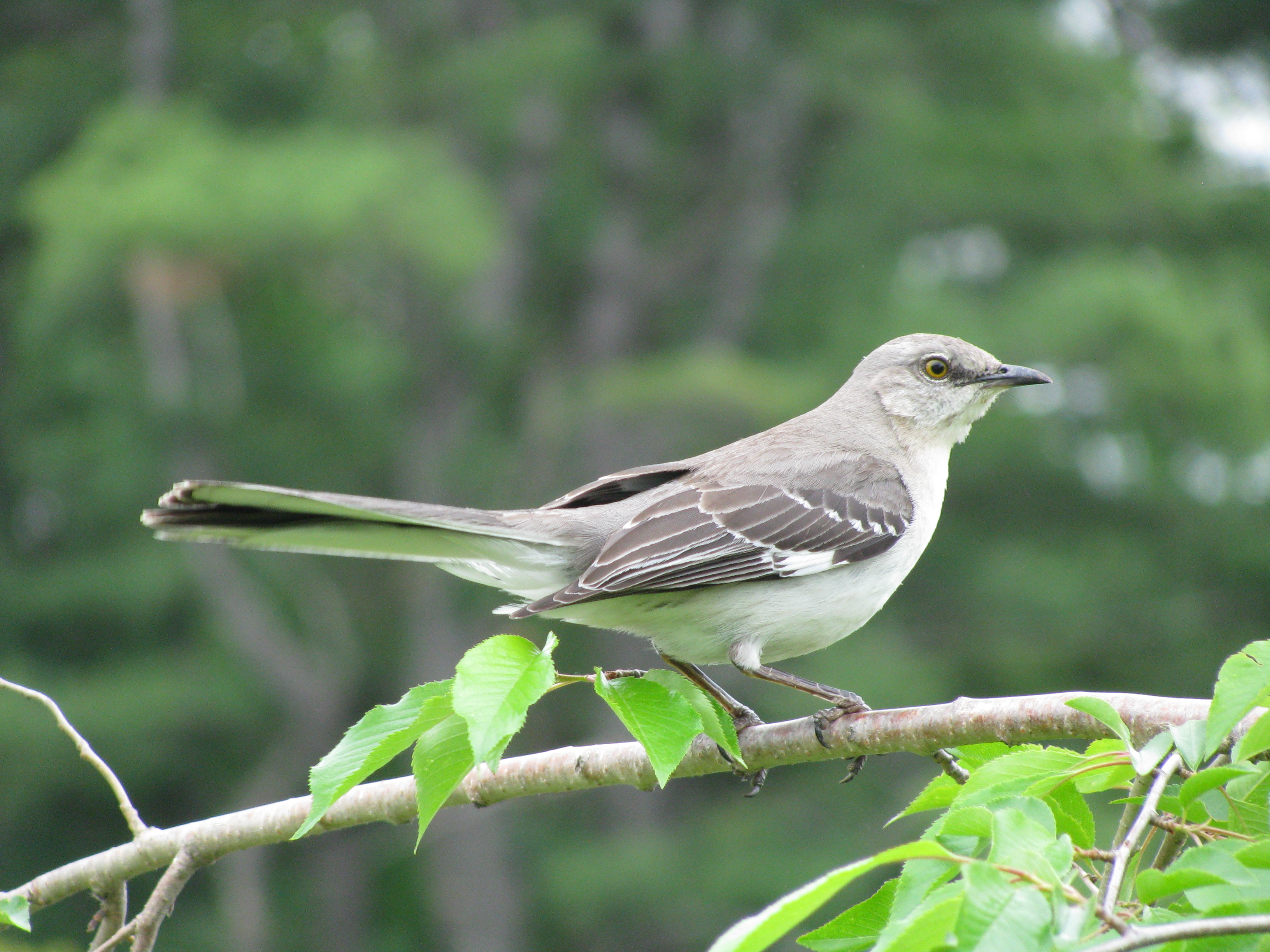
Cenzontle
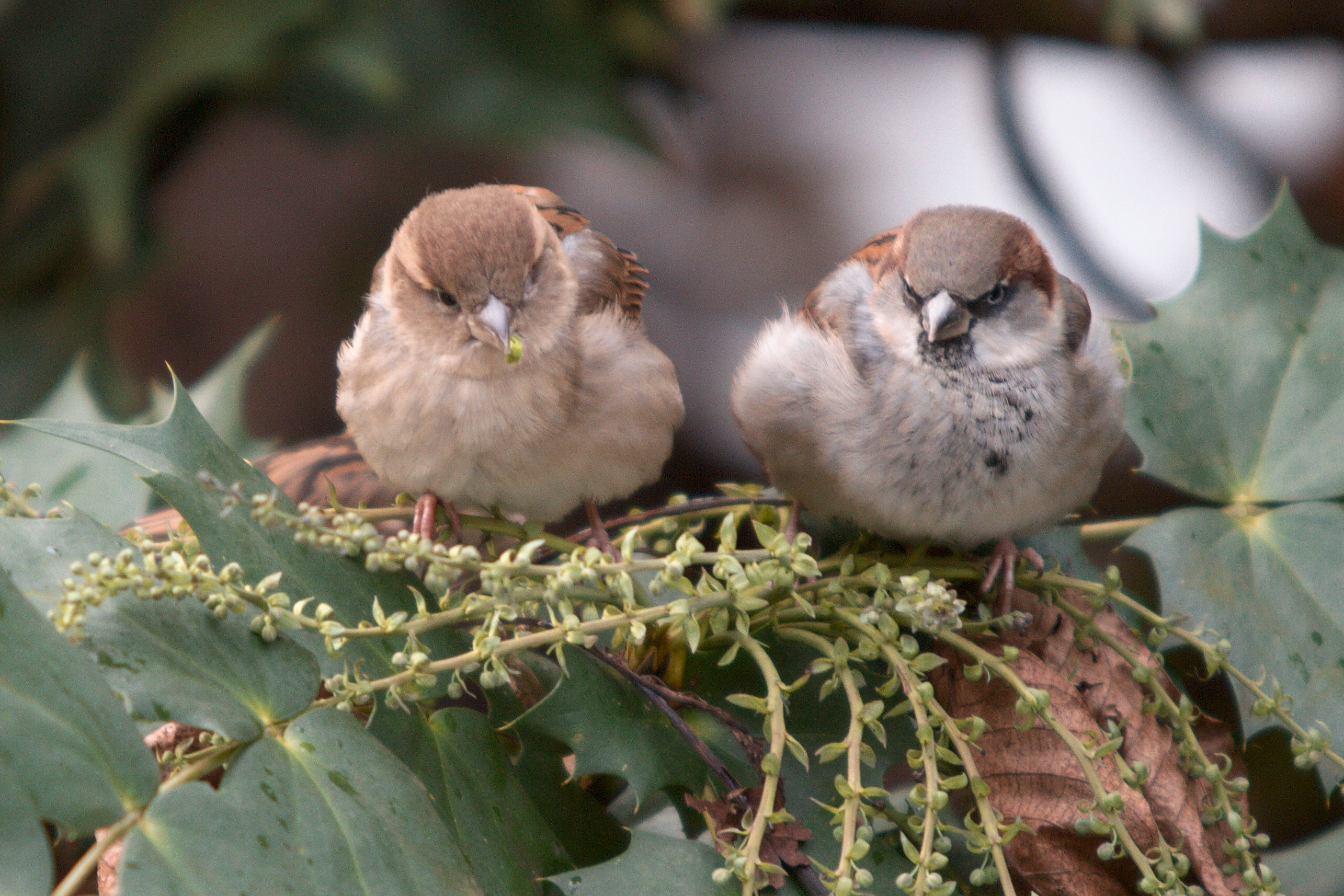
Gorrión Común
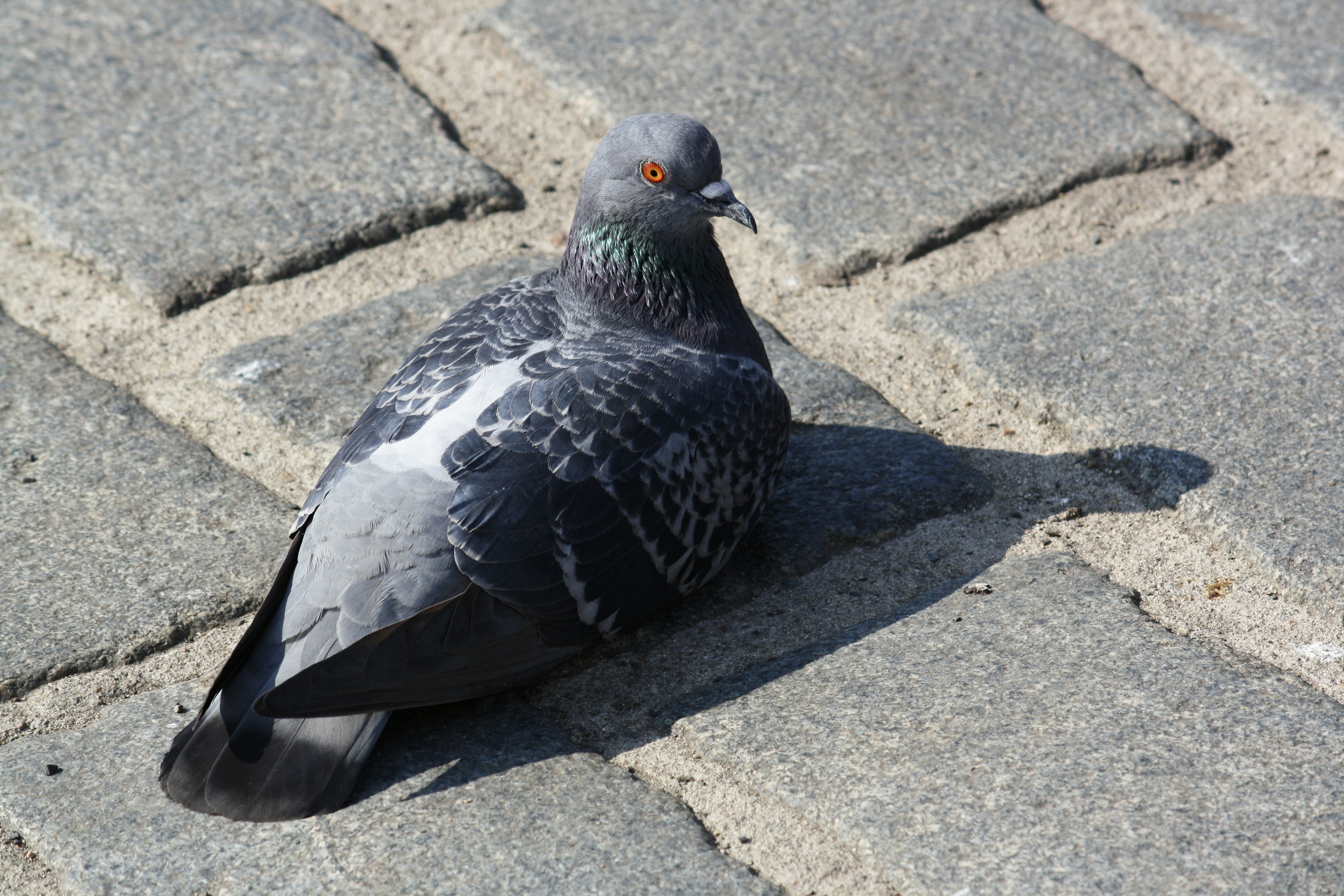
Paloma
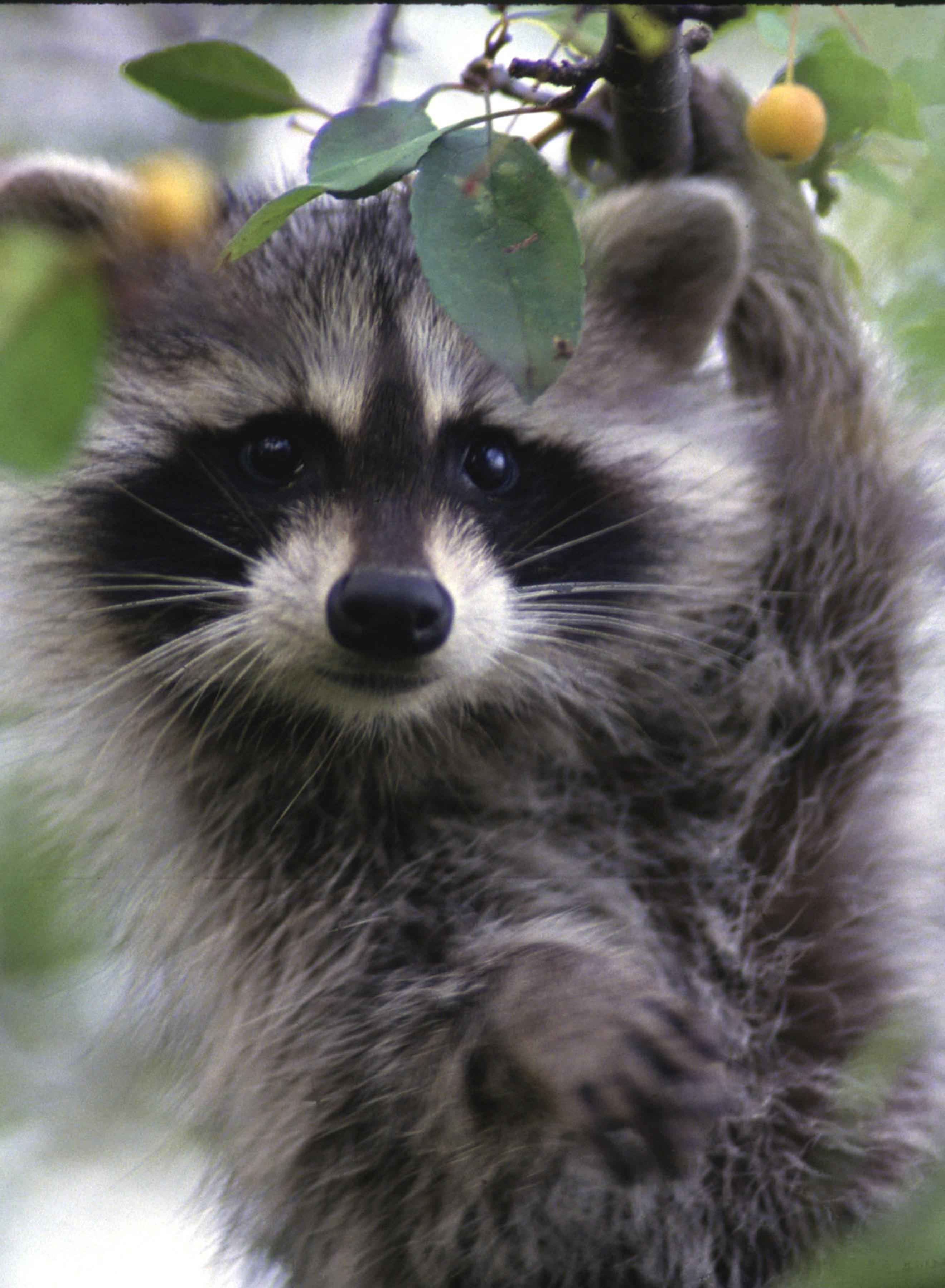
Mapache

### Sismicidad
Destacan en la ciudad de Oaxaca los riesgos geológicos (sismos, deslaves y fallas). Al igual que el Estado, presenta la mayor sismicidad en el país. A lo largo de su historia, al encontrarse en una zona altamente sísmica, la ciudad ha sido destruida parcial o casi totalmente por terremotos. Por mencionar, el registrado el 15 de enero de 1931 de magnitud 7.8 (el cual dañó edificios públicos, así como templos y exconventos en poblaciones del Valle de Oaxaca) y el del 30 de septiembre de 1999 de magnitud 7.4.
http://www.normateca.sedesol.gob.mx/work/models/SEDESOL/Resource/2612/Atlas_Estados/20067_OAXACA_DE_JUAREZ/INFORME_FINAL_OAXACA.pdf
La ciudad de Oaxaca se divide en 3 zonas sísmicas, siendo la más segura la zona situada en San Felipe del Agua debido a su suelo rocoso, seguida de la Zona Centro y por último la zona de la Ciudad Universitaria de la UABJO y Exhacienda Candiani, siendo esta la más vulnerable debido a la presencia de mantos acuíferos ubicados en sus profundidades. Igualmente, esta ciudad cuenta con 12 Fallas Geológicas que se ubican dentro de esta misma capital del cual se tuvo registro de un sismo intenso en el año de 1879 de magnitud 7.3 ubicado su epicentro de este a 52 km al noreste de Tlacolula de Matamoros, con una profundidad de 25 km, siendo esto uno de los más fuertes ubicado dentro de la región de Valles Centrales.
Durante el año de 2012 se registró el sismo más fuerte hasta ese entonces, de magnitud de 7.8 con epicentro en Pinotepa Nacional. 
En 2017 se registraría uno de los más potentes, el 7 de septiembre, con magnitud 8.4, con epicentro a 120 km al sureste de Tehuantepec. Más tarde se registró la réplica de este en el mismo mes de septiembre, específicamente el día 23, con magnitud de 6.1. 
El más reciente sucedió el 16 de febrero de 2018, con una magnitud de 7.2 con epicentro igualmente en Pinotepa Nacional.
Dado que la ciudad de Oaxaca eventualmente ha sufrido el efecto de sismos fuertes que ocurren al norte y sur del valle Central, y por algunos generados en la región del istmo, durante el 2003 el Centro de Instrumentación y Registro Sísmico (CIRES) inició el diseño e instrumentación del Sistema de Alerta Sísmica de Oaxaca, SASO, el cual brinda un aviso de alerta pública temprana a la población de la capital del Estado.

## Clima
| Climograma de Oaxaca de Juárez | Climograma de Oaxaca de Juárez | Climograma de Oaxaca de Juárez | Climograma de Oaxaca de Juárez | Climograma de Oaxaca de Juárez | Climograma de Oaxaca de Juárez | Climograma de Oaxaca de Juárez | Climograma de Oaxaca de Juárez | Climograma de Oaxaca de Juárez | Climograma de Oaxaca de Juárez | Climograma de Oaxaca de Juárez | Climograma de Oaxaca de Juárez |
| --- | ------------------------------ | ------------------------------ | ------------------------------ | ------------------------------ | ------------------------------ | ------------------------------ | ------------------------------ | ------------------------------ | ------------------------------ | ------------------------------ | ------------------------------ |
| E | F                              | M                              | A                              | M                              | J                              | J                              | A                              | S                              | O                              | N                              | D                              |
| 2 26 8 | 5 28 9                         | 10 30 11                       | 32 31 13                       | 71 32 14                       | 165 29 15                      | 109 27 14                      | 107 28 14                      | 126 27 14                      | 41 27 12                       | 9 27 10                        | 3 26 8                         |
| temperaturas en °C • totales de precipitación en mm |                                |                                |                                |                                |                                |                                |                                |                                |                                |                                |                                |
| Conversión sistema imperial\| E \| F \| M \| A \| M \| J \| J \| A \| S \| O \| N \| D \| \| 0.1 79 46 \| 0.2 82 48 \| 0.4 86 52 \| 1.3 88 55 \| 2.8 90 57 \| 6.5 84 59 \| 4.3 81 57 \| 4.2 82 57 \| 5 81 57 \| 1.6 81 54 \| 0.4 81 50 \| 0.1 79 46 \| \| temperaturas en °F • totales de precipitación en pulgadas \| \| \| \| \| \| \| \| \| \| \| \| |                                |                                |                                |                                |                                |                                |                                |                                |                                |                                |                                |
| E | F                              | M                              | A                              | M                              | J                              | J                              | A                              | S                              | O                              | N                              | D                              |
| 0.1 79 46 | 0.2 82 48                      | 0.4 86 52                      | 1.3 88 55                      | 2.8 90 57                      | 6.5 84 59                      | 4.3 81 57                      | 4.2 82 57                      | 5 81 57                        | 1.6 81 54                      | 0.4 81 50                      | 0.1 79 46                      |
| temperaturas en °F • totales de precipitación en pulgadas |                                |                                |                                |                                |                                |                                |                                |                                |                                |                                |                                |

Según la Clasificación climática de Köppen, Oaxaca de Juárez posee una mezcla climática entre un clima Subtropical de tierras altas y un Clima de montaña
. La temperatura promedio anual es de 20 °C.
Los meses más calurosos son abril y mayo, mientras que los meses más fríos son diciembre, enero y febrero.
La ciudad de Oaxaca está a una altitud de 1550 metros sobre el nivel del mar, lo que significa que siempre habrá una gran diferencia de temperatura entre el día y la noche. El clima es agradable, con temperaturas que oscilan entre los 8 °C y 25 °C en los meses más fríos y los 14 °C y 32 °C en los meses más calientes. Los únicos registros de nevadas en la ciudad datan de 1957
 y 1881.

### Temporada de lluvias
La temporada oficial de lluvias en la ciudad de Oaxaca empieza en mayo, a veces un poco antes en abril y dura hasta finales de septiembre o comienzos de octubre. Durante estos meses, las mañanas y las tardes son soleadas y cálidas hasta que las nubes empiezan a arremolinarse en las montañas, tras lo cual cae la lluvia y rápidamente se vuelve a despejar. De vez en cuando, bien entrada la noche, lloverá suavemente. Esto hace que la humedad se incremente, pudiendo alcanzar un 80% durante los días más lluviosos y calurosos del verano. Los meses más lluviosos son de junio a septiembre, teniendo una precipitación superior a 150 mm y siendo agosto el más lluvioso de estos, las temperaturas medias son de 20 °C y 21 °C, pero las máximas ocasionalmente superan los 30 °C.

### Temporada de sequía
De octubre a mayo es el tiempo más seco en la ciudad de Oaxaca, en el que lloverá muy poco o nada, y donde la humedad estará en su nivel más bajo. Los días son cálidos, casi calurosos, y secos. Por el contrario, las noches son frías pudiendo alcanzar los 8 °C, y en enero hasta los 5 °C, aunque no es ordinario. Marzo es el mes menos lluvioso.
| Parámetros climáticos promedio de Ciudad de Oaxaca                         | Parámetros climáticos promedio de Ciudad de Oaxaca | Parámetros climáticos promedio de Ciudad de Oaxaca | Parámetros climáticos promedio de Ciudad de Oaxaca | Parámetros climáticos promedio de Ciudad de Oaxaca | Parámetros climáticos promedio de Ciudad de Oaxaca | Parámetros climáticos promedio de Ciudad de Oaxaca | Parámetros climáticos promedio de Ciudad de Oaxaca | Parámetros climáticos promedio de Ciudad de Oaxaca | Parámetros climáticos promedio de Ciudad de Oaxaca | Parámetros climáticos promedio de Ciudad de Oaxaca | Parámetros climáticos promedio de Ciudad de Oaxaca | Parámetros climáticos promedio de Ciudad de Oaxaca | Parámetros climáticos promedio de Ciudad de Oaxaca |
| Mes                                                                        | Ene.                                               | Feb.                                               | Mar.                                               | Abr.                                               | May.                                               | Jun.                                               | Jul.                                               | Ago.                                               | Sep.                                               | Oct.                                               | Nov.                                               | Dic.                                               | Anual                                              |
| -------------------------------------------------------------------------- | -------------------------------------------------- | -------------------------------------------------- | -------------------------------------------------- | -------------------------------------------------- | -------------------------------------------------- | -------------------------------------------------- | -------------------------------------------------- | -------------------------------------------------- | -------------------------------------------------- | -------------------------------------------------- | -------------------------------------------------- | -------------------------------------------------- | -------------------------------------------------- |
| Temp. máx. abs. (°C)                                                       | 38.5                                               | 37.0                                               | 40.5                                               | 41.6                                               | 45.0                                               | 40.0                                               | 36.7                                               | 35.5                                               | 35.0                                               | 35.5                                               | 34.6                                               | 34.0                                               | '                                                  |
| Temp. máx. media (°C)                                                      | 26.6                                               | 28.4                                               | 30.5                                               | 31.7                                               | 32.1                                               | 28.9                                               | 27.7                                               | 28.0                                               | 27.1                                               | 27.0                                               | 26.9                                               | 26.5                                               | 33.8                                               |
| Temp. media (°C)                                                           | 17.5                                               | 19.0                                               | 21.1                                               | 22.7                                               | 23.9                                               | 22.1                                               | 21.1                                               | 21.2                                               | 20.9                                               | 19.9                                               | 18.5                                               | 17.7                                               | 20.5                                               |
| Temp. mín. media (°C)                                                      | 8.4                                                | 9.6                                                | 11.8                                               | 13.7                                               | 14.8                                               | 15.3                                               | 14.5                                               | 14.4                                               | 14.7                                               | 12.8                                               | 10.2                                               | 8.8                                                | 12.4                                               |
| Temp. mín. abs. (°C)                                                       | -4.1                                               | 0.0                                                | 2.4                                                | 4.5                                                | 8.3                                                | 7.0                                                | 9.8                                                | 7.6                                                | 6.2                                                | 4.0                                                | 5.0                                                | -4.5                                               | -5.1                                               |
| Precipitación total (mm)                                                   | 2                                                  | 5                                                  | 10                                                 | 32                                                 | 71                                                 | 161                                                | 109                                                | 107                                                | 126                                                | 41                                                 | 9                                                  | 3                                                  | 676                                                |
| Días de precipitaciones (≥ 1 mm)                                           | 0.8                                                | 1.6                                                | 2.6                                                | 6.0                                                | 11.3                                               | 17.2                                               | 16.5                                               | 16.0                                               | 16.8                                               | 8.1                                                | 2.7                                                | 1.0                                                | 100.6                                              |
| Fuente: Servicio Meteorológico Nacional, Colegio Nacional de postgraduados |                                                    |                                                    |                                                    |                                                    |                                                    |                                                    |                                                    |                                                    |                                                    |                                                    |                                                    |                                                    |                                                    |

## Población
El municipio de Oaxaca de Juárez está conformado por la Cabecera Municipal y 13 Agencias Municipales y de Policía, que se integran por colonias, barrios, fraccionamientos y unidades habitacionales; así como por las reservas ecológicas que se encuentren dentro de su demarcación territorial.
Agencias Municipales:
- Donají
- Pueblo Nuevo
- San Felipe del Agua
- San Juan Chapultepec
- Trinidad de Viguera
- Santa Rosa Panzacola
- San Martín Mexicapam de Cárdenas

Agencias de Policía:
- Candiani
- Cinco Señores
- Dolores
- Guadalupe Victoria
- Montoya
- San Luis Beltrán

De acuerdo con la Encuesta Intercensal 2015 del INEGI, en Oaxaca de Juárez viven 264 251 habitantes, de los cuales 119 946 son hombres (45.4 %) y 144 305 son mujeres (54.6 %).
Debido a la pequeña extensión del municipio (85.48 km²) la ciudad se extiende por el valle, englobando a más de veinte municipios cercanos.
El área de Oaxaca de Juárez y municipios conurbados poseía en el 2005 una población de 515 mil 440 habitantes, siendo una de las 30 ciudades del país con más de 100 mil habitantes y con mayor crecimiento demográfico neto. La tasa de crecimiento media anual intercensal estatal en el año 2000 fue de 1.3 por ciento y la del municipio de Oaxaca de Juárez alcanzó el 1.8 por ciento, rebasando en 43 por ciento el crecimiento demográfico estatal, llegando a tener una densidad de población, en el 2006, de 3 mil 100 habitantes por km².
Actualmente la distribución de la población que vive en localidades rurales ha presentado una disminución considerable, dando como resultado una alta concentración de población en la zona metropolitana.

### Grupos étnicos
De acuerdo con el XII Censo General de Población y Vivienda 2000 efectuado por el Instituto Nacional de Estadística Geografía e Informática (INEGI) la población total de indígenas en el municipio asciende a 22 388 personas. Sus principales lenguas indígenas son zapoteco y mixteco.
Oaxaca de Juárez es un centro de convergencia para todos los diferentes grupos étnicos, entre ellos se encuentran: los amuzgos, cuicatecos, chatinos, chinantecos, chochos, chontales, huaves, ixcatecos, mazatecos, mixes, mixtecos, nahuatlecos, triques, zapotecos, zoques y popolocas. También la presencia de extranjeros es considerable, siendo la estadounidense la mayoría de los que radican en la ciudad o bien llegan como visitantes turísticos durante una temporada.
La presencia de los grupos étnicos, le permite, no solo a la ciudad si no al estado, contar con una riqueza cultural, costumbres y tradiciones vastas, conservadas hasta la fecha, sin embargo casi en su totalidad, persiste el rezago, la marginación y la pobreza.
Asimismo en la ciudad existen organismos encargados de la protección de la diversidad étnica de la ciudad y de todo el estado. Los festivales que enaltecen a todas las culturas estatales tienen su sed.

## Urbanismo
La traza urbana dentro de la ciudad de Oaxaca puede considerarse variada, ya que dentro de él se sitúan varias formas de calles, avenidas, colonias y fraccionamientos que tienen diferentes trazos como el ortogonal, es decir, con líneas horizontales y verticales que se cruzan, e irregular, es decir, calles y avenidas sin sentido, pero en general podemos decir que Oaxaca cuenta con una traza que acorde a su crecimiento se ha alineado con la forma de Ye que tiene el valle, que son tres salidas.

### Principales vialidades
Las principales vialidades de la ciudad están alineadas de acuerdo con las salidas que tiene que en este caso son 3.
La carretera federal 190 atraviesa la ciudad entrando por la parte oeste, pasa por la ciudad con el nombre de carretera Cristóbal Colón y calzada Héroes de Chapultepec saliendo por el este hacia el Istmo de Tehuantepec.
La carretera federal 175 proveniente de Tuxtepec atraviesa la ciudad de norte a sur entrando por el municipio de Santa Lucía del Camino tomando el nombre de avenida Lázaro Cárdenas o Camino Nacional, parte del Bulevar Eduardo Vasconcelos y el Periférico (Eduardo Mata) saliendo por el sur con el nombre de Símbolos Patrios.
La avenida Universidad parte desde Símbolos Patrios hasta el crucero de 5 Señores tomando el nombre de Bulevar Eduardo Vasconcelos hasta en crucero del estadio Eduardo Vasconcelos siguiendo hacia el norte con el nombre de avenida Heroico Colegio Militar finalizando en el módulo azul.
La Calzada San Felipe comienza en la zona norte de la ciudad pasa por varios puntos a destacar, como el CRENO (Centro Regional de Educación Normal de Oaxaca), Facultad de Medicina y Obstetricia (UABJO) y Hospital Civil "Dr. Aurelio Valdivieso", al pasar la fuente de las 8 regiones se le conoce como Calzada Porfirio Díaz la cual finaliza hasta el cruce con la Avenida Héroes de Chapultepec.
Los principales cruceros de la ciudad son: Crucero de Cinco Señores, Parque del Amor, Estadio Eduardo Vasconcelos, Fuente de las Ocho Regiones, Monumento a la Madre y Pueblo Nuevo.
A partir del 14 de marzo de 2014, funciona con efectividad el primer distribuidor vial de la ciudad de Oaxaca, que facilita el tráfico en el Crucero de Cinco Señores, con un paso deprimido con dirección norte-sur y viceversa y un paso a desnivel con dirección oriente-poniente y viceversa.

### Plazas comerciales
En la ciudad de Oaxaca se pueden encontrar diferentes plazas comerciales cómo:
- Plaza del Valle: McDonald's, Pizza Hut, Sears, Banamex, HSBC, Cinemex, LOB, Men's Factory, Bruno Corza, Aldo Conti, Chicago Tenis, Vertiche, Sunglass Hut, Hang Ten, Estafeta, Restaurant-Bar La Bartola.
- Plaza Oaxaca: Domino's Pizza, Restaurante Terranova, Banorte, Gorditas Doña Tota,  Soriana Híper, Liverpool, Coppel, Cinépolis, Chicago Tenis, Vertiche, GNC, Chilli Guajilli.
- Plaza Paseo V: MC Carthys Irish Pub, DHL, AT&T, Titos Restaurante, Dulcería La Sevillana.
- Plaza Bella: Liverpool, Bodega Aurrera, Coppel, The Italian Coffee Company, McDonald's, Cinemex Plaza Bella, MC Carthys Irish Pub, Martí, Promoda Multimarcas, Capa de Ozono, Vertiche, Papelerías Tony, Pastelería Tartamiel, Domino's Pizza, Steren, Miniso, Pirma, KFC, Chilli Guajilli.
- Plaza Parque: El Asador El Vasco, Restaurante-Bar Jardín, Martí Tienda, Banco Santander, Grupo Financiero Inbursa, Starbucks Coffe, Adolfo Domínguez, Lacoste, Ferrioni, Tous, +kota.
- Plaza Mazari: Steren, BBVA, iShopMixup, Restaurante Terranova, Sushiitto, AT&T, Método Kumon, Allianz.
- Plaza Cristal: Chedraui Periférico, RadioShack Oaxaca, Restaurant El Sagrario, Pastelería Tartamiel.
- Plaza Tecnomoda: The Italian Coffe Company.
- Plaza Monte Albán: Waldo's Mart, Monkey Boliche.
- Plaza Montajes: INE, Banorte, Coppel Piticó, Caja Popular Mexicana, Uniformes Keyri, Farmacias Omega, La tienda del sazón.
- Plaza San Jerónimo: Black Coffee Gallerry, Ay Güey!, Wing Box, Carnaby Street Coffee.
- Plaza Santo Domingo: OXXO, MC Carthys Irish Pub, Café Brújula, Consulado de EE. UU.
- Taquerias y tlayuderias: Taquería El Embrujo, Balcón de La Lechuza, Don Juanito, Mixtacos, Los Sombrerudos, I love Tlayudas, Tlayudas Doña Flavia, Tlayudas "El Negro".

También la ciudad oaxaqueña cuenta con la presencia de mercados estadounidenses como: Sam's Club, McDonald's, Domino's Pizza, Little Caesars, Pizza Hut, Walmart, AT&T, Kentucky Fried Chicken, The Home Depot, Office Depot entre otras.

## Infraestructura

### Salud

#### Causas de mortalidad en adultos de 30 a 59 años
En 2012, la esperanza de vida de los oaxaqueños es de 72 años.
En 2011 se registraron 20 919 defunciones y la mayor parte corresponden a adultos: siete de cada diez a la población de 60 años y más y dos a adultos de 30 a 59 años.
Fallecen 129 hombres por cada cien mujeres. En el grupo de 20 a 39 años, esta sobremortalidad supera las 300 defunciones masculinas por cada 100 mujeres.
La diabetes mellitus, las enfermedades isquémicas del corazón, las del hígado y las cerebrovasculares son las principales causas de muerte de la población y representan 34.2 % de las defunciones totales.
Generalmente, de los 30 a los 44 años “la población se encuentra en una fase de formación o expansión de sus propias familias, desempeñando actividades vinculadas con la procreación y el cuidado de sus hijos; en lo laboral, la mayoría de los hombres y una proporción cada vez mayor de mujeres, participan en alguna actividad económica”. En esta etapa es cuando se originan o se fortalecen hábitos que afectan o afectarán la salud de los adultos en el futuro.
De acuerdo con la OPS, “el estilo de vida puede conducir a hábitos alimentarios, modelos dietéticos y de actividad física que se comporten como factores de riesgo en las enfermedades crónicas”.
En Oaxaca, las agresiones (18.0 %) son la principal causa de muerte en los hombres de 30 a 44 años, seguida por las enfermedades del hígado (16.5 %), los accidentes de transporte (8.7 %) y la enfermedad por virus de la inmunodeficiencia humana (VIH) (5.7 por ciento); en las mujeres la diabetes mellitus (12.2 %), enfermedades del hígado (6.4 %), accidentes de transporte (6.0 %) y el tumor maligno del cuello del útero (4.7 %) conforman el cuadro epidemiológico de las principales causas de muerte en este segmento de la población.
Oaxaca de Juárez cuenta con atención hospitalaria distribuida entre hospitales y clínicas de diversas instituciones, tales como la S.S.A., el I.M.S.S-Solidaridad, el I.S.S.S.T.E. y otras tantas particulares, sobresaliendo:
- Hospital General "Dr. Aurelio Valdivieso".
- Hospital General de Zona #1 del I.M.S.S "Dr. Demetrio Mayoral Pardo".
- Hospital Regional "Presidente Juárez", perteneciente al I.S.S.S.T.E.
- Cruz Roja Mexicana, Delegación Estatal Oaxaca.

Paralelo a esto, diversas instituciones educativas de nivel superior brindan servicios de salud (odontología, medicina, química clínica y enfermería) a la población dentro y fuera de la ciudad de Oaxaca.
Existen a su vez sedes de grupos afiliados a ciertas organizaciones, tanto estatales como particulares, dedicadas a brindar asistencia social: Drogadictos Anónimos (DA), Alcohólicos Anónimos (AA) y Movimiento Buena Voluntad de Neuróticos Anónimos, por mencionar algunas, cuyo principal objetivo es ayudar a enfermos y gente con variados problemas relacionados con distintas adicciones.

### Deporte

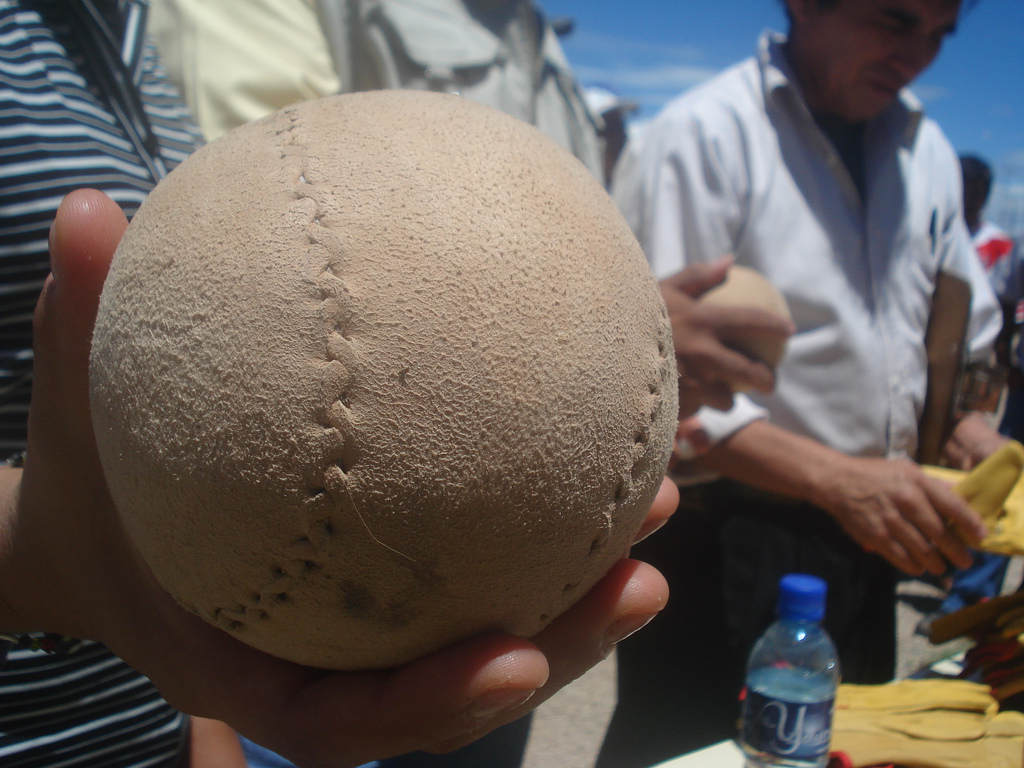
Pelota Mixteca.

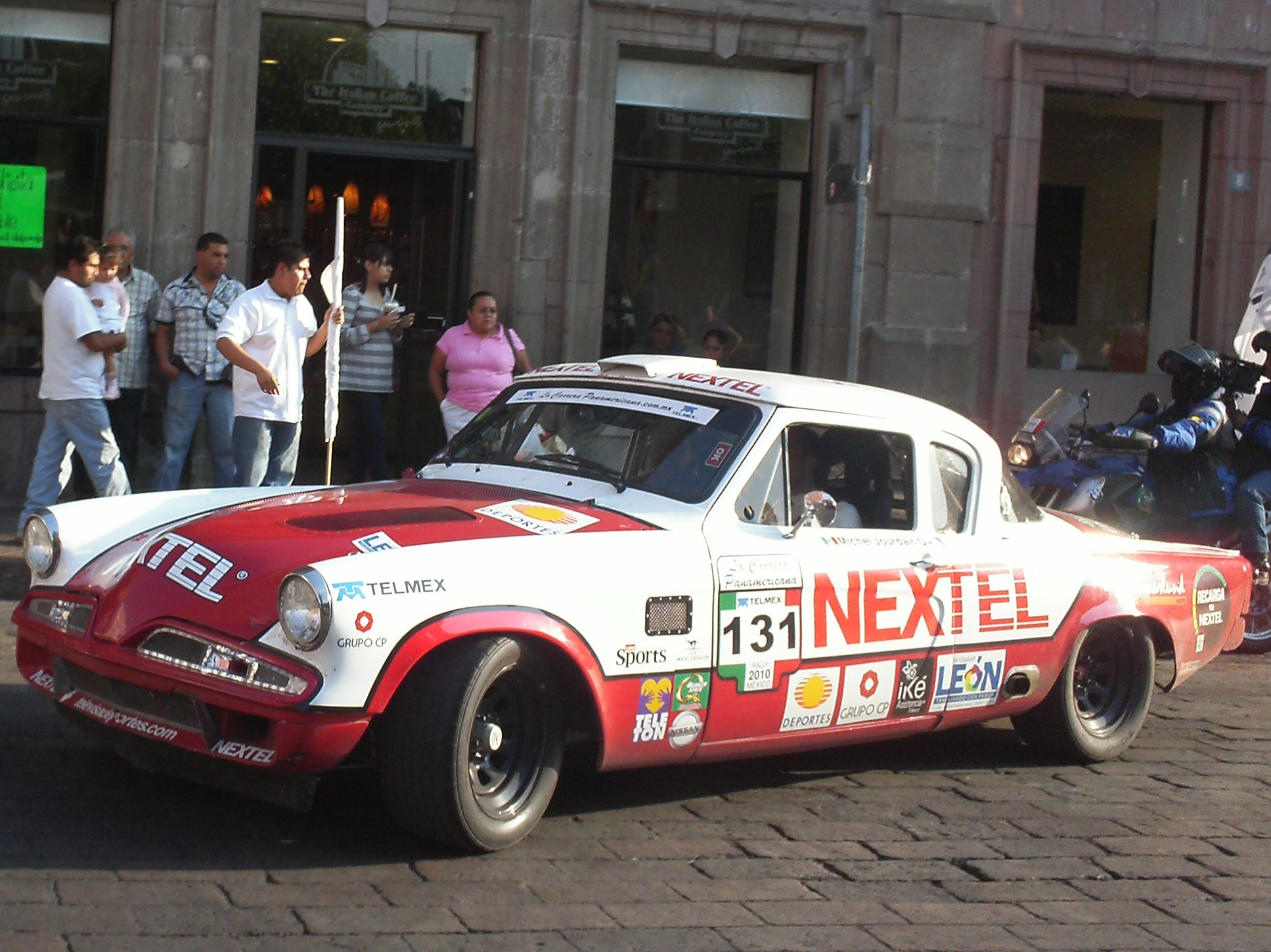
Automóvil participante de la Carrera Panamericana.

La presencia deportiva en la ciudad se remonta a los tiempos prehispánicos con la práctica del juego de pelota, un deporte de connotaciones rituales (que podía incluir el sacrificio humano) practicado en Monte Albán, desde el declive de San José Mogote en el Preclásico Medio (1500-700 a. C.) hasta el ocaso de la ciudad, ocurrido alrededor del siglo IX. Actualmente la práctica de la pelota mixteca es el enlace con nuestro pasado indígena y es posible observar su ejecución en las instalaciones de la Ciudad Universitaria de la UABJO así como en las fiestas de julio de la Guelaguetza. La pelota mixteca pertenece a la Federación Mexicana de Juegos y Deportes Autóctonos y Tradicionales, A.C.
El béisbol, es ampliamente practicado en la ciudad de Oaxaca. El Estadio Eduardo Vasconcelos, alberga a los Guerreros de Oaxaca, destacado equipo profesional de la Liga Mexicana de Béisbol (LMB). El deportista Vinicio Castilla, nacido en la ciudad de Oaxaca de Juárez, es uno de los beisbolistas más destacados.
Anteriormente, el estadio de fútbol "Benito Juárez", era el campo del desaparecido equipo "Chapulineros de Oaxaca", que llegó a militar dentro de la 2.ª División y la entonces 1.ª División "A" de Fútbol Profesional, bajo el patrocinio del "Grupo Pegaso" y posteriormente en la 3.ª División de Fútbol Profesional con el padrinazgo del "Grupo Proessa". El Coloso de Ixcotel, anteriormente llamado “Estadio Benito Juárez", fue por el equipo "Deportivo Oaxaca", luego de que los antiguos dueños de los "Chapulineros" adquirieran la franquicia del equipo "Guerreros de Acapulco", de la 2a División Premier de Ascenso. Para el Torneo Apertura 2013 Oaxaca participará en la Liga de Ascenso MX con un nuevo equipo profesional de fútbol representativo del estado, los "Alebrijes de Oaxaca" el cual formaba parte del Proyecto Tecamachalco, cuyo estadio se encuentra en construcción en las cercanías del Instituto Tecnológico de Oaxaca.
La Carrera Panamericana, surgida en 1950 como detonador del turismo en la entonces recién construida carretera Panamericana, se realiza por lo general en los meses de octubre a noviembre y atrae a personas de muchas partes del mundo con su parada en la ciudad de Oaxaca de Juárez.
Oaxaca de Juárez cuenta con un campo de golf, el "Club de Golf Vista Hermosa" ubicado aproximadamente a 25 minutos al norte de la ciudad. Posee 9 hoyos de doble salida, es semi plano, con 4 lagos artificiales; es un par 68 con una distancia a recorrer de 5218 yardas. Fue fundado en 1983 en una extensión de 12 hectáreas. El tenis tiene presencia, de forma más reservada, en el Club de Tenis Brenamiel con 9 canchas de tenis en un asentamiento campestre y el Deportivo Oaxaca con 7 canchas, ambos a 20 minutos del centro.
Los deportes de contacto como el boxeo, el taekwondo, el kárate siendo importante en el Estado al ser un deporte practicado en las universidades, que a su vez buscan un lugar en los juegos de Universiada Nacional que se practica cada año en todo el país, y por lo tanto Oaxaca es un Estado que además de hacer presencia en universidades en cuanto a este deporte; también tiene importantes deportistas en esta disciplina, claro ejemplo es la oaxaqueña Xhunashi G. Caballero Santiago que integra la selección Mexicana de Karate, alcanzando las preseas de plata en los Juegos Centroamericanos y del Caribe en el año 2011 y 2014 en Veracruz, y otorgándole a México una medalla más al medallero de cada uno de esos años; el judo y la lucha libre profesional son regularmente practicados, ya sea en escuelas, gimnasios (como el Gimnasio "Ricardo Flores Magón", la Arena Oaxaca) o salas especializadas. Las carreras atléticas son constantes en la ciudad, realizándose por salud, deporte, conmemorando diversas festividades o aniversarios luctuosos.
El skateboarding es principalmente practicado por adolescentes y jóvenes, ya sea en el Skatepark Oaxaca o en numerosas plazas y parques públicos de la ciudad. Recientemente, la ciudad de Oaxaca fue sede de la eliminatoria en el Monster Army Jam, un evento que busca dar crecimiento al skateboarding a nivel nacional. El ciclismo también forma parte, como competencia o recorridos nocturnos y dominicales diurnos en bicicleta por la ciudad, siempre fomentando su uso bajo el lema Oaxaca es más bello en bicicleta.
La presencia de los Deportes Extremos también es marcada. El parapente es posible realizarlo desde Zaachila, planeando sobre el Valle de Oaxaca. El "Fly Inn Oaxaca" es una competencia anual de parapentistas válida a nivel internacional que otorga puntos para la clasificación a nivel mundial. El motocross tiene lugar en la ciudad de Oaxaca con el Campeonato Azteca de Motocross, el cual reúne pilotos de entidades del centro y sur de México, en diversas categorías que van desde Infantiles hasta la división de Expertos. La pista de motocross de la ciudad cuenta con aproximadamente 900 metros de recorrido, de los cuales el 80 por ciento son de la modalidad de supercross.
Ciertas zonas de las riveras de río Atoyac fueron acondicionadas como senderos para caminar, canchas de basquetbol, fútbol, tenis y voleibol, que varios paseantes y transeúntes utilizan para la recreación y la práctica del deporte. Actualmente se encuentra en construcción el Polideportivo "Venustiano Carranza", el cual posee una superficie total de 65 mil metros cuadrados y contará con 3 canchas de fútbol, 2 canchas de frontón, 3 multi canchas, 1,5 kilómetros de pista para corredores, 4 mil 791 metros cuadrados de área de juegos infantiles y 19 mil metros cuadrados de aéreas verdes y jardines.

### Servicios públicos

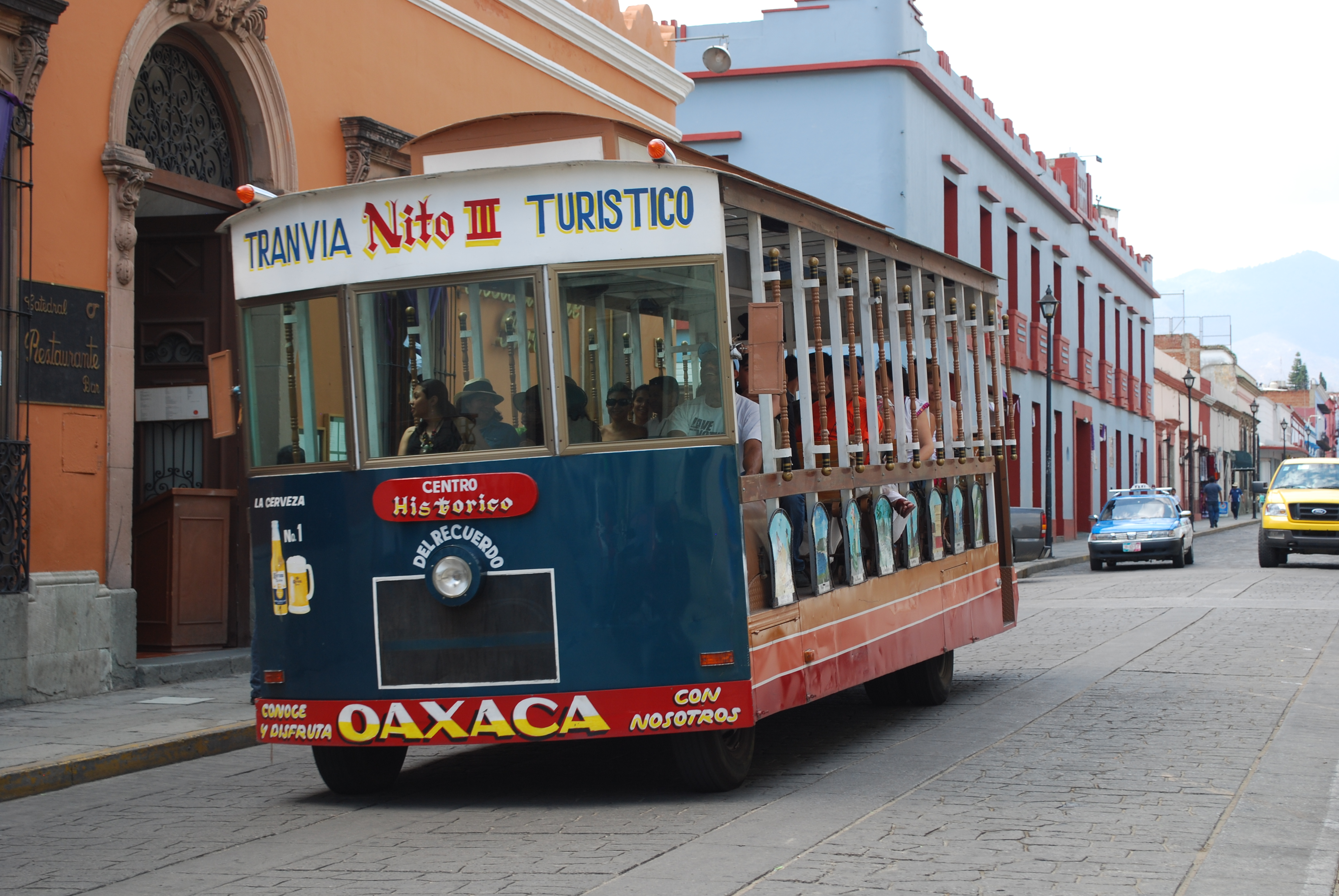
Tranvía turístico.

La cobertura de servicios públicos de acuerdo con las apreciaciones del H. Ayuntamiento de Oaxaca de Juárez comprende agua potable, alumbrado público, mantenimiento del drenaje urbano, recolección de basura y limpieza de las vías públicas, seguridad pública, pavimentación, mercados y centrales de abasto y rastros. De acuerdo con información proporcionada en el periodo comprendido entre 2009 y 2010, algunos de los servicios públicos con los que se cuentan están distribuidos como se muestra a continuación:
| Servicio                                              | Cantidad     |
| ----------------------------------------------------- | ------------ |
| Viviendas particulares                                | 68 692       |
| Viviendas con agua potable                            | 57 943       |
| Viviendas con energía eléctrica                       | 65 978       |
| Viviendas con drenaje                                 | 63 031       |
| Usuarios de energía eléctrica                         | 109 700      |
| Volumen anual suministrado de agua potable            | 6 000 000 m³ |
| Capacidad de las plantas potabilizadoras en operación | 740 L/s      |
| Mercados públicos                                     | 24           |
| Tianguis                                              | 23           |
| Centrales de abasto                                   | 1            |
| Oficinas postales                                     | 186          |
| Parques de juegos infantiles                          | 49           |
| Bibliotecas Públicas                                  | 8            |

De acuerdo con los datos del INEGI (2010), el 91.7 % de las viviendas del municipio de Oaxaca de Juárez cuentan con algún tipo de drenaje (red de atarjea, fosa séptica, biodigestores, baños ecológicos, etcétera); el 79 % con agua potable y el 98 % con energía eléctrica, aunque en muchos casos las condiciones en las que se presentan estos servicios son deficientes, destacando los problemas de abastecimiento regular de agua potable.
Las zonas urbanas consolidadas de la ciudad que cuentan con el 99 % de los servicios básicos se localizan en las agencias centrales, mientras que el déficit de servicios básicos se encuentra registrado parcialmente hacia la periferia de la ciudad, donde se localizan los asentamientos humanos más recientes que carecen de infraestructura y equipamiento para su desarrollo.

### Transporte

#### Terrestre
El transporte público de Oaxaca de Juárez es proporcionado por empresas locales de autobuses a prácticamente todos los rincones del valle y principalmente a la ciudad de Oaxaca:
- Servicio de Transporte Express de Antequera, S.C. de R.L. de C.V. de la ciudad de Oaxaca (SERTEXA).
- Sociedad Cooperativa de Transportes Choferes del Sur, S.C.L.
- Transportes Urbanos de la ciudad de Oaxaca, S.A. de C.V. (TUCDOSA).
- Transportes Guelatao Grupo Martínez Ortega.
- Transportes Urbanos y Suburbanos Guelatao, S.A. de C.V (TUSUG).

Dentro de la ciudad existe un servicio de taxis proporcionado por diversas empresas particulares, el cual opera con el sistema de "ruleteo" en las calles y de "sitio", donde es necesario comunicarse para contratar el servicio.
Hasta 1999 el ferrocarril representó una comunicación de la ciudad con localidades del área metropolitana, por lo cual todo el valle estaba conectado por ese medio, con su privatización advino el cierre de la línea de ferrocarril con lo cual quedan solo las vías, las cuales en poca medida han sido cubiertas por concreto y la estación principal de ferrocarril ha sido restaurada para albergar un museo.
En los últimos años ha habido tentativas por parte de diversas instancias para rehabilitar el sistema de vías férreas ya sea por medio de un sistema de tren suburbano o tranvías eléctricos.
La entrada en operación de un sistema BRT ha sido igual un tema a discusión, este en particular ha encontrado defensores y detractores.
En muchas colonias del área metropolitana operan sitios de mototaxis con sus vehículos BAJAJ.
Para transportarse a las localidades cercanas se emplean servicios de taxis foráneos, característicos por su color guinda, lo que los diferencia de los taxis del centro de la ciudad. Tienen por lo general sus bases en la periferia del centro o en la Central de Abasto.
A principios del 2013 inició el proceso de renovación, modernización y regularización de los vehículos que brindan el servicio de transporte público en la ciudad de Oaxaca, cuyo propósito es garantizar la prestación de un servicio rentable para los concesionarios y eficiente y de calidad para el público usuario de la ciudad de Oaxaca y los 21 municipios de su Zona Metropolitana, donde se concentran más de 600 mil habitantes. Todo esto para enfrentar y abordar los problemas con respecto a la calidad del servicio, la contaminación del medio ambiente, la falta de condiciones adecuadas en las vialidades primarias del transporte público y a los costos del pasaje.
La entrada y salida de pasajeros a la ciudad de Oaxaca provenientes de distintos lugares tanto dentro como fuera del estado, tiene lugar en las diversas terminales de autobuses que se encuentran en los alrededores del centro de la ciudad:
- La Central de Autobuses de Segunda Clase de Oaxaca “Antequera” S.A. de C.V. ofrece salidas y llegadas diarias a las distintas regiones del interior del estado, así como a los vecinos estados de Puebla, Chiapas y a la Ciudad de México.

- La Terminal de Primera Clase ADO Oaxaca tiene como destinos el Golfo, Centro y Sureste de México además de diversas poblaciones en el interior del estado.

#### Aéreo

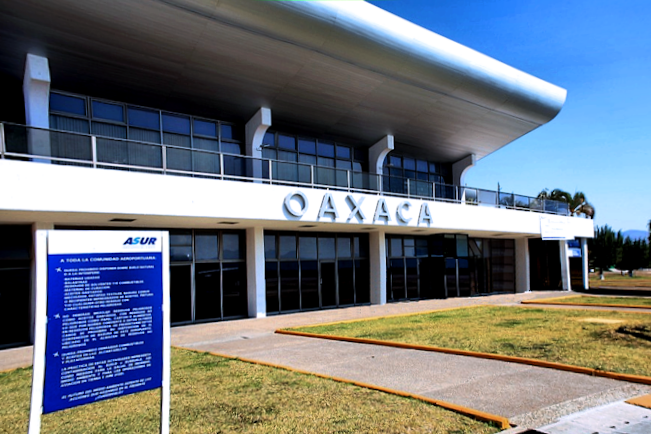
Aeropuerto Internacional de Xoxocotlán.

El Aeropuerto Internacional de Xoxocotlán (Código IATA: OAX, código OACI: MMOX), llamado también Aeropuerto Internacional Xoxocotlán, se encuentra situado a 8 km de la ciudad de Oaxaca de Juárez. Es uno de los más importantes de todo el país, ya que realiza vuelos internacionales principalmente de Estados Unidos. Tiene como destinos la Ciudad de México, Guadalajara, Monterrey, Tijuana, Querétaro, Mérida, Tuxtla Gutiérrez, Acapulco, Cancún, Huatulco, Puerto Escondido y la ciudad de Houston, Texas.
Según datos publicados por Grupo Aeroportuario del Sureste, durante el 2011, Oaxaca recibió a 401 320 pasajeros, mientras que en el 2012 recibió a 473 133 pasajeros. El aeropuerto también funciona como sede de la Base Aérea No.15 de la Fuerza Aérea Mexicana.

### Medios de comunicación
En la ciudad de Oaxaca, además de la prensa local, se pueden adquirir diversas publicaciones nacionales y extranjeras. Como en casi todo el territorio nacional, se pueden sintonizar los principales canales de televisión del país, además de dos canales locales con 22 repetidoras dentro del estado. Al igual que en todo el país, recientemente se han incorporado los servicios internacionales de televisión por satélite. La radio mexicana tiene muchas estaciones nacionales y locales que funcionan en dos frecuencias: Amplitud Modulada (AM), con aproximadamente 26 estaciones que se escuchan en buena parte del estado, y Frecuencia Modulada (FM), ambas ofrecen diferentes tipos de programación. Asimismo, Oaxaca es atendida por diversas empresas con servidores de enlace al Internet, teniendo acceso también a los servicios de correo electrónico (correo electrónico) y Telnet. También se cuenta con los servicios convencionales de teléfonos públicos, servicio postal y telégrafos.

### Vías de comunicación
Oaxaca cuenta con suficientes vías de comunicación terrestre, entre las que destaca la súper carretera Cuacnopalam-Tehuacán-Oaxaca, la cual conecta a esta urbe con el estado de Puebla. De igual forma, la ciudad se conecta con los demás municipios y regiones del estado a través de diferentes carreteras y caminos rurales. En cuanto a la comunicación por vía aérea se refiere, esta capital posee el Aeropuerto Internacional de Oaxaca, ubicado en San Juan Bautista la Raya, en el municipio de Santa Cruz Xoxocotlán, ubicado dentro de la mancha urbana de la ciudad.
Sin embargo, es importante mencionar que la red carretera del municipio aún cuenta con un 7 por ciento de caminos rurales y con un 6 por ciento de brechas, lo que refleja una estructura vial deficiente e insuficiente. Así mismo están siendo construidas las Super carreteras hacia la Costa y el Istmo de Tehuantepec.
El gobierno de Gabino Cué el 20 de noviembre de 2012 inauguró la primera fase del Distribuidor Vial “5 Señores”, con la cual se planeaba hacer más eficiente el tránsito vehicular en la zona Oriente y Poniente de la ciudad. La Segunda Etapa del Proyecto, consistió en trabajos de modernización en la parte baja del puente –el paso deprimido- culminando con varias obras complementarias en la ciudad, como la pavimentación de 11.5 kilómetros de calles aledañas; la repavimentación de 102 mil metros cuadrados; la reconstrucción de la carpeta asfáltica de 9 mil metros cuadrados y 7 mil 200 metros más de concreto hidráulico además del mejoramiento del Puente IV Centenario, que comunica al municipio de Santa Cruz Xoxocotlán con Oaxaca de Juárez.

## Cultura

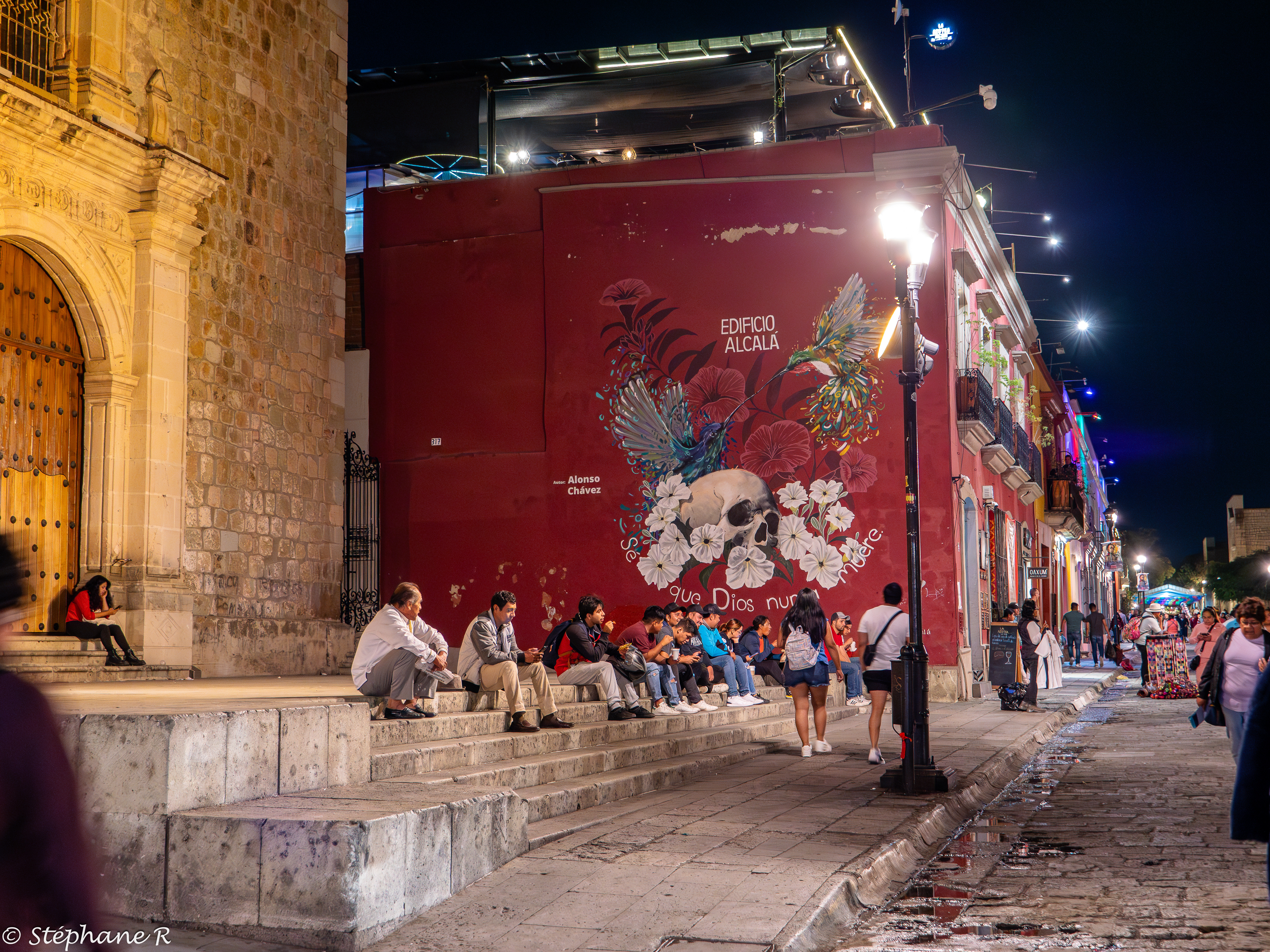
Mural de Alonso Chávez frente al templo de la Sangre de Cristo

Enclavada en un valle al centro de la Sierra Madre del Sur, la ciudad de Oaxaca se distingue por una intensa actividad artística, artesanal y cultural. Es además, sede de importantes foros y festivales, representando su riqueza y diversidad cultural, arraigada en lo más profundo de sus tradiciones y costumbres.
El arte oaxaqueño es un estandarte cultural en México y el extranjero; el colorido, folclore, música, danza y gastronomía, nos habla del arte milenario que, heredado por los propios antepasados, sigue presente al día de hoy, tras haber atravesado un sinnúmero de etapas y obstáculos.

### Tradiciones y costumbres

#### Viernes del Llano
El Paseo Juárez "El Llano" es uno de los principales centros de recreación familiar en Oaxaca. Muy frecuentemente es utilizado para actos cívicos y muestras culturales temporales. En él se puede admirar un monumento dedicado a Don Benito Juárez, colocado en 1894.
Conocidos como Paseos Florales, los "Viernes del Llano", son realizados cada viernes durante todo el periodo que dura la Cuaresma católica. Creada por la Universidad Autónoma Benito Juárez de Oaxaca a principios del siglo XX, durante cada viernes se escoge a la mujer más hermosa por medio de flores. Las jóvenes pasean alrededor del parque para que los varones les proporcionan flores a las que consideran más bellas. La que recolecte más flores será la ganadora y tendrá el honor de ser la madrina del Viernes del Llano. Además se puede escuchar música de marimba y banda.
Actualmente, los paseos florales son realizados por los alumnos de educación media superior de la UABJO, donde cada viernes corresponde a una preparatoria diferente organizar este evento, los alumnos seleccionan por grupo a una madrina, que entre porras y obsequios de flores realiza el paseo alrededor del monumento a Benito Juárez. Al término del cual, un jurado integrado por catedráticos de cada escuela, seleccionan a la madrina representativa del viernes.

#### Viernes de Samaritana
Es una tradición practicada el cuarto viernes de Cuaresma por los oaxaqueños católicos, como remembranza al pasaje bíblico "Jesús y la Samaritana" (Juan 4: 5-42). Consiste fundamentalmente en regalar agua de sabores frutales a los paseantes, contenida en tinajas de barro, que se colocan en "puestos" fuera de las Iglesias, adornados con bugambilias y cañas en forma de arco. En algunas ocasiones, también se regala nieve de sabores.
Muchos lugares celebran la Samaritana vistiendo trajes típicos de la región y/o acompañados por música de marimba. El agua se comienza a ofrecer, normalmente, a partir de las 12:00, y en algunos "puestos", antes de regalar agua, se hacen representaciones del pasaje bíblico.
Según las crónicas, esta tradición surgió en las Iglesias de San Francisco y la Merced, durante el siglo XIX. Hoy en día, no solo las Iglesias regalan agua, también se han hecho partícipes los negocios particulares, hogares católicos, las dependencias de gobierno, así como escuelas públicas y privadas.

#### Noches de paseo en bicicleta
Todos los miércoles, viernes y domingo Mundo Ceiba, AC, organiza un recorrido por el centro de la ciudad para fomentar el uso de la bicicleta como medio de transporte. Dicho recorrido comienza a las 9 p. m. con una duración de hora y media y transcurre por las principales calles del centro de la ciudad recorriendo aproximadamente 10 km. El paseo cuenta con el apoyo de Tránsito del Estado que se encarga de cerrar momentáneamente las vialidades recorridas por los ciclistas.
Mundo Ceiba, AC, también pone a disposición de todo el público el préstamo de bicicletas. Sin duda, es una experiencia muy grata recorrer la hermosa ciudad de Oaxaca y al mismo tiempo una oportunidad para convivir con gente que le gusta el ciclismo.

#### Guelaguetza
La Guelaguetza es la celebración cultural más importante que tiene lugar en la ciudad de Oaxaca de Juárez, capital del estado, y es parte vital del programa general de las Festividades de Los Lunes del Cerro. Los antecedentes de la Guelaguetza vienen desde la época prehispánica, y sufren cambios en la época colonial y están asociadas con la llamada fiesta de Corpus de la Iglesia del Carmen Alto, templo que las Frailes Carmelitas construyeron en las faldas de un cerro al que los zapotecas habían llamado de la Bella Vista, y se celebraba el domingo siguiente al 16 de julio y se repetía ocho días después en la llamada “octava”. Este espectáculo es realizado Auditorio Guelaguetza.

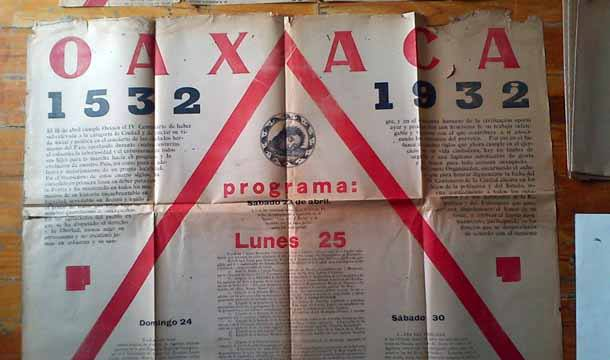
Programa del Homenaje Racial en 1932.

Como espectáculo, tiene su origen a partir de la conmemoración de la celebración del Cuarto Centenario de la fundación de la ciudad de Oaxaca, celebrándose el 25 de abril de 1932, con un programa donde participaron los grupos étnicos representativos de las siete regiones tradicionales en que entonces se dividía el Estado de Oaxaca, al que denominaron Homenaje Racial.
Programa del Homenaje Racial para celebrar el aniversario en que Oaxaca adquirió la categoría de ciudad. Primera manifestación como espectáculo de La Guelaguetza.
Fue hasta 1959, en que después de varios intentos para repetir un programa semejante al presentado en el Homenaje Racial, es cuando se celebran las primeras presentaciones de La Guelaguetza como espectáculo y en donde las delegaciones participantes traían su Guelaguetza, consistente en artesanías, productos típicos, antojitos y objetos de sus regiones y lugares de origen. Hay un referente significativo, que surge a partir de presentaciones de La Guelaguetza en la ciudad de Guanajuato en los años de 1970 y 1971, realizadas por el Grupo Folklórico Universitario (hoy Grupo Folklórico de Oaxaca, Asociación Civil), en donde intelectuales y especialistas en materia cultural, calificaron a La Guelaguetza, como el Espectáculo Folklórico más Grande de América.
Así mismo, en los pueblos de Oaxaca, se conoce como Guelaguetza a una tradición antigua en la cual, cuando se invita a las amistades para asistir a una fiesta, casamiento, bautizo, defunción o mayordomía, los invitados se presentan pero no con las manos vacías, pues siempre llevan su cooperación o Guelaguetza; que puede ser comida, bebida, o dinero en efectivo, mas esta cooperación no se toma como regalo, pues quien lo recibe, lo apunta en una libreta para saber con qué coopera cada persona, de tal forma que cuando otra persona del pueblo festeja algún acontecimiento similar, los invitados llevan lo mismo que han recibido en otras ocasiones de esa persona.

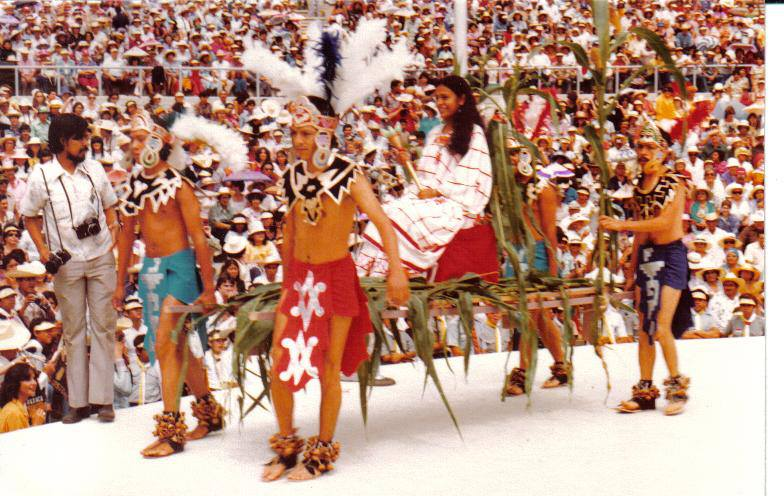
Diosa Centéotl Alfa López Martínez en el año 1979, representante de la Delegación de la Danza de la Pluma del Grupo Folklórico de Oaxaca, Asociación Civil.

La máxima fiesta del Estado, la Guelaguetza, se celebra con calendas, desfiles y manifestaciones de júbilo, bailables típicos y comida tradicional digna de restaurantes de alta cocina. No puedes perderte los eventos de preparación a la gran fiesta, como la elección de la Diosa Centéotl y el desfile de las delegaciones regionales. Las fiestas relacionadas con La Guelaguetza de los Lunes del Cerro, inician con la elección de la Diosa Centéotl, certamen de belleza, cultura y simpatía de las representantes de las distintas delegaciones participantes, entre las que se elige a la joven que representará a la Diosa Centéotl, diosa indígena del maíz, quien presidirá junto con las autoridades todas las celebraciones.

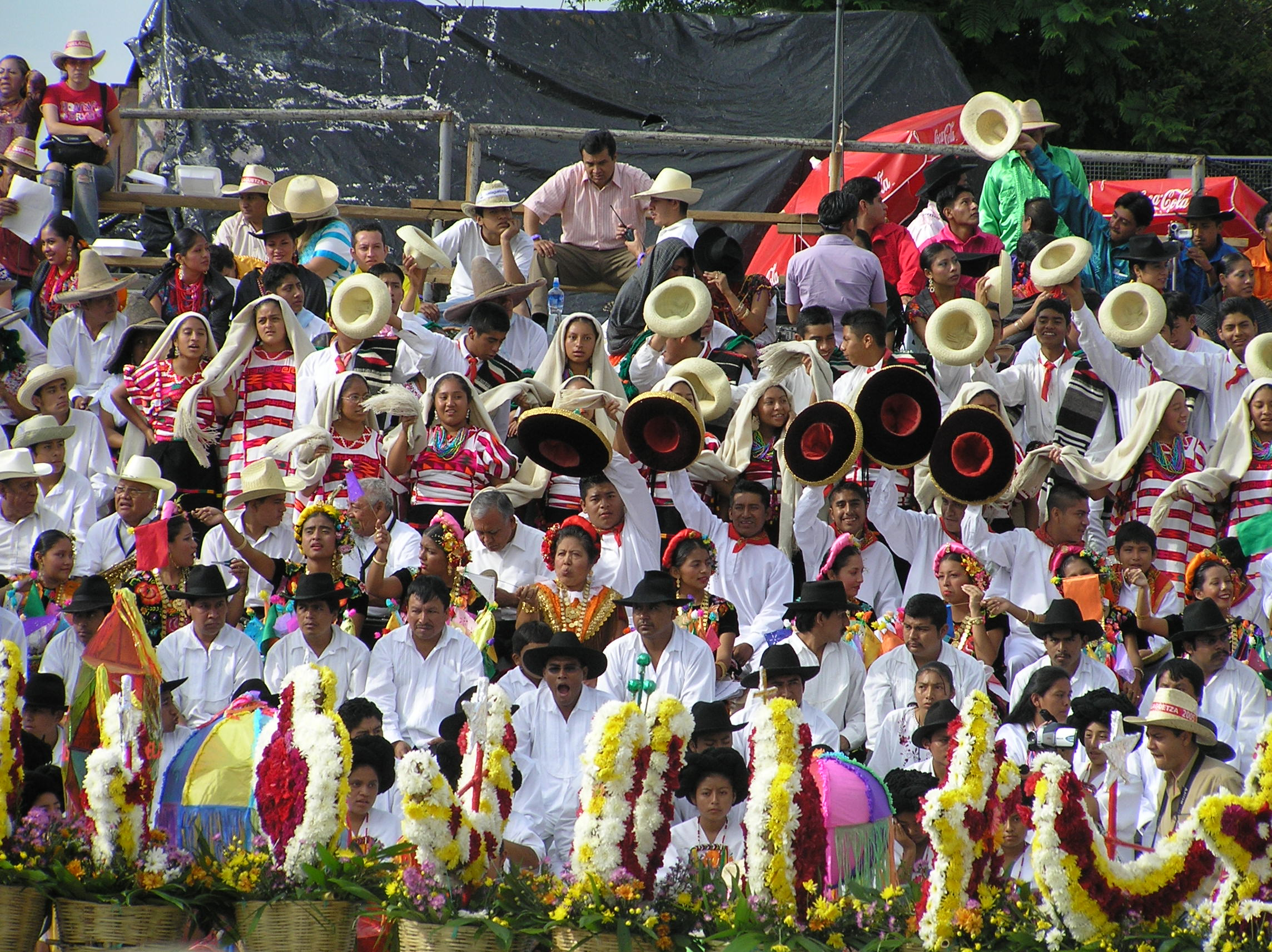
Delegaciones participantes en el Lunes del Cerro.

Continúan con el desfile de las delegaciones regionales que viajan de diferentes regiones del Estado para presentar ofrendas pensadas con meses de anticipación y danzas típicas que simbolizan el agradecimiento con la naturaleza. Se organiza a la manera de la Calenda tradicional de los Valles Centrales y que se lleva a cabo los sábados anteriores a los dos lunes siguientes al 16 de julio. Esta calenda la encabeza la “marmota”, que es un gran farol esférico cubierto de tela, los “gigantes”, las “chinas oaxaqueñas”, mujeres de la ciudad portando canastas enfloradas acompañadas de su banda de música y los coheteros; les siguen las demás delegaciones, cada una de ellas precedida de conjuntos musicales que interpretan la música propia de su región. En esta festividad visten sus coloridos trajes típicos y reciben de los locales y los turistas muestras de admiración por la proeza de caminar por la sierra, la selva y las montañas oaxaqueñas, cargando ofrendas.
El nombre popular con que se conoce esta festividad es el de El lunes del Cerro. La palabra Guelaguetza tiene origen en la lengua zapoteca, y que viene de un acto ancestral consistente en ofrendar, obsequiar, compartir, regalar y retribuir, o sea ayúdame que yo te ayudaré. Por lo que al final del baile autóctono, los participantes en cada bailable o danza, reparten, aventando los productos de la región a la que pertenecen hacia el público, por ejemplo: sombreros de palma, vasijas de barro, café, diversas frutas, entre otros productos.
La Guelaguetza de los Lunes del Cerro se expresa en la ofrenda a la Ciudad de Oaxaca que hacen grupos representativos de las ocho regiones tradicionales:
- Cañada
- Costa
- Istmo
- Mixteca
- Papalopam
- Sierra Norte
- Sierra Sur
- Valles Centrales

Entre el primer lunes y su octava tienen lugar diversas actividades tales como muestras gastronómicas, artesanales y representaciones costumbristas de las más diversas comunidades del estado, así como exposiciones, conciertos y otra serie de eventos de trascendencia cultural organizada por las instituciones que difunden la cultura de Oaxaca en todas sus manifestaciones
Actualmente se realizan dos presentaciones a las 10:00 y 17:00.

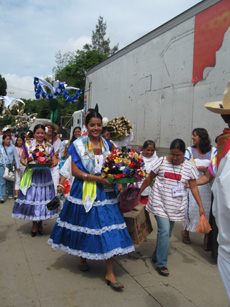

En la noche del día anterior al Lunes del Cerro, se lleva a cabo la representación de la "Leyenda de la Princesa Donají". La princesa Donají fue hija del rey zapoteca Cocijoeza, cuya capital de sus dominios estaba en Zaachila. Su nombre significaba “Alma Grande”. Cuando nació, un sacerdote de Mitla descifró en el cielo el signo de la fatalidad y predijo que ella se sacrificaría por amor a su pueblo zapoteca. Cuando los mixtecos y zapotecos se encentraron en feroz batalla, conoció herido al príncipe mixteco Nucano, de quien se enamoró. Al ser derrotados los zapotecos, los mixtecos pidieron en prenda de paz a Donají para que el rey Cocijoeza respetara los tratados. Fue llevada a vivir a un palacio de Monte Albán. Una noche que trataron de recatarla, fue sacrificada por un guerrero, decapitándola. Su enamorado Nucano gobernó con amor a los zapotecos en recuerdo a Donají. Sus cuerpos descansan bajo la misma losa en Cuilapan.
El municipio de Oaxaca de Juárez, ostenta como escudo oficial la cabeza de Donají hoy en día en su memoria. Es así como la Coordinación General de Turismo y Fomento Económico presenta este espectáculo, que se ha convertido en una de las tradiciones más fuertes e imborrables de los oaxaqueños dentro de las festividades de los Lunes del Cerro. El Ballet Folklórico de Oaxaca escenifica esta leyenda en este magno espectáculo.
Es durante las celebraciones del "Lunes del Cerro", que tiene lugar en el Paseo Juárez El Llano la "Feria del Mezcal"; en la que productores de diferentes regiones del estado ofrecen al turismo lo mejor de su cosecha, destacando en productividad y fama las poblaciones de Matatlán (localmente conocida como "La Cuna del Mezcal"), San Carlos Yautepec y Tlacolula de Matamoros. Los visitantes que se dan cita durante las festividades del Lunes del Cerro pueden encontrar gran variedad de artesanías gastronómicas, como las cremas de mezcal. Dentro de la gran variedad de mezcales que aporta la región, destaca el mezcal de gusano.

#### Día de Muertos
El Día de Muertos en Oaxaca se celebra en conmemoración de las almas de los ancestros ya fallecidos, en la que se cree, regresan al mundo terrenal para convivir con los suyos, por lo que se procura agasajarlos en la forma más atenta con una ofrenda. El primero de noviembre es día de "llevar los muertos", la costumbre consiste en obsequiar a parientes y amistades de la familia una dotada muestra de las viandas que integran la ofrenda de muertos. La entrega se hace casa por casa. Este día se venera a los "angelitos", es decir a los parientes que murieron siendo niños. El 2 de noviembre se venera a los finados adultos, y en la mayoría de las poblaciones cercanas a los Valles Centrales es una tradición acudir a los panteones o cementerios a arreglar las tumbas de los fieles difuntos y "convivir con ellos".
Los oaxaqueños católicos se esmeran de una forma única al realizar el altar de muertos en sus hogares, centros de trabajo o escuelas, lo que hace a este día algo muy especial entre la población católica de la ciudad. En Oaxaca hay durante esas fechas diversas actividades, tales como: exhibiciones de altares de muertos y tapetes hechos de arena, iluminación con velas de los nichos del Panteón General, degustaciones gastronómicas y una gran variedad de eventos artísticos.
El uno y dos de noviembre los grandes panteones de la capital Oaxaqueña, El Panteón Jardín y el Panteón San Miguel conocido como Panteón General se visten de gala para recibir a los cientos de visitantes que no solo llegan de diferentes partes de la región oaxaqueña,  también lo hacen del interior del país y del extranjero. Así es como las tumbas se adornan con flores de variados colores predominando la flor de cempasúchil, también se decoran con comida, bebida, cruces y todo lo que recuerde al ser querido que yace bajo la fría tumba. La vista es una representación perfecta del misticismo y la tradición que han definido a Oaxaca como uno de los estados con mayor riqueza cultural.
El Padre Gay nos narra que en la celebración del Día de Difuntos entre los antiguos pueblos Oaxaqueños, cuyo día corresponde a la época en que lo celebramos ahora, "se preparaban los indios matando pavos y otras aves, y se disponían de variedad de manjares, entre los que sobresalían los "petlaltamali" o tamales y el "totomoli" o mole. Estos manjares se ponían en el altar de la casa como ofrenda a los difuntos y, llegada la noche, los miembros de la familia en torno al altar oraban a los dioses para que por intercesión de sus difuntos, les concediesen salud, buenas cosechas y prosperidad. En toda la noche no se atrevían a levantar los ojos, por temor a que si en ese momento estaban los muertos disfrutando de la comida, sufrirían la fatalidad. A la mañana siguiente se felicitaban por haber cumplido con su deber y los manjares se regalaban a los pobres y forasteros. Los muertos habían tomado la parte nutritiva de ellos, y tocándolos, los habían hecho sagrados. Actualmente en el altar de muertos se deposita gran cantidad de frutas, principalmente caña de azúcar y calabaza, algunas piezas de pan y una cazuela de mole como antiguamente se acostumbraba. Así es como esta práctica, modificándose y transformándose con el transcurso del tiempo, conserva sustancialmente su ser primitivo. García Manzano, G. (1982). espacios culturales comité organizador del CDL aniversario de la ciudad de Oaxaca de Juárez.
Comparsa: En algunos pueblos de Oaxaca tienen una variante particular en la celebración del Día de Muertos “La Comparsa” que es un recorrido por las calles del pueblo en la que intervienen diferentes personajes con disfraces llamativos (el marido, la esposa, el doctor, la viuda, la muerte, etc.) caminan acompañados por una banda de música. En algunas casas los actores representan un pequeño parlamento ya preestablecido que contiene chistes, chismes y mucha picardía del pueblo. En los últimos años esta costumbre se ha ido extendiendo puesto que más comunidades han empezado ha realizarla y también se ha convertido en un atractivo turístico para los visitantes nacionales e internacionales. 

#### La noche de Rábanos
La noche de Rábanos se trata de una verbena popular celebrada la noche del 23 de diciembre, donde los horticultores y artesanos moldean el tubérculo.

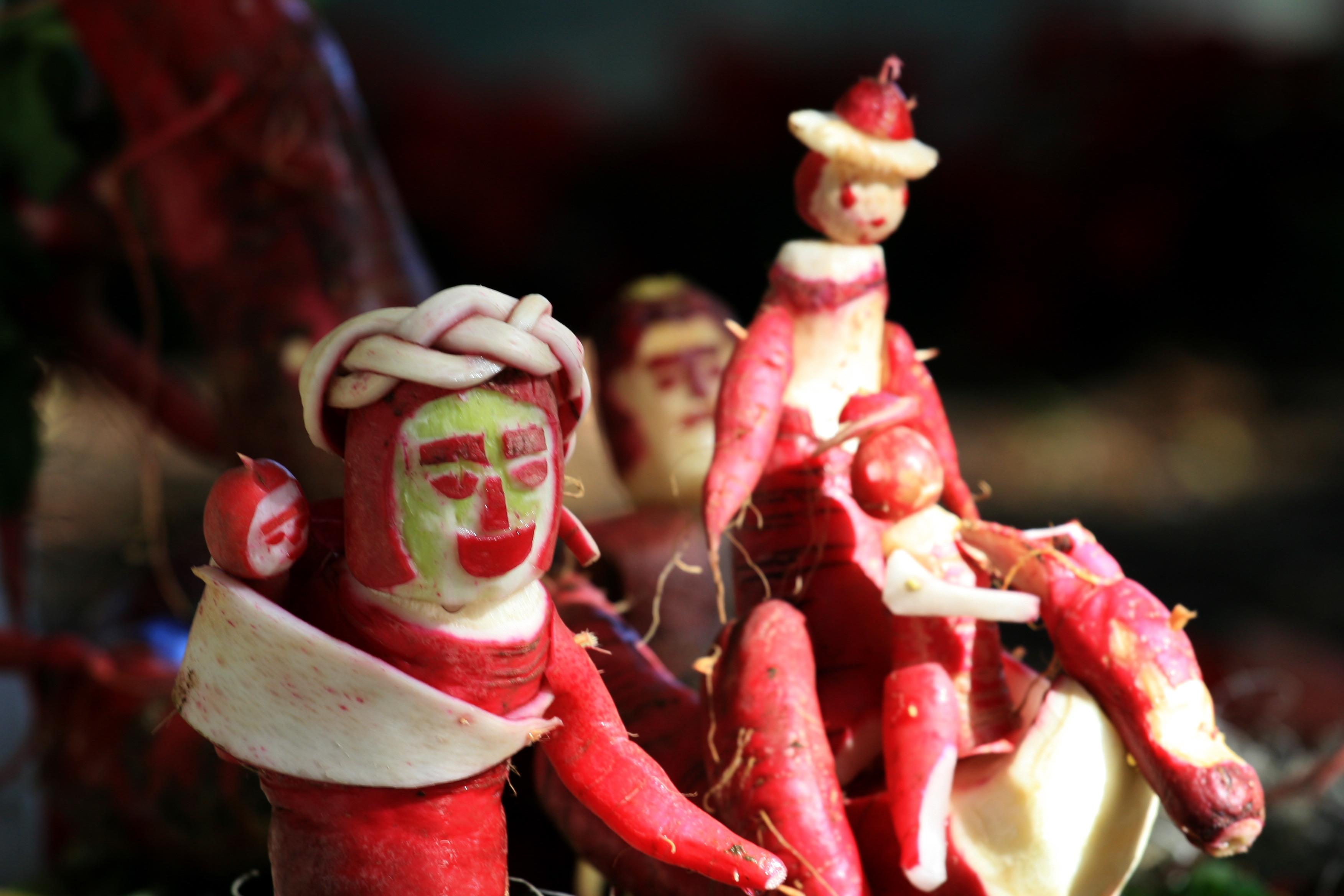
Noche de rábanos.

Las personas del estado y visitantes, se dan cita en el Zócalo de la ciudad para observar el trabajo de los hortaleros, que hacen figuras con los rábanos. Se acomoda a manera de redondel en la periferia de los árboles del Zócalo una especie de mercado, donde cada puesto muestra su mejor trabajo.
Los primeros hortaleros fueron los antiguos mixtecas, zapotecas y mexicas, que tras la conquista de Oaxaca por los españoles, fueron encabezados por Francisco Orozco, tuvieron como destino servir a los conquistadores, a ese grupo le llamó "nobarias"; el 7 de julio de 1563, se les entregaron terrenos situados en la parte sureste de la ciudad, para que se dedicaran al cultivo de las hortalizas.
Los hortelanos de Trinidad de las Huertas llevaban sus verduras, expendiéndolas en puestos colocados con este objetivo.
Se dice que después de finalizar las ventas, aún quedaban hortalizas y para que no se echaran a perder, comenzaron a hacer figuras con ellas, así que en años posteriores, cada horticultor comenzó a llevar sus figuras, de manera que no solo se vendían las hortalizas sino que se exhibían las figuras. Al paso del tiempo los terrenos se convirtieron en un imperio de cultivos cuya variedad de plantas eran aprovechadas. Los rábanos son sembrados desde los primeros días de septiembre, para así contar con el abasto suficiente para la fiesta.
Este hábito fue arraigándose, más y más con el paso de tiempo, llegando a un punto que las amas de casa buscaban estas figuras para adornar sus mesas. Según fuentes fidedignas del libro “Noche de Rábanos” escrito por el Prof. Alejandro Méndez Aquino, se tiene conocimiento que el 23 de diciembre de 1897, el entonces Presidente Municipal, Don Francisco Vasconcelos Flores, organizó la primera exposición en la cual participaron los horticultores, exponiendo sus inigualables y curiosas creaciones con rábanos en forma de representaciones navideñas, personas, animales, danzas y otro tipo de escenas que les dictaba la imaginación. En aquella época acontecida en la historia de Oaxaca, la primera exposición al aire libre de la Noche de Rábanos se llevó a cabo en la Plaza del Marqués o la Plaza de las Armas, hoy Plaza de la Constitución. Después del primer concurso de floricultura, se hizo costumbre que se celebre año con año.
La particularidad de estos rábanos es que tienen formas raras y son de gran tamaño, por lo que los horticultores aprovechan lo amorfo de sus piezas para crear maravillas. Entre las creaciones más comunes están los nacimientos (que incluyen a la virgen María, José, Jesús, los tres reyes, los pastores), también se puede apreciar una calenda, la virgen de la soledad, la catedral, la guelaguetza, una banda de música y cantidad de creaciones auténticas de los artesanos.
Hace algún tiempo se propusieron dos categorías más; Flor Inmortal y Totomoxtle; la Flor Inmortal es una flor de la región que a través de un proceso natural se deshidrata y con ella se elaboran una gran variedad de figuras y adornos tradicionales. El Totomoxtle es la cáscara u hoja que cubre el elote; también se seca la hoja de manera natural y con ellas se hacen figuras con motivos similares a las del rábano y de la flor inmortal. Las obras que los hortelanos y floricultores presentan son inspirados en motivos acordes a la temporada navideña: como el Nacimiento, la Llegada de los Tres Reyes Magos, las Tradiciones Oaxaqueñas, como la Festividad de la Virgen de la Soledad, Día de Muertos, trajes típicos del Estado, Calenda y bailes, etc.
La ceremonia de premios se lleva a cabo en el patio central del palacio de gobierno.
En la actualidad, el concurso es convocado por el Municipio de Oaxaca de Juárez, a través de la Coordinación de las Culturas, Turismo y Economía, para que los horticultores participen en el concurso de las figuras de rábanos, flor inmortal y totomoxtle, que se lleva a cabo en la Plaza de la Constitución a un costado de la Catedral. Cada una de las categorías tiene asignadas tres premios en efectivo y todos los participantes reciben un diploma, como estímulo a sus esfuerzos. La noche finaliza a la manera en como terminan las grades celebraciones en Oaxaca con la quema de un espectacular castillo de juegos pirotécnicos.
Esta manifestación cultural de los hortelanos del Valle de Oaxaca en vísperas de la Nochebuena es una celebración llena de colorido y folklor.

### Museos y artes

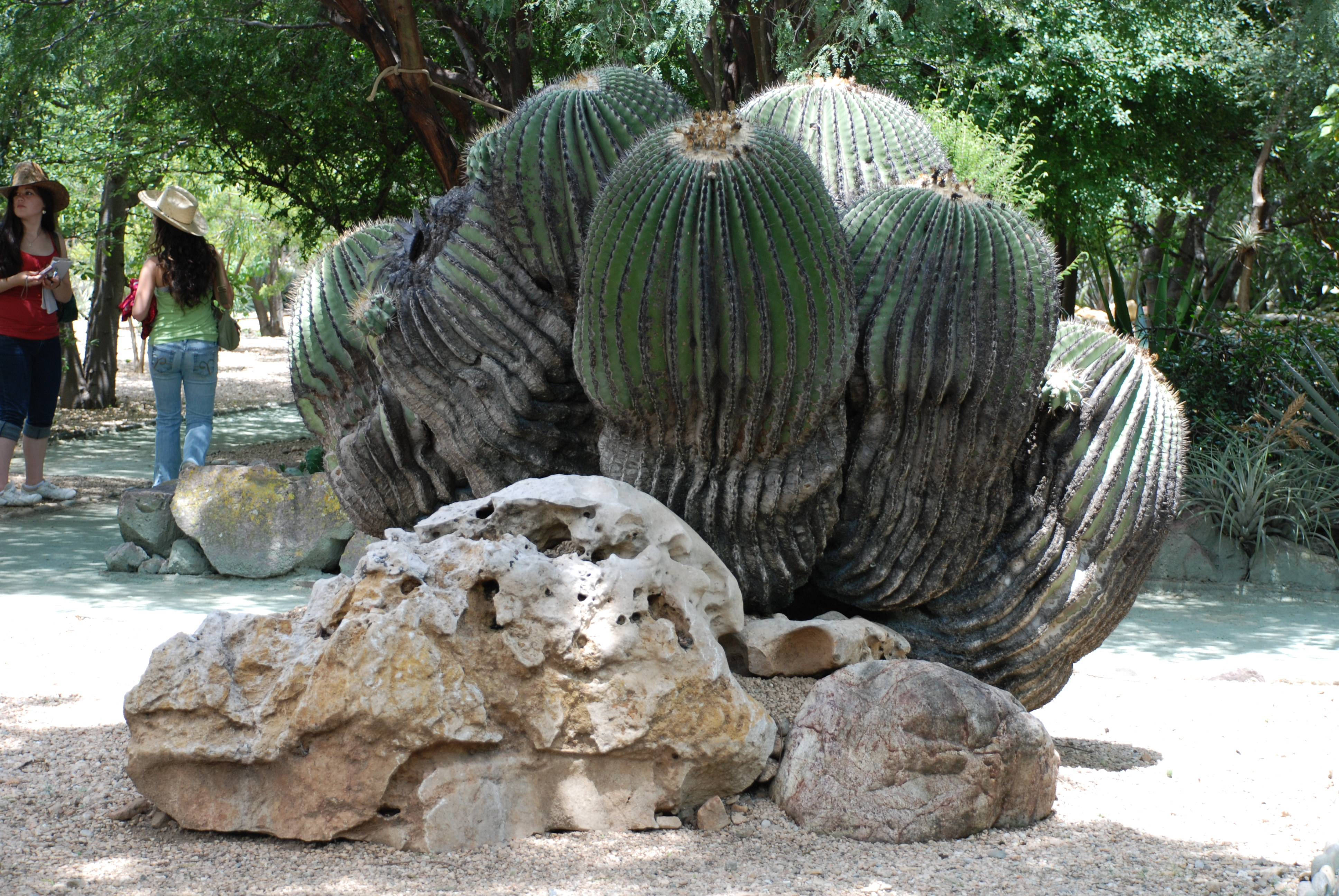
Jardín Etnobotánico dentro del Templo de Santo Domingo.

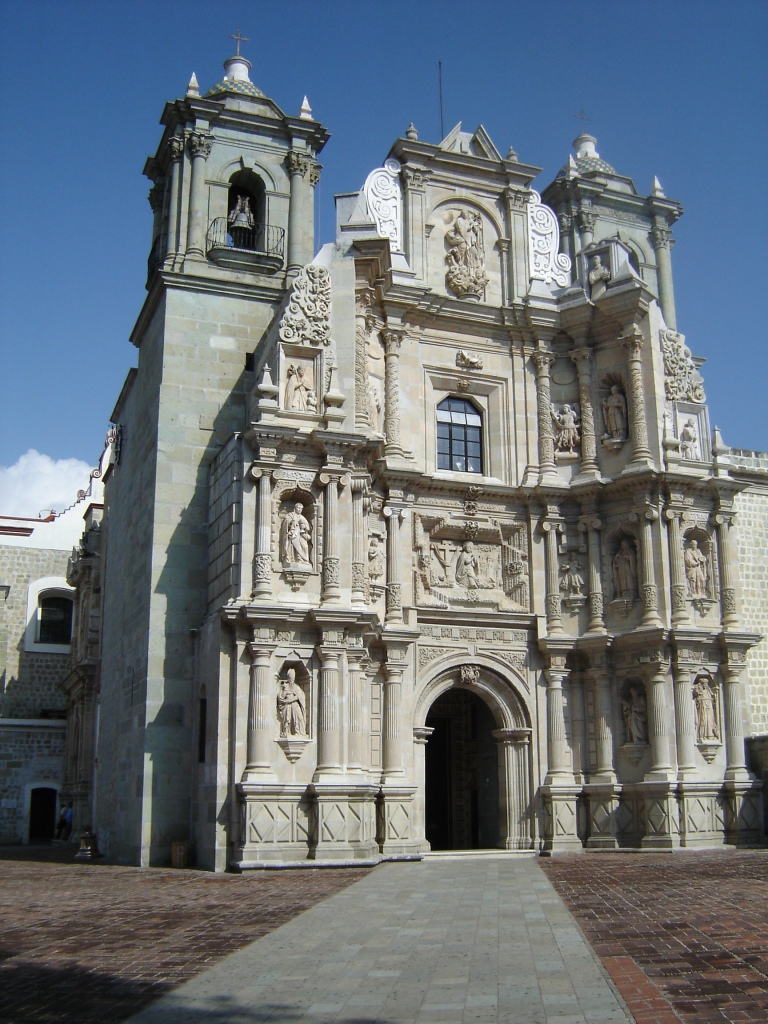
Templo de la Soledad.

En la ciudad se pueden encontrar sitios de exposición artística tales como:
- El Centro Fotográfico Álvarez Bravo,
- El Instituto de Artes Gráficas de Oaxaca(IAGO)
- El Museo de Arte Contemporáneo de Oaxaca(MACO).
- El Museo Textil
- El Museo de los Pintores
- El Museo del Ferrocarril
- El Museo de las Artesanías
- La Casa de la Cultura Oaxaqueña
- La Casa de la Ciudad
- Centro Cultural Santo Domingo
- El Centro de las Artes de San Agustín
- Museo de la Filatelia
- Jardín Etnobotánico de Oaxaca

Asimismo, la ciudad cuenta con la Escuela de Bellas Artes afiliada a la Universidad Autónoma "Benito Juárez" de Oaxaca. Esta institución tiene sede en dos edificios:
- El Ex-convento de San José; ubicado en la Plaza de la Danza s/n, Col. Centro.

En su entrada podemos encontrar una placa con la siguiente información: "Albergue de monjas capuchinas españolas. Construido por el arcediano Dn. Diego de las Heras y Torres y por el capitán Don Manuel de Landeta e inaugurado el 6 de mayo de 1744. El tiempo, los terremotos y el abandono lo convirtieron en ruinas. Reconstruido, restaurado y adaptado por el gobernador Lic. Don Eduardo Vasconcelos para destinarlo a Escuela Oaxaqueña de Bellas Artes conforme al decreto del 14 de julio de 1950 que expidió la XL Legislatura del estado."
- El edificio de la Escuela de Bellas Artes; ubicado dentro de Ciudad Universitaria.

A su entrada podemos encontrar una placa con la siguiente información:
"Esta obra se construyó con fondos aportados por el Gobierno Federal (CONACULTA), el maestro Francisco Toledo y la U.A.B.J.O., siendo rector el C.P. Francisco Martínez Neri.
"Ciencia, Arte, Libertad"
Oaxaca de Juárez, Oax. abril de 2008"
Actualmente la Escuela ofrece cinco ofertas educativas, las cuales son:
- Licenciatura en Artes Plásticas y Visuales.
- Licenciatura en Música.
- Licenciatura en Gestión Cultural y Desarrollo Sustentable.
- Instructoría en Música.
- Instructoría en Artes Plásticas.
También cuenta con tres espacios para la difusión de la cultura y las artes:
- La Sala Juárez y
- La Galería Shinzaburo Takeda
Ambas ubicadas en el ex-convento de San José; así como
- La Galería CU
Esta última ubicada en el edificio de la Escuela de Bellas Artes.
Oaxaca ha tenido una vasta producción de pintores, entre quienes se encuentra Rufino Tamayo y en la época reciente Rodolfo Morales, quien hasta su muerte y junto a Francisco Toledo, han promovido la cultura en el estado y principalmente en la capital. Rodolfo Nieto, Rubén Leyva, Laura Hernández, Luis Zárate, Sergio Hernández son, entre muchos otros, algunos de los más reconocidos exponentes del arte contemporáneo oaxaqueño.

### Artesanías

#### Barro Negro de Oaxaca
Una de las poblaciones más importantes en el valle de Oaxaca, en la producción de alfarería es San Bartolo Coyotepec, población ubicada a 8 kilómetros de la ciudad de Oaxaca, pasando el aeropuerto, esta población es reconocida por su único barro negro.

#### Loza vidriada
La alfarería oaxaqueña es una de las más reconocidas en todo el país. A nivel mundial su barro verde es caracterizado por la originalidad de sus bellas piezas que son muy comunes en la capital y en la región de los Valles Centrales. Platos, vasos, tazas y otras piezas decorativas y para el hogar son producidas principalmente por alfareros de Atzompa a 8 km de la ciudad.

#### Cestería y palma
Las artesanías de palma que se encuentran en los mercados de nuestra ciudad son propias de la región de la Mixteca, hechas de carrizo, una planta parecida al bambú que crece a lado de arroyos que se encuentran en Oaxaca. Petates, sombreros, floreros o monederos, cestos, entre otros son el resultado de este arte único que principalmente se realiza en Santa Cruz Papalutla, Tlacolula de Matamoros, Ocotlán de Morelos y la Villa de Etla.

#### Orfebrería
La joyería tradicional es otra de las artesanías con mayor éxito en Oaxaca. Los orfebres y artesanos tienen como influencias las joyas encontradas en Monte Albán de filigrana en oro y plata para su oficio como brazaletes, anillos y gargantillas. Los principales lugares de producción de joyería en Oaxaca son su capital, la ciudad de Oaxaca de Juárez, Santo Domingo Tehuantepec, Juchitán de Zaragoza, y Huajuapan de León.

#### Talabartería
La talabatería es el arte de plasmar obras artísticas con la transformación de la piel. Su comercialización comienza en el siglo XVI en el Barrio de Jalatlaco, en Tlaxiaco y Ejutla manipulando la piel para vestimenta o para transporte. Las personas que trabajaban este oficio fueron llamados curtidores, los cuales realizaban principalmente huaraches y artículos para el hogar como bordados, bolsas, mochilas, cinturones, billeteros, accesorios de escritorio y sombreros.

#### Textiles
Diversidad de diseños, colores y formas pueden encontrarse en casi todas las localidades de Oaxaca que identifican a su región. Teotitlán del Valle y Santa Ana del Valle son de las regiones más significativas con sus alfombras tejidas a mano y Mitla con sus manteles de algodón tejido y cortinas. Colchas, cortinas, tapetes, fajas, mantelitos hasta pañuelos y bolsas, ponchos, camisas y sabanas son tejidos con lana o hilo de algodón, seda y otras fibras naturales.
En el centro histórico de Oaxaca se sitúa el Museo Textil de Oaxaca, el cual contiene todo tipo de textiles característicos de nuestro estado y parte de nuestra historia.

### Pintores oaxaqueños
- Rufino Tamayo: nació en Oaxaca de Juárez el 25 de agosto de 1899. Fue un pintor de ascendencia zapoteca, figura capital en el panorama de la pintura mexicana del siglo XX, Rufino Tamayo fue uno de los primeros artistas latinoamericanos que, junto con los representantes del conocido "Grupo de los Tres" (Rivera, Siqueiros y Orozco), alcanzó un relieve y una difusión auténticamente internacionales. Como ellos, participó en el importante movimiento muralista que floreció en el período comprendido entre las dos guerras mundiales. Sus obras, sin embargo, por su voluntad creadora y sus características, tienen una dimensión distinta y se distinguen claramente de las del mencionado grupo y sus epígonos. Murió en la Ciudad de México el 24 de junio de 1991.

- Francisco Toledo: artista plástico mexicano, nacido en Juchitán el 17 de julio de 1940. Filántropo por naturaleza, luchador social y respetuoso de la cultura. Toledo es reconocido en el mundo como uno de los mejores artistas que ha dado México, su trabajo se destaca por ser un experto e impresor, dibujante, pintor, escultor y ceramista, su arte refleja su amor por la naturaleza combinándolo con su fantástico sentido a crear figuras antropomórficas a través del juego de sus pinceles. Colocando su característica provocativa y transgresora en el desarrollo de su trabajo.

- Rubén Leyva: nació en la ciudad de Oaxaca, en 1953. Estudió en la Escuela de Bellas Artes, Universidad Autónoma Benito Juárez de Oaxaca. Viajó a Portland, Oregón, Estados Unidos, para formarse en la cerámica en el Taller de Cerámica de Kathy McFadden, de 1972 a 1975. Las técnicas principales que maneja Rubén Leyva, son la pintura, el grabado, la escultura y la cerámica. Se le ha distinguido con los siguientes premios: En 1986 Primer Premio de Pintura Ciudad de Oaxaca, Casa de la Cultura de Oaxaca y Gobierno del Estado de Oaxaca. En 1995 su obra fue seleccionada para la edición conmemorativa del Quincuagésimo Aniversario de las Naciones Unidas (ONU). Ha realizado exposiciones individuales y colectivas en museos y galerías importantes de países como Holanda, Japón, España, Inglaterra, Alemania, Italia, Canadá, Estados Unidos, El Salvador, Puerto Rico, Cuba y México. "La imaginación es la mejor forma de vida".

- Fernando Olivera: nació en la ciudad de Oaxaca en 1962, en el barrio de la Merced. Estudió grabado en la Escuela de Bellas Artes con el maestro japonés Sinsaburo Takeda: "Hace tiempo tuve la oportunidad de viajar al istmo y vi fotos y videos de mujeres y su lucha y participación en la vida social, política y económica de la región y a partir de entonces retomé a la mujer como un símbolo en mi pintura. La presencia femenina es fundamental, es como la fertilidad, la tierra, la continuidad".

## Arquitectura

### Centro histórico
El centro histórico de la ciudad, así como la zona arqueológica de Monte Albán considerada la base y origen de la actual comunidad de Oaxaca, fueron declarados por la Unesco en 1987 como "Patrimonio Cultural de la Humanidad".

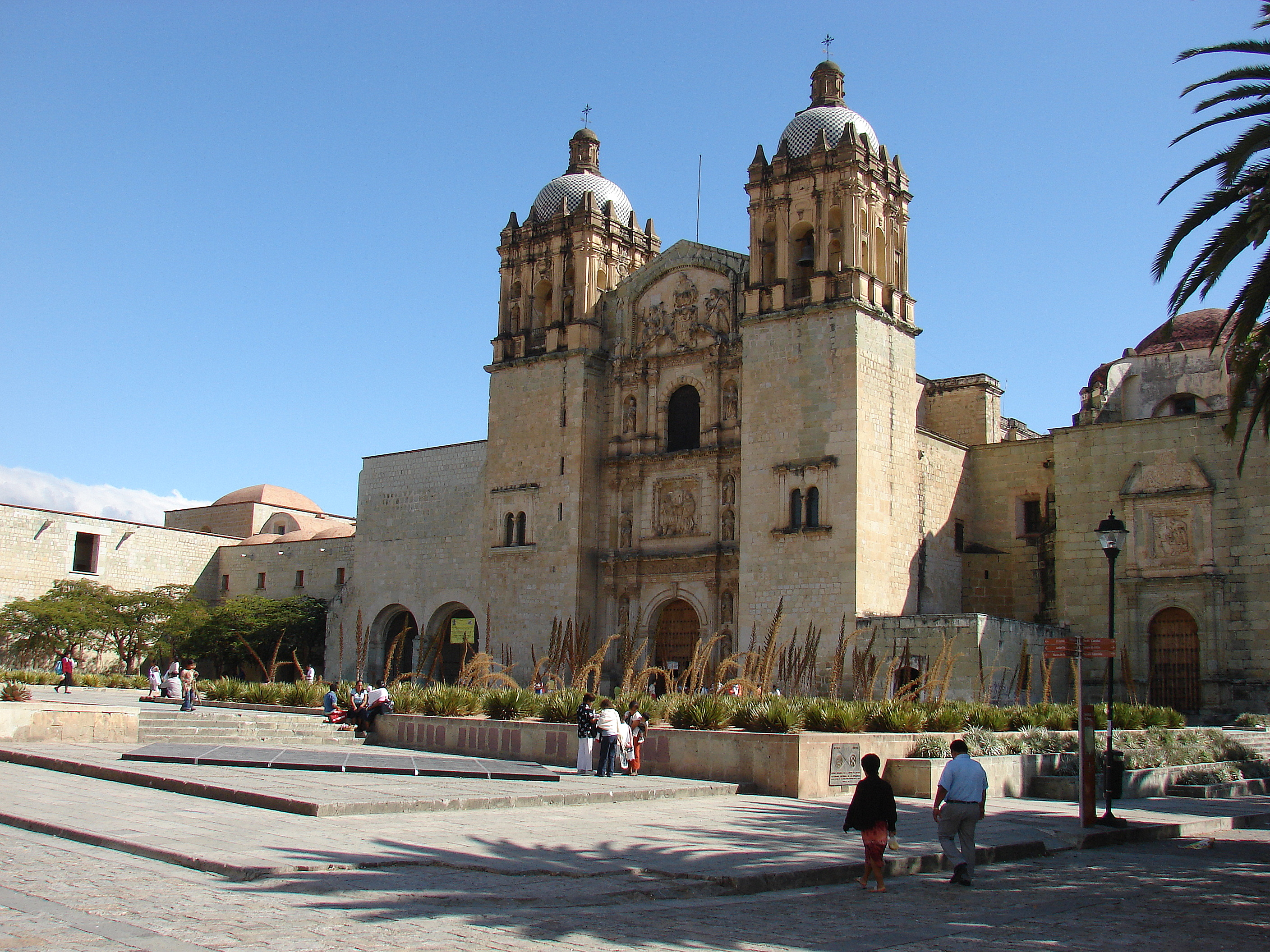
Templo y ex-convento de Santo Domingo de Guzmán, en el centro histórico de la ciudad de Oaxaca.

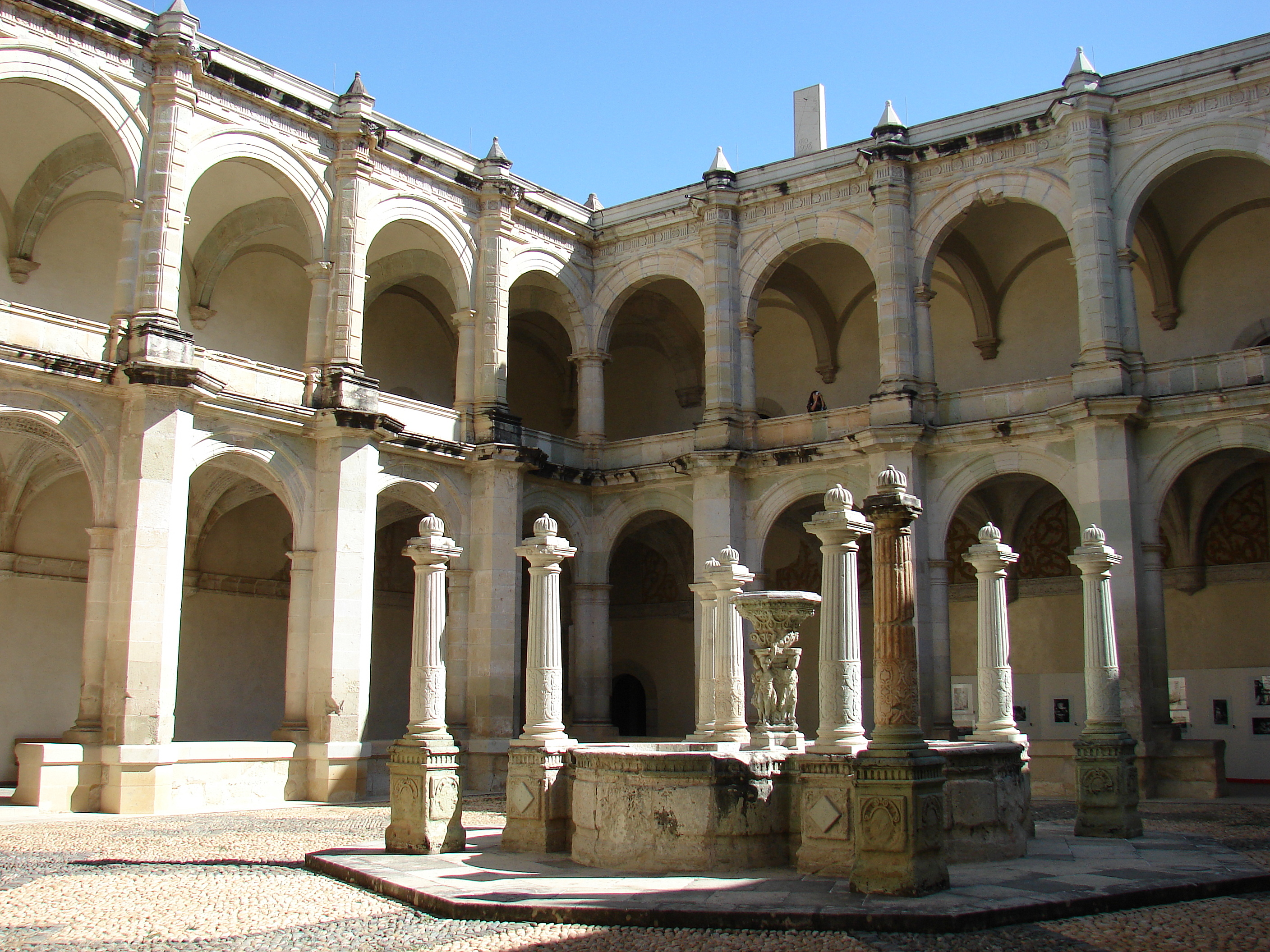
Patio interior del ex-convento.

### Antecedentes
Las civilizaciones mesoamericanas lograron tener gran desarrollo estético y funcional al servicio de la escala Humana y Cósmica, la forma fue evolucionando de la simplicidad a la complejidad estética. De una u otra forma sobre estas bases se asienta una arquitectura milenaria que a base de un sincretismo va incorporando las variadas influencias y procesos político religiosos.
Durante el periodo colonial la orientación predominante la establece la arquitectura religiosa, donde los monasterios mendicantes fueron una de las soluciones arquitectónicas ideadas por los frailes de las órdenes mendicantes en el siglo XVI para la Evangelización en la Nueva España, pensadas para un número enorme de indígenas no católicos. Se basaron en el modelo monástico europeo, pero añadieron elementos innovadores en la Nueva España como la cruz atrial y la capilla abierta, además de caracterizarse por ostentar diversas corrientes decorativas y una apariencia recia como fortalezas militares.
El barroco novohispano influenció la Basílica de la Soledad (1697), la catedral (1535-1733) y la iglesia de San Agustín (1596), célebre por su armoniosa portada y por el retablo barroco que ilumina su ábside, así como el Templo de la Compañía de Jesús y el Templo de Nuestra Señora de las Nieves, sede del Seminario jesuítico de San Juan. Con el espíritu de la vieja Antequera también pueden vincularse la pequeña iglesia de San Cosme y San Damián, el templo de San Felipe Neri y asimismo los de San Juan de Dios, San Matías Jalatlaco y Santo Domingo de Guzmán.
El entorno del Zócalo acogió, según la costumbre colonial, las edificaciones institucionales y las viviendas de cada familia principal, pero fue la orden de Santo Domingo la principal propulsora de construcciones desde que inició su labor 1529.
La arquitectura civil de Oaxaca, tuvo su parte con las excelentes mansiones, al estilo de aquella perteneciente al mayorazgo de Pinelo y Lazo de la Vega, sede actual del Museo de Oaxaca, y los perfiles barrocos que identifican edificios como los que alojan el Instituto de Artes Gráficas y el Museo de Arte Prehispánico Rufino Tamayo.
En el siglo XIX el movimiento neoclásico surge como respuesta a los objetivos de la nación republicana, donde la plástica estricta de las órdenes clásicas están representadas en sus elementos arquitectónicos, también surgen nuevos edificios religiosos, civiles y militares que demuestran la presencia del neoclasicismo.
Queda de manifiesto en lugares como la Alameda de León, un atractivo jardín inaugurado para honrar al gobernador del Estado, general Antonio de León, el 13 de octubre de 1843, el romanticismo propio de este paraje se intensifica en el estilo constructivo del Edificio Central de la Universidad, en el edificio del Instituto de Ciencias y el Palacio de Gobierno completado en 1887.

### SigloXX
A comienzos del siglo XX el eclecticismo caracteriza la arquitectura oaxaqueña. Así, aparte de la Escuela de Medicina, en la exhacienda de Aguilera (1913) se encuentra la Fuente de las Ocho Regiones, como resumen simbólico de la realidad cultural de la región.
El Teatro Macedonio Alcalá se hizo realidad entre 1903 y 1909, ejemplificando la fusión de ingredientes modernistas en un conjunto neoclásico sumándole detalles nacionalistas, como se observa en el Palacio Federal, donde figuran rasgos de la tradición mixteco-zapoteca.
La plaza de la Constitución apropia tradición y versatilidad con su origen en el trazado que realizó en 1529 Juan Peláez de Berrio, corregido luego por Alonso García Bravo aportan referencias al siglo XIX, por ejemplo, el anterior quiosco de 1857 y la arboleda circundante fueron modificados el 15 de septiembre de 1885, cuando fue sustituido por una estatua de Juárez. Desde 1901 el quiosco modernista superpone una pincelada de Art Nouveau en el Zócalo. Con esas transformaciones hechas en nombre de la tendencia más moderna en cada momento, el tiempo deja su huella en este y otros espacios de la ciudad.

### Periodo contemporáneo
A finales del siglo XX e inicios del XXI se divagó a través del nacionalismo y el geometricismo deco, hacia el modernismo racionalista. Otras intervenciones que están marcando pautas son por ejemplo el Auditorio Guelaguetza, principal recinto de espectáculos en Oaxaca, se construyó por encargo del gobernador Fernando Gómez Sandoval siendo esta edificación un escenario al aire libre, en 2008 iniciaron los trabajos culminando estos en 2010.
También el arquitecto Mauricio Rocha, quien estuvo a cargo de la intervención arquitectónica contemporánea del nuevo Centro Académico y Cultural San Pablo en el ex convento de San Pablo y el Museo de Arte Contemporáneo de Oaxaca, MACO.
Así como los proyectos de orientación contemporánea: Museo Textil de Oaxaca, MTO. 2008 y Biblioteca Infantil, BS. 2007, La Biblioteca de la Universidad La Salle abre sus puertas en agosto de 2010, del Arq. Juan José Santibáñez.
Un giro importante en Oaxaca es la tendencia hacia arquitecturas basadas en la puesta en valor de inmuebles patrimoniales usando nuevas tecnologías para nuevas necesidades pensadas en la sustentabilidad patrimonial y económica, con nuevos usos.
Oaxaca ha sido puesta en el mapa mexicano e internacional por los investigadores y académicos de la asociación Nuevos Horizontes para la Arquitectura de las Comunidades, liderados por el Arq. Pastor Alfonso Sánchez Cruz, como referentes de la recuperación de los valores de la arquitectura vernácula, bioarquitectura, arquitectura bioclimática y la visión del patrimonio arquitectónico como parte del desarrollo sustentable.
El Congreso Nacional de Arquitectura Mexicana, Oaxaca 2008 concretó aquí la Carta Latinoamericana Oaxaca 2008, sobre la inserción de arquitectura contemporánea en centros de patrimonio arquitectónico y organizó el Coloquio Internacional de Arquitectura Regional y Sustentable 2011, con presencia de expertos de Uruguay, Colombia, Costa Rica, Italia, Grecia, Argentina y México.

## Gastronomía local
Uno de los aspectos culturales más famosos del estado de Oaxaca es sin duda su rica oferta gastronómica -que proviene de una fusión entre lo prehispánico y lo colonial, salpicada por ingredientes de otras latitudes que le han dado su toque particular-. Conoce aquí sus principales propuestas.
Cuando visites Oaxaca, saborea el sazón de un pueblo que mantiene viva su exquisita costumbre culinaria. Llegar a Oaxaca significa entrar a un mundo extraordinario de sabores, aromas y texturas.

Dicen que “quien va a Oaxaca y no come mole, nunca fue”…

Un aspecto sobresaliente de la gastronomía, es la interminable lista de antojitos locales y el aprovechamiento de los insectos, como en sus bebidas los gusanos acompañados con la copa de Mezcal. Todo se combina en una aventura plena de sabores y colores, paisajes e historia, fértiles valles y serranías desérticas, paraísos olvidados y playas vírgenes pero, sobre todo, en una memoria del pasado que vive en las costumbres ancestrales; he ahí la Noche de los Rábanos y la gastronomía, hombres y mujeres y hombres fieles a su idiosincrasia o los tradicionales lunes del cerro de la Guelaguetza. Al continuar en el ramo de la comida y los productos relacionados, Oaxaca ocupa el tercer sitio como productor de café y el segundo productor de piña, aunque en la entidad se cultivan arroz, caña de azúcar y ajonjolí; limón, granada roja, zapote, mamey y mango.
Y esta maravillosa gastronomía siendo un patrimonio para todas las personas que la conocen y disfrutan tiene como se ha mencionado una inmejorable variedad de sabores, olores y texturas que solo aquí en Oaxaca se pueden encontrar. Sería difícil mencionar toda la riqueza gastronómica de este estado, sin embargo una vez estando aquí es importante que antes de partir se haya disfrutado de aperitivos como los de Tlacolula de Matamoros de donde dicen se produce uno de los mejores Mezcales, desde luego saborear las diferentes botanas para amenizar el día como lo son las diferentes variedades de insectos, donde se preparan desde tostados en un buen comal hasta en una rica salsa; y claro también si ya está de viaje por aquí disfrute de las ricas sopas que son cocinadas y engalanadas con los más exquisitos mariscos de la región de este estado de Oaxaca. Siempre recordando a lo más notable de esta hermosa región del país mexicano como son sus diferentes tipos de mole, dulces típicos y platos fuertes como lo son los chiles rellenos, la carne de res o cerdo enchilada acompañados desde luego como se mencionó con las exquisitas bebidas de diferentes colores y sabores.
La gastronomía de la capital oaxaqueña es sumamente rica y variada. Combina tanto ingredientes de la cocina indígena como de la europea. Todos estos platillos han pasado de generación en generación y constituyen una parte indeleble de la cultura mexicana en general. Oaxaca es sin duda un punto clave para la elaboración de diversos platillos a nivel nacional e internacional. No obstante a pesar de la distancia entre las regiones que conforman el estado hoy en día también se puede degustar de los platillos típicos provenientes de ellas en los mercados y restaurante representativos de la ciudad.
Entre los platillos típicos oaxaqueños se pueden mencionar:
Quesillo: También es conocido en diferentes estados de la república mexicana como "queso Oaxaca" o "queso de hebra". Otro aspecto físico que lo caracteriza tanto en su elaboración tanto artesanal como industrial es que una vez finalizado su proceso de presentación el quesillo permite que tenga una consistencia parecida a la de una hebra larga y gruesa, la cual una vez enrollada pareciera tener forma de una pequeña pelota. Su sabor lo hace diferente de las demás variedades de quesos típicos, además que por su consistencia hace que pueda ser desmenuzado en delgados "hilos", para la preparación de platillos como quesadillas, tlayudas, sincronizadas o bien el quesillo puede ser servido como queso para botana.
Tlayudas: Se suele pensar que la tlayuda es un plato preparado, pero en realidad solo es la tortilla, cuyas principales características son el gran tamaño (incluso más de 40 cm de diámetro), su sabor completamente diferente al de otro tipo de tortilla y la ligera dureza en su consistencia (sin llegar a ser tostada), que adquiere al momento de cocerse en un comal comúnmente de barro, en el que se deja semi-tostar, es decir, un cocido mayor que el del otro tipo de tortilla, para luego al ser guardada en un tenate (recipiente hecho de hojas de palma), aunque también, existe la denominación de "Tlayuda preparada".
Memelitas: Las memelitas son tortillas que son más gruesas de lo normal hechas a mano, regularmente ovaladas se les embarra aciento, frijoles molidos y se cocinan un instante se les agrega queso o quesillo, y salsa. O se pueden disfrutar con algún guisado.
Molotes: Los molotes se preparan con una tortilla de masa (sin cocer) un poquito más gruesa que la común donde se agrega un puré de papa con chorizo previamente cocido, se envuelve como un molote, sellado completamente y frito en suficiente aceite, una vez cocido, y sin el exceso de grasa, se acompaña con frijoles molidos o guacamole, un poco de lechuga y queso.
Mole Oaxaqueño: Mención especial se da al tema del mole en Oaxaca ya que puede presumir la preparación de más de una variante de esta comida típica de la ciudad y del estado, tanto es así que desde hace algunos años en las fiestas de la Guelaguetza se incluye el festival de los 7 moles de Oaxaca los cuales son:
1. MOLE NEGRO Es suave, dulzón, no muy picoso y de color oscuro. Se elabora con chiles negros (chilhuacle, mulato y pasilla), semillas, especias y chocolate de metate. Tradicionalmente se prepara con carne de guajolote.
2. MOLE COLORADITO Es de color rojo quemado y de fuerte aroma. Se elabora con chiles rojos (ancho y guajillo), semillas, especias y jitomate. Este mole se prepara con carne de puerco.
3. MOLE AMARILLO Es muy aromático y su color se acerca al anaranjado. Se elabora con chiles amarillos (chilcostle y chilhuacle), especias y yerbasanta, la cual le da un aroma y sabor característico. Este mole se prepara con carne de pollo criollo y se le agrega verdura (chayote y ejotes), rajas de chile de agua y chochoyotes (bolitas de masa de maíz).
4. MOLE VERDE Es ligero y de sabor herbal. Se elabora con tomate verde, hierbas (epazote, yerbasanta y cilantro), chile de agua y masa de maíz para espesarlo. En este mole se utilizan carnes de pollo y puerco, y se le agrega verdura (chayote y calabacitas), frijoles blancos y cho¬choyotes (bolitas de masa de maíz).
5. CHICHILO Es un mole de color negro y de sabor fuerte. Se elabora con chiles chilhuacle y pasilla, especias; tortillas y pepitas de chile quemadas lo que da el color y sabor particular a este platillo y hojas de aguacate para perfumarlo. Se prepara con carne de res, se le agrega verdura (chayote y ejotes), chochoyotes y rajas de chile verde. También hay chichilo rojo, que se prepara con chiles rojos (chilhuacle rojo, guajillo y ancho), y se le da sabor con una hierba de la región llamada “hierba de conejo”.
6. ESTOFADO O ALMENDRADO Es un mole ligero de jitomate, ajonjolí y especias. Se prepara con carne de cerdo, pollo y chorizo, revuelto con almendras, pasitas, aceitunas, alcaparras y chiles jalapeños.

Nota: En algunas regiones del estado la elaboración del estofado es con finos cuadros de miltomate siendo este su principal ingrediente, además del uso de aceitunas, alcaparras, almendras, pollo o puerco.
1. MANCHAMANTELES Es un mole ligero de chile ancho, semillas y especias. Se prepara con lomo de cerdo y rebanadas de plátano macho, camote y piña.

Caldo de Piedra: El caldo de piedra es una comida milenaria de origen Chinanteco, en San Felipe Usila.

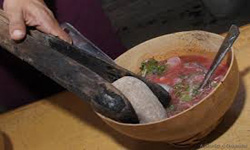
Preparación del Caldo de piedra.

Allí se prepara este arte culinario para ofrecer en gratitud a las mujeres, niños, ancianos y personas de alta estimación que generalmente se reúnen en la orilla del río. Es un platillo prehispánico, un platillo totalmente indígena, propio y creación de los antiguos chinantecos. Cabe destacar que la comunidad de San Felipe Usila los hombres se dividen la tarea de pescar, agregar verduras y especias, así como seleccionar las piedras, buscar la leña y hacer la fogata para calentar las piedras al rojo vivo, mismas que a su momento se agregan a la sopa para llevar a cabo la cocción.
Chicatanas Tzicatana o Chicatana: Insectos típicos de la temporada de lluvias entre los meses de julio y agosto que para comerlos hay primero que capturarlos.

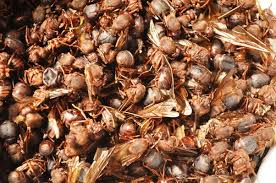
Chicatanas recién capturadas.

Después de la recolección, las chicatanas se lavan y se ponen al comal, en este primer paso pierden sus alas.
Acto seguido, se muelen en molcajete, se les agrega ajo, sal y chile y todo se muele hasta obtener una consistente salsa. Si se pregunta a cualquier persona por el sabor de la chicatana, nadie lo contestará; la gente solo dirá que sabor de la salsa de chicatana es difícil describir, solo contestan que tienen sabor a chicatana. Las Chicatanas, un insecto que le da más sabor y folclore a la milenaria y tradicional gastronomía de Oaxaca, algo diferente para probar, otro sabor particular de Oaxaca.
Chapulines: Insectos típicos que se encuentran común mente en los sembradíos de maíz, los cuales se recolectan para poder comerse.
Después de la recolección de los chapulines, procedemos a meterlos a una bolsa plástica durante dos días, cuando pasa ese tiempo de lavan hasta que el agua salga cristalina, el paso siguiente para su preparación es colocarlos en una olla de agua caliente y dejarlos cocer un rato, los escurrimos y los vaciamos en una sartén con aceite caliente los freímos durante un rato y agregamos un caldo hecho con limón y ajo molido, dejamos que se cocinen en ese caldo aproximadamente una hora y ya esta a disfrutarlos agradablemente.

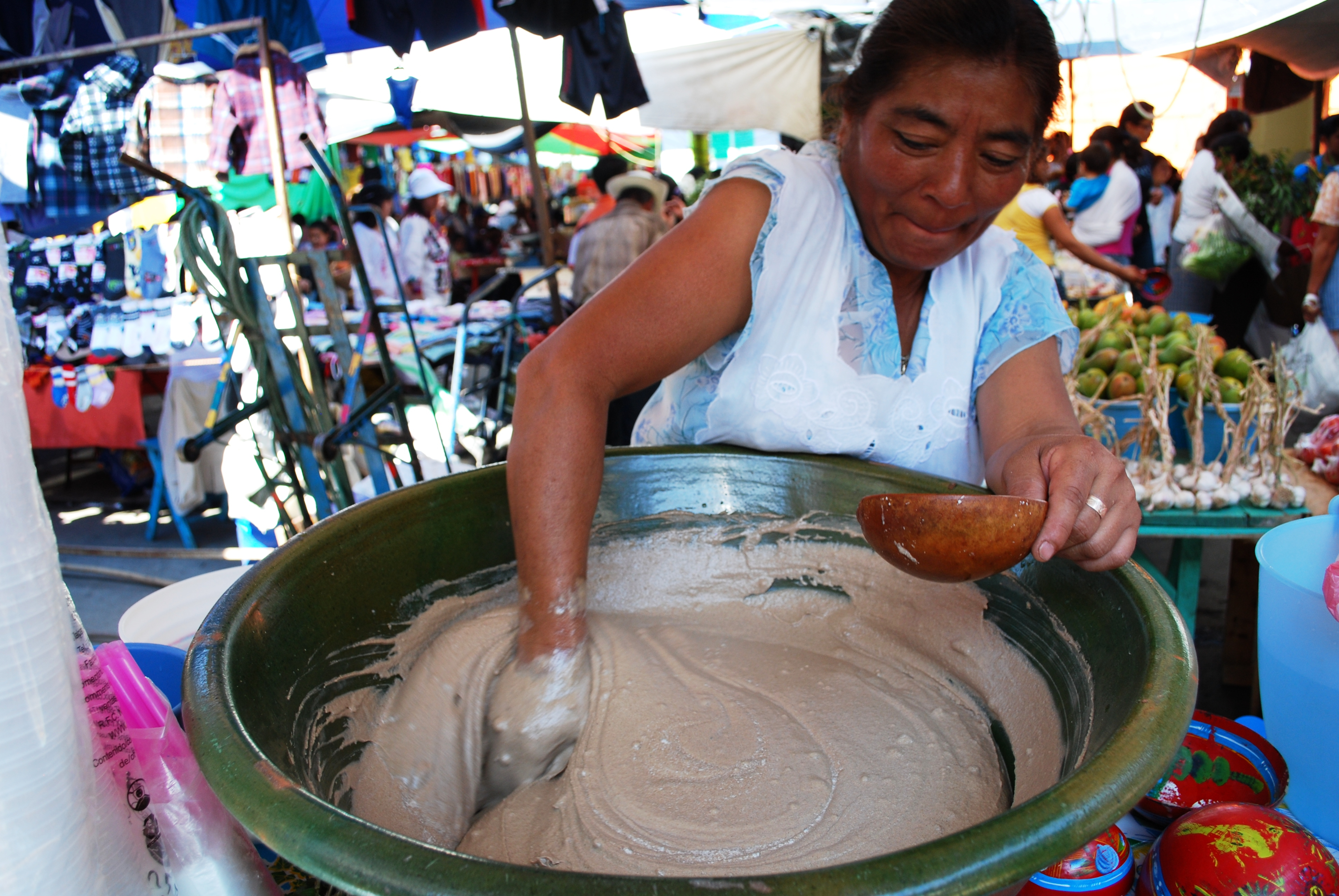
Tejate
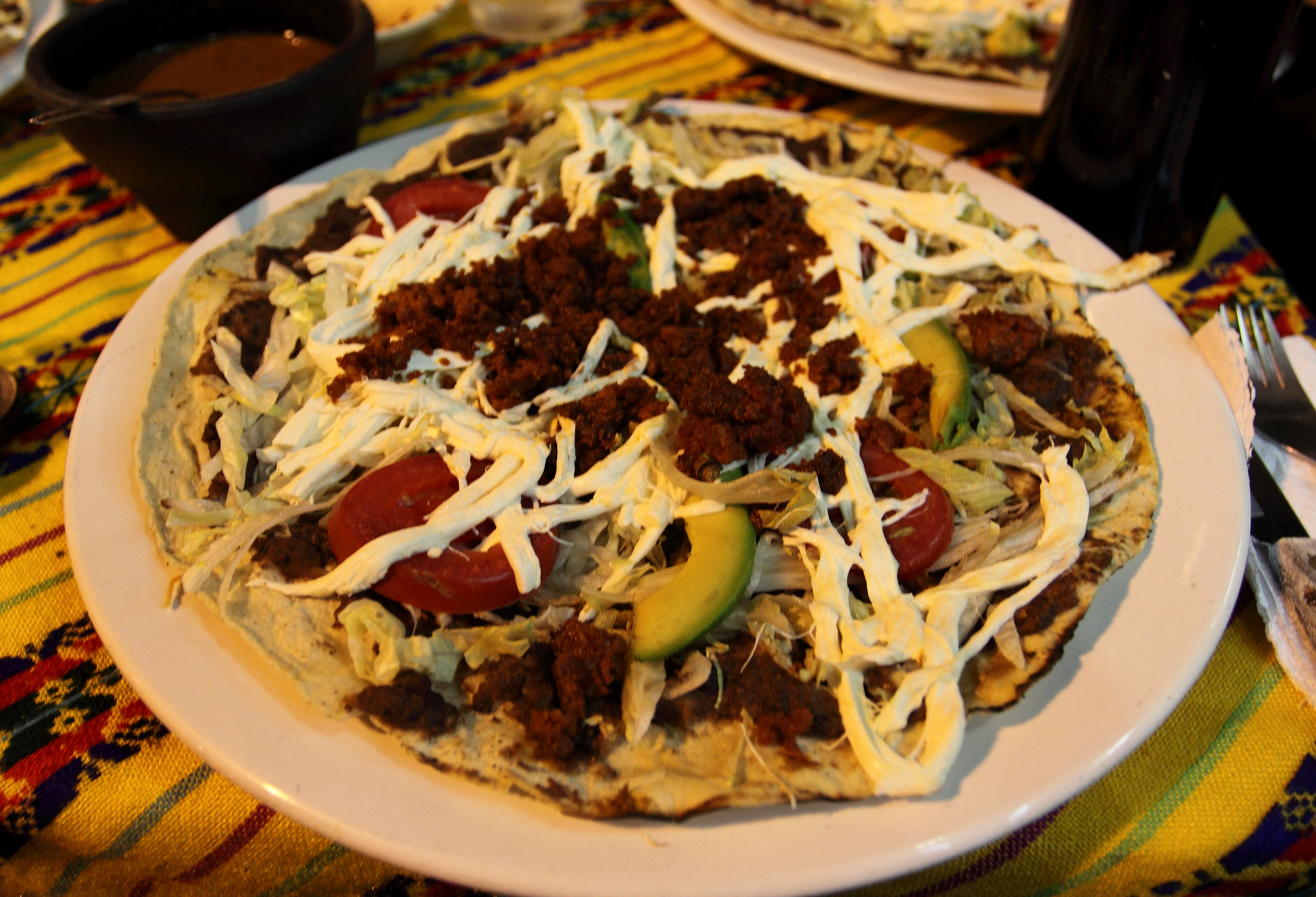
Tlayuda preparada
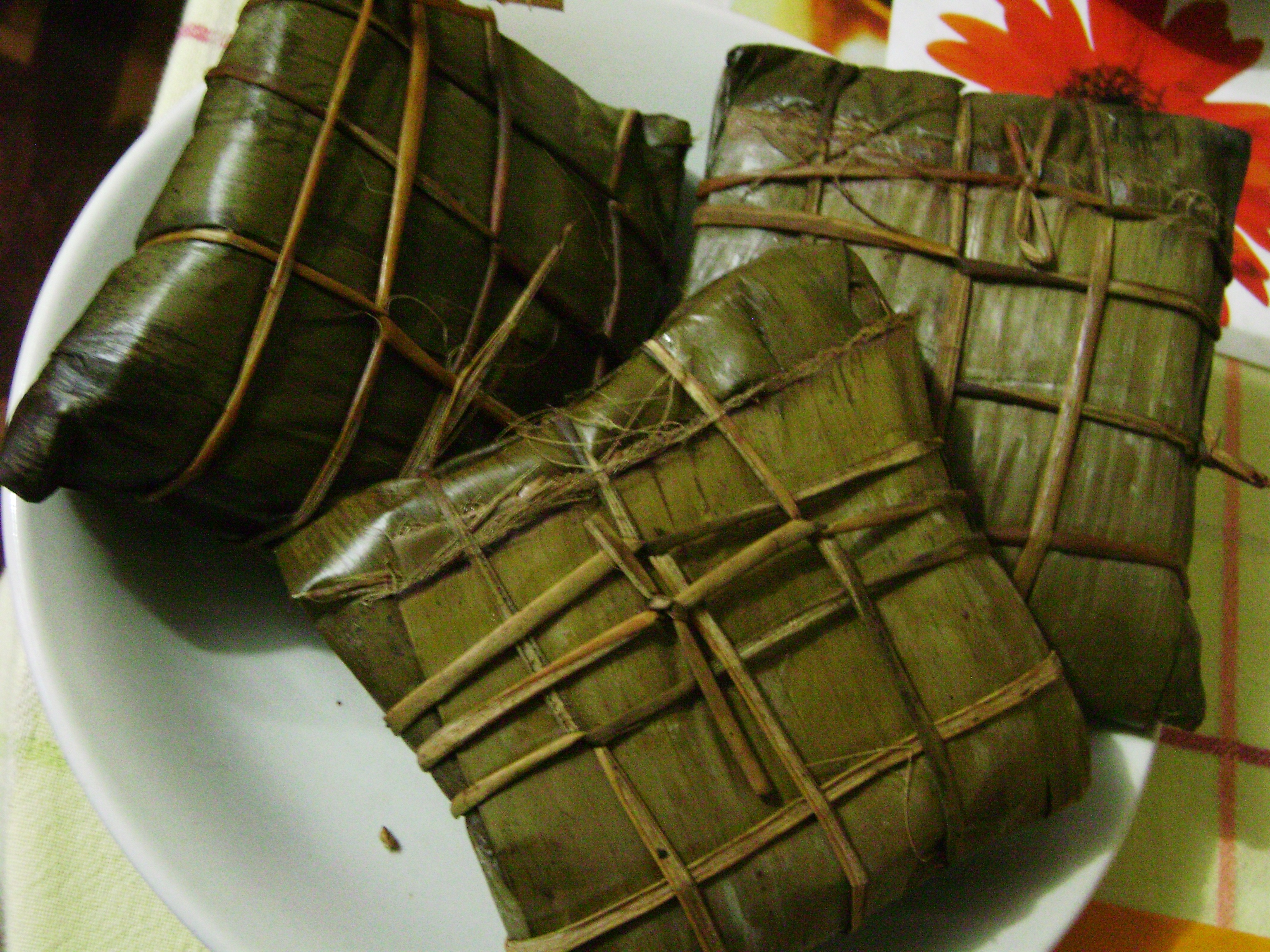
Tamales Oaxaqueños
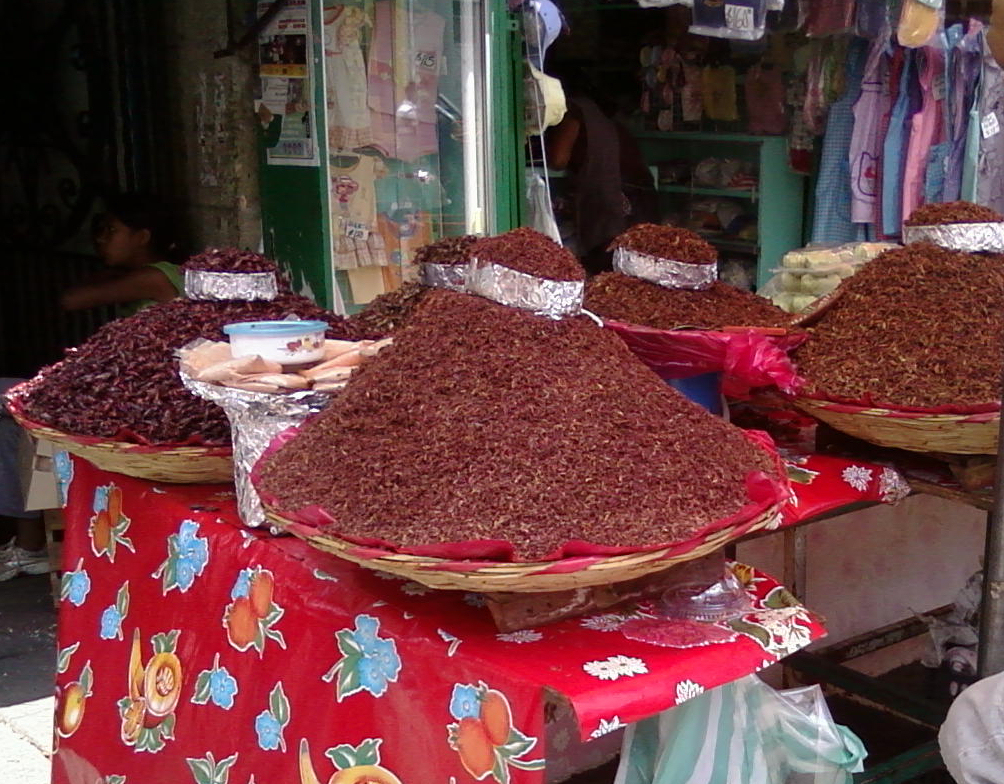
Chapulines

Tejate: Proviene del nahuatl "Texatl" que significa agua harinada. Los principales ingredientes son harina de maíz de tostado, semillas de cacao fermentadas, huesos de mamey y flor de cacao también llamada Rosita de cacao. Todos los ingredientes se muelen hasta obtener una pasta. La pasta se mezcla con agua fría. Cuando está listo, la flor de cacao se va hacia la superficie formando una cubierta esponjosa. Los bebedores expertos dirán que un buen tejate es aquel con una espesa capa de rosita de cacao.
Esta bebida tradicional se considera muy importante en la cocina, historia, nutrición, y agricultura relacionadas con el maíz en la ciudad de Oaxaca.
Es tan popular entre los lugareños y tan especial para los visitantes nacionales y extranjeros, que anualmente se realiza una feria para exponer las diferentes variedades de esta bebida en la comunidad de San Andrés Huayapam; considerada la cuna del Tejate, esta comunidad se localiza aproximadamente a cinco kilómetros de la capital.
"La refrescante agua de horchata" con trocitos de nuez y cubos pequeños de melón, donde el arroz, se deja reposar como por tres horas, luego se muele con canela, se le agrega agua, se endulza al gusto y se sirve con nuez y melón.
Entre otras bebidas tradicionales tenemos la de tuna con nuez, limón con chía, almendra con tuna, y una variedad de bebidas refrescantes y deliciosas.
"El Tepache": Bebida obtenida por la fermentación de los azúcares de alguna fruta, hoy en día es más común la proveniente de la fermentación varias tipos de fruta generalmente cáscaras de piña y azúcar o piloncillo en agua hervida, la cual se deja fermentar de 5 a 10 días.
Mezcal: Es una bebida artesanal del estado elaborada con la planta que lleva de nombre maguey el cual se caracteriza por tener un sabor muy fuerte para el paladar. Esta bebida se elabora en grandes cantidades en el municipio de santiago matatlan y cada año se realiza la feria internacional del mezcal.
Oaxaca rinde homenajes con una copita de Mezcal, el que se destila en estas tierras Mixtecas y Zapotecas. Para su gente, este elixir es el protagonista de memorables eventos y, junto con la gastronomía, acompaña su esparcimiento, su felicidad, sus dolores y sus sueños. Se trata de un trago sagrado, cuyo valor es muy relevante para los Oaxaqueños. Por eso no es extraño encontrar este destilado prácticamente en todos los rincones de Oaxaca.
Piedrazos: Son pedazos de pan tostado y cortado en triángulos, se ponen a remojar por algunos minutos en vinagre, cuando el pan comienza a hacerse blando es momento de sacarlo y agregarle cebolla, chile en polvo y sal de gusanito.
También otros platillos a considerar son: el pozole, el quesillo (queso Oaxaca), los tamales de hoja de plátano, los chapulines, el Tasajo, la Salchicha Oaxaqueña, los diversos dulces de cajón (mamón, barquillo de lechecilla, cocada, merengue, entre otros), las nieves de Garrafa, el agua de Chilacayota, el chocolate, el Chocolateatole, los distintos tipos de panes: el pan de yema, el pan resobado, las hojaldras, pan de cazuela( pan relleno de chocolate), el pan amarillo, los molletes (pan con sabor a panela)y el mezcal, tanto de gusanito como el curado de ciruela, nanche (mezcal con cualquiera de estas frutas).
Champurrado: Esta bebida es conocida por utilizar la masa con la que se preparan las tortillas. Se desbarata en un poco de agua y después se cuela. Se agrega leche caliente y chocolate con azúcar. La receta es originaria del estado de Oaxaca y se disfruta en las fiestas de San Francisco Jaltepetongo.
Algo que también debemos de tomar en cuenta, es la zona geográfica en la que se realiza, ya que de esto dependerá los ingredientes a utilizar, tal es el caso de Valles Centrales, donde el Champurrado al momento de prepararse solo está compuesto por atole y chocolate con azúcar, dejando de lado la leche como ingrediente de este.
Pan de Yema: Preparado con huevo, es el pan tradicional el cual podrás encontrar en cualquier establecimiento. Tradicionalmente es consumido con chocolate de agua o de leche. En “día de todos los Santos”, como localmente se le llama al día 2 de noviembre, en la localidad e Miahuatlán este pan es adornado con diferentes caritas. Las famosas caritas que adornan el pan de yema en estas fechas, son hechas a base de agua, harina y manteca vegetal.
Tasajo: Uno de los lugares ideales para probar esta deliciosa carne es en el Mercado 20 de Noviembre, donde ahí mismo los locatarios asan la carne y donde es muy típico ver mujeres ofreciendo las tradicionales Tlayudas para acompañar la carne.
Atole de granillo: Esta bebida es muy popular en las colonias de la periferia de la ciudad, se elabora a base de maíz a medio cocer y quebrajado (es lo que se conoce como granillo). Quebrajado el maíz, se pone a hervir con suficiente agua hasta que se espese un poco, la gente lo toma con o sin azúcar.
Dulces Regionales: Existe una gran variedad de dulces regionales o artesanales, elaborados de gran calidad y transmitidos los conocimientos de su elaboración la receta de generación en generación, algunos de sus nombres son: borrachitos, mamones, menguanitos, barquillos, las tradicionales y muy conocidas empanaditas de sabores como el coco, la piña.
"El chocolate": El chocolate de Oaxaca se caracteriza por su rico sabor, además de ser una bebida tradicional para tomar en las mañanas, así como en las fiestas. Elaborado con cacao y azúcar. El chocolate suele representar respeto y elegancia en la mesa de los oaxaqueños. En el centro de Oaxaca es común encontrar centros chocolateros donde venden chocolate en polvo o en barra, así como chocolate preparado de agua o de leche.
Una característica especial en oaxaca es que podemos ver en algunos negocios que venden chocolate como lo preparan y nos lo entregan en ese momento como una masa que aún se encuentra caliente. Actualmente algunos artesanos como los de chocolateconalas elaboran el chocolate tradicional y rescatan el sabor original.
Nicuatole: (también conocido como Nicuatol, Necuatolli). Elaborado a base de maíz por lo que contiene un alto valor nutricional, de origen prehispánico, consumido principalmente en la zona sur de la república mexicana.
Hay dos versiones para preparar este delicioso postre: con agua o con leche; en ambas en su elaboración se le agrega raja de canela al gusto, la mezcla final se coloca en un recipiente o molde, se le espolvorea azúcar roja y espera que se enfríe. Degustado a temperatura ambiente por personas de todas las edades y para variedad, se le puede agregar frutos secos como nuez molida, almendras, cacahuete, canela, chocolate o algún otro ingrediente o sabor agradable al paladar, satisfaciendo así el gusto del consumidor.
Nieves: El lugar perfecto para saborear de estas delicias es en la Plazuela de la iglesia de la Virgen de la Soledad y en Zaachila es la típica villa de provincia mexicana. Ahí, el visitante puede disfrutar de variados sabores del cremoso postre; hay de tuna, de leche quemada, de nuez, que por cierto es producida localmente. La nieve de sabor se elabora en cilindros metálicos colocados en mitades de barriles llenos de hielo y sal. Primero se prepara el agua de sabor y se vacía en el cilindro. Entonces se gira el cilindro de forma rápida y el frío del hielo provoca que el agua se congele y se adhiera a las paredes del cilindro donde es raspada. La operación continúa hasta que toda el agua se congela y se convierta en nieve.
Variedad de dulces regionales: nenguanitos, marquesote, rosca de yema, empanadas de lechecilla, piña y coco, cocadas, mamones (que es un pan color rojo) y borrachos (es un pan color amarillo poroso), mojado con almíbar.
Mercado 20 de Noviembre
Sin duda parte importante de la gastronomía oaxaqueña es el Mercado 20 de Noviembre. El mercado se encuentra a un par de cuadras del Zócalo de la ciudad. La variedad de comida deleita los sentidos, desde los panes de yema con ajonjolí hasta los exquisitos moles que sirven en las fondas ordenadas en el interior del mercado.
En lo alto de la entrada norte se ve la fecha de 1888, aunque las obras dieron comienzo a principios de 1862, sin embargo, las invasiones y constantes luchas intestinas provocaron más de 20 años de demora para inaugurarse. La fachada norte, sobre la calle de Aldama, es alta y sobria. El ancho pasillo se llena de populares canciones del momento y los cálidos “pásele, pásele” de las cocineras.
Sobre la entrada oriente que desemboca a la calle Miguel Cabrera, se alinean los puestos que venden carne de res y de puerco como: tasajo, chorizo, salchicha de Ejutla, cecina enchilada o blanca, para prepararse en anafres, como tradicionalmente se viene realizando en la cocina oaxaqueña.
En un principio se llamó Mercado de La Industria, posiblemente porque ahí se ofrecían productos de metal, lozas, tejidos, etc. Fue construido sobre terrenos de los que fuera la primera catedral de la Verde Antequera (actualmente Oaxaca de Juárez), San Juan de Dios.
Para los años cuarenta del siglo XX ya se le conocía como la Plaza Vieja, donde llegaban las cargas de diversos granos, así como las tortilleras, tizateras (vendedoras de copal y carbón) y vendedores de cestería. En el pasillo oeste los carniceros ofrecen sus productos a los “marchantes”, quienes pueden asar la carne en los braseros, a un costado de los puestos; comerla caminando o sentados sobre el piso, con las tradicionales cebollitas y chiles de agua.
El mercado 20 de noviembre es un testigo de la historia de la ciudad y concentra los sabores y olores que distinguen a Oaxaca de otros lugares del mundo.
Se puede llegar al mercado partiendo del Zócalo, caminando dos cuadras y media hacia el sur, sobre la calle Flores Magón y a mano derecha se ve la entrada de los anafres. O también partiendo del Zócalo andando sobre la calle de Valerio Trujano hacia el oeste, dar vuelta a mano izquierda en la calle 20 de noviembre y caminar un par de cuadras más.

### Mercado de abastos "Margarita Maza de Juárez"
El mercado Margarita Maza de Juárez conocido como Mercado de Abastos se ubica al poniente de la ciudad y forma parte de la cabecera municipal, a sus alrededores se han congregado una serie de sitios de taxis colectivos provenientes de diferentes pueblos de valles centrales, además de que, a un costado de dicho mercado, se encuentra la Central de Autobuses de Segunda Clase de Oaxaca, situación que ha dado pie a que el mercado se convierta en un punto clave, pues es aquí donde se congregan personas provenientes de las ocho regiones geográficas del estado, dando como resultado la concentración, en un solo lugar, de un sinfín de idiomas, costumbres y productos de las diferentes regiones, formando un mosaico multicultural.
En este sitio, gran parte de los capitalinos acuden a proveerse de los artículos de primera necesidad, tales como, alimentos, materias primas, especias y una gran variedad de productos de diversa índole.
El mercado está dividido en cinco áreas principales que son: Módulos, Zona Seca, Zona Húmeda, Bodegas y Tianguis.
El sábado es el día de mayor actividad y al recorrer estas secciones se puede fácilmente encontrar de todo tipo de productos, entre los que se encuentran: artículos para el hogar, artesanías hechas de barro, de piel o palma, trajes y accesorio típicos.
Dentro de la gran gama de alimentos se puede adquirir barbacoa de Tlacolula, empanadas de amarillo y de flor de calabaza, chapulines, pan de Etla, mezcal de Sola de Vega, pescados horneados y asados provenientes del Istmo, quesos y otros derivados de la leche, diferentes tipos de carnes, frutas, hortalizas y granos, entre muchos otros.

### Mercado Benito Juárez
En 1886 la Plaza de Armas ahora conocida como Zócalo o Plaza de la Constitución era utilizada los fines de semana como mercado público. En la Plaza de Cortés que estaba a una calle posterior las personas también comenzaban a vender sus productos, después denominada Plaza de San Juan.
El 2 de abril de 1894, el Gral. Gregorio Chávez, inaugura el mercado al que llamó Porfirio Díaz y se le cambia este nombre al fallecer en abril de 1912 el Lic. Benito Juárez Maza, con el fin de recordarlo perennemente y que ahora conocemos como Mercado Benito Juárez Maza.
El filántropo portugués don Manuel Fernández Fiallo, compró el lugar para destinarlo a personas que venían de las poblaciones y a las que no tenían un espacio para vender.
Situado muy cerca del Zócalo este mercado tiene ocho puertas para su acceso. Entre sus pasillos se encuentran telas, flores, especias, joyas, cestas, zumos, frutas y chapulines, entre otros.

### Mercado de artesanías
Este mercado fundado en 1980 es el ideal para adquirir todo tipo de suvenires típicos, artesanías y productos de folklore provenientes de todo el estado de Oaxaca. Tapetes, huipiles, bolsas, calzado, cerámica, alebrijes, bolsas, camisas, colchas, cortinas, manteles, máscaras, faldas, vestidos, juguetes y accesorios para la decoración del hogar son algunos de los productos que se encuentran en este espacio tranquilo alejado de la mercadotecnia.

### Mercado de la Merced
A inicios del 1900 el atrio de la Iglesia de la Merced propiamente fue un espacio arbolado y por ello utilizado por la gente que venía de nuestros pueblos a vender
algunos productos. Al crecer la población de la ciudad a mediados del siglo XIX el gobierno de don Emilio Pimentel (1902-1911) instaló un casetón metálico que cubría una gran parte del atrio formando un mercado más formal.
Debido a la extensión de la población en 1973 acordaron su traslado a la esquina de la Avenida Morelos y Nicolás del Puerto, terreno ocupado por el antiguo rastro de la ciudad y colindando con la Escuela Francisco J. Mujica.
Hoy en día es uno de los mercados más importantes de la ciudad debido a su gran variedad gastronómica, ya que puedes encontrar exquisitas memelas y empanadas de diversos de guisos y en su área de comedores una variedad de platillos tradicionales de Oaxaca.

### Mercado Sánchez Pascuas
Este mercado inició actividades en la Explanada del Carmen Alto y en 1972 estrena ubicación donde hoy lo encontramos. El Mercado Sánchez Pascuas o también conocido como Mercado del Carmen Alto, tiene un acceso por la calle de Joaquín Amaro y otra por la calle de Porfirio Díaz, su principal atractivo es la comida que se expende en los comedores y los recomendables tamales, memelas, empanadas de flor de calabaza y amarillo, también podremos encontrar juguerías, fruterías, carnicerías, pollerías y venta de muchos otro artículos para el hogar, dicho lugar cuenta con servicio de baños públicos y estacionamiento para sus clientes.
Los días domingos se caracteriza por ser uno de los días más concurridos por comensales y familias oaxaqueñas que llegan a proveerse a este mercado por artículos que locatarios expenden de excelente calidad.

## Educación

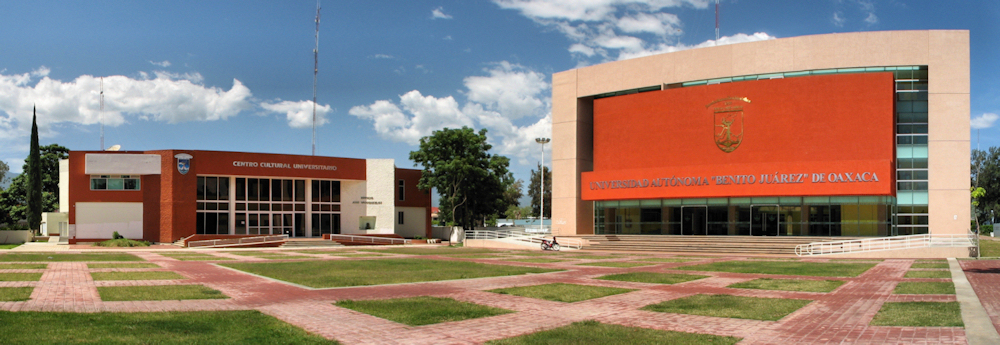
La UABJO es la principal universidad estatal.

La ciudad de Oaxaca de Juárez concentra la mayor oferta educativa de todo el estado, contando prácticamente con todos los niveles de educación básica, media superior y superior.
El municipio cuenta con 386 instituciones de educación básica y media superior, de las cuales 142 son centros de educación preescolar, 141 son instituciones de nivel primaria, 65 secundarias, 3 escuelas de formación profesional técnico y 35 bachilleratos.
En el año 2010 se contabilizaron 4035 estudiantes de postgrado, 54679 personas con nivel profesional y 66118 alumnos con primaria concluida.
Además se cuenta con ocho bibliotecas públicas, en las cuales en 2009 se realizaron un total de 142,126 consultas.
En esta ciudad se encuentra el campus principal de la Universidad Autónoma "Benito Juárez" de Oaxaca, conocida comúnmente como la Máxima casa de estudios del estado. Destacadas de la historia nacional como Benito Juárez y Porfirio Díaz fueron sus alumnos.
Dicha Universidad cuenta con las siguientes Facultades:
Facultad de Contaduría y Administración,
Facultad de Arquitectura,
Facultad de Idiomas,
Facultad de Derecho y Ciencias Sociales,
Facultad de Odontología,
Facultad de Medicina y Cirugía y
Facultad de Ciencias Químicas.
Así como los siguientes Institutos y Escuelas
Escuela de Ciencias,
Instituto de Ciencias de la Educación,
Escuela de Veterinaria Zootecnia, Escuela de Economía
Instituto de Investigaciones Sociológicas,
Instituto de Investigaciones en Humanidades y
Escuela de Bellas Artes.
Actualmente la Universidad Autónoma "Benito Juárez" de Oaxaca tiene un convenio con la Universidad Nacional Autónoma de México por medio del cual se pone en práctica la educación a distancia, beneficiando así a muchos estudiantes que necesitan esta modalidad para continuar sus estudios; entre las licenciaturas que imparte el Centro de Educación continua, abierta y a distancia se encuentran:
- Licenciatura en Ciencias Políticas y Administración Pública
- Licenciatura en Trabajo Social
- Licenciatura en Psicología
- Licenciatura de Pedagogía
- Licenciatura en Derecho

Estas licenciaturas se estudian enteramente de forma virtual, induciendo a los alumnos a participar activamente en la adquisición de conocimientos, con la ayuda de un asesor que les ayuda en el proceso, resolviendo dudas, ayudándoles a superar sus limitaciones.
Otros centros de educación superior son:
- El Instituto Tecnológico de Oaxaca (ITO)
- El Centro Regional de Educación Normal de Oaxaca (CRENO)
- La Universidad Mesoamericana
- La Universidad José Vasconcelos (UNIVAS)
- La Universidad Regional del Sureste (URSE)
- Universidad del Golfo de México (UGM)
- Universidad Nacionalista México (de sistema abierto)
- La Universidad La Salle
- Universidad Anáhuac
- El Instituto Tecnológico de Valle de Oaxaca (ITVO)

Escolaridad
En Oaxaca, la población de 15 años y más en promedio, tiene prácticamente el primer año de secundaria concluido (grado promedio de escolaridad 6.9).
Analfabetismo
También posee el Centro de Educación Artística "Miguel Cabrera"(CEDART), el único bachillerato especializado en arte del estado, frente al Jardín de San Francisco.
Existe el proyecto de creación de la Universidad Intercultural de Oaxaca, que será una institución de alto nivel académico, con presencia internacional, con certificación de todos sus procesos administrativos y de gestión, programas educativos acreditados, con una fuerte vinculación con su entorno, una universidad que conduzca a la diversidad, al intercambio de experiencias, al desarrollo de una política intercultural, respetuoso de las etnias, culturas y tradiciones de Oaxaca, a fin de lograr un desarrollo sostenible, en el respeto siempre a los derechos humanos y de la equidad de los hombres y mujeres indígenas.

## Deportes
Oaxaca de Juárez es sede de varios equipos deportivos profesionales:
| Equipo              | Deporte | Liga                      | Estadio                     |
| ------------------- | ------- | ------------------------- | --------------------------- |
| Guerreros de Oaxaca | Béisbol | Liga Mexicana de Béisbol  | Estadio Eduardo Vasconcelos |
| Alebrijes de Oaxaca | Fútbol  | Liga de Ascenso de México | Estadio Benito Juárez       |

## Presidentes municipales
| Nombre                         | Período       | Partido |
| ------------------------------ | ------------- | ------- |
| Pablo Arnaud Carreño           | 1995 - 1998   |         |
| Alberto Rodríguez González     | 1999 - 2001   |         |
| Gabino Cué Monteagudo          | 2002 - 2004   |         |
| Jesús Ángel Díaz Ortega        | 2005 - 2007   |         |
| José Antonio Hernández Fraguas | 2008 - 2010   |         |
| Luis Ugartechea Begué          | 2011 - 2013   |         |
| José Javier Villacaña Jiménez  | 2014 - 2016   |         |
| José Antonio Hernández Fraguas | 2017 - 2018   |         |
| Oswaldo García Jarquín         | 2019-2021     |         |
| Francisco Martínez Neri        | 2022-2024     |         |
| Raymundo Chagoya Villanueva    | 2025-presente |         |

### Ciudades hermanadas
La ciudad de Oaxaca está hermanada con las siguientes ciudades alrededor del mundo:
- Tierra Nueva, SLP, México[102]

- Palo Alto, Estados Unidos (1964)[102]
- San Cristóbal de Las Casas, México[102]
- Cancún, México[102]
- Vallagarina, Italia[102][103]
- Ciudad de México, México[102]
- Mérida, Venezuela[102]
- Guanajuato, México[102]
- Rueil-Malmaison, Francia[102]
- Puebla de Zaragoza, México[102]
- Zacatecas, México[102]
- Santa Cruz, Chile[102][103]
- Santiago de Querétaro, México[102]
- Morelia, México[102]
- Antequera, España[102]
- Tlaquepaque, México[102][104]
- Tuxtla Gutiérrez, México[102]
- Paraíso, Costa Rica[102]
- General Escobedo, México[102]
- Guadalajara, México[102][105]
- Arequipa, Perú[102]
- Xochimilco, México[102]
- Rayon[102][103]
- Habana Vieja, Cuba[102]
- Huajuapan de León, México[102][103]
- Antigua Guatemala, Guatemala[102]
- Álvaro Obregón[103]

## Personas destacadas
- Porfirio Díaz, Presidente de México.
- José Vasconcelos, Escritor, filósofo y político.
- Margarita Maza, primera dama de México.
- Macedonio Alcalá, Músico y compositor.
- Rufino Tamayo, Pintor.
- Rodolfo Nieto, Pintor.
- Vinicio Castilla, Beisbolista.
- Benito Juárez, Presidente de México.
- Matías Romero, Diplomático.
- Claudia Martín, Actriz y comunicóloga.
- José López Alavez, Compositor.
- Lila Downs, Cantante, músico.
- Yalitza Aparicio, Actriz, embajadora (UNESCO).
- Álvaro Carrillo, Compositor.
- Nadia Yvonne López, Cantante.